# Mitsubishi Galant
Der Mitsubishi Galant ist ein zwischen 1969 und 2012 gebauter und der Mittelklasse zugeordneter Personenkraftwagen des japanischen Herstellers Mitsubishi. Der Galant wurde bis Herbst 2004 auch in Deutschland angeboten.

## Galant (A2GS, 1969–1973)
Der Mitsubishi Galant der ersten Generation, anfangs unter der Bezeichnung Colt Galant vermarktet, wurde im Dezember 1969 eingeführt.
Anfangs stand lediglich eine viertürige Limousine mit 1,3- oder 1,5-Liter-Vierzylinder in drei Ausführungen zur Verfügung. Im Frühjahr 1970 folgte ein zweitüriges Stufenheck-Coupé, das als erstes japanisches Auto auf B-Säulen verzichtete (sogenanntes Hardtop-Coupé). Der Colt Galant wurde als erstes Mitsubishi-Modell nach Nordamerika exportiert und dort unter dem Namen Dodge Colt verkauft, nachdem der Chrysler-Konzern 1970/71 Anteile von Mitsubishi übernommen hatte. Ebenfalls erhältlich war ab Mitte 1970 ein fünftüriger Kombi.
Ebenfalls 1970 ließ Mitsubishi den übrigen Modellen ein Fließheck-Coupé namens Galant GTO folgen, das sich stilistisch an den US-amerikanischen Muscle Cars orientierte, mit drei verschiedenen Motoren lieferbar war und bis 1975 im Angebot blieb. Die Modellbezeichnung GTO wurde von Mitsubishi mit dem Mitsubishi GTO in den 1990er-Jahren wiederbelebt.
Im Frühjahr 1971 kam eine weitere Coupé-Variante namens Galant FTO mit 1,4-Liter-Vierzylinder ins Programm. Auch diese Bezeichnung wurde vom Werk in den 1990er-Jahren mit dem Mitsubishi FTO wieder aufgenommen.
Dieser Typ machte durch Rallye-Erfolge 1972 und 1973 (Southern Cross Rallye) auf sich aufmerksam.
In Deutschland wurde der erste Galant nicht angeboten.

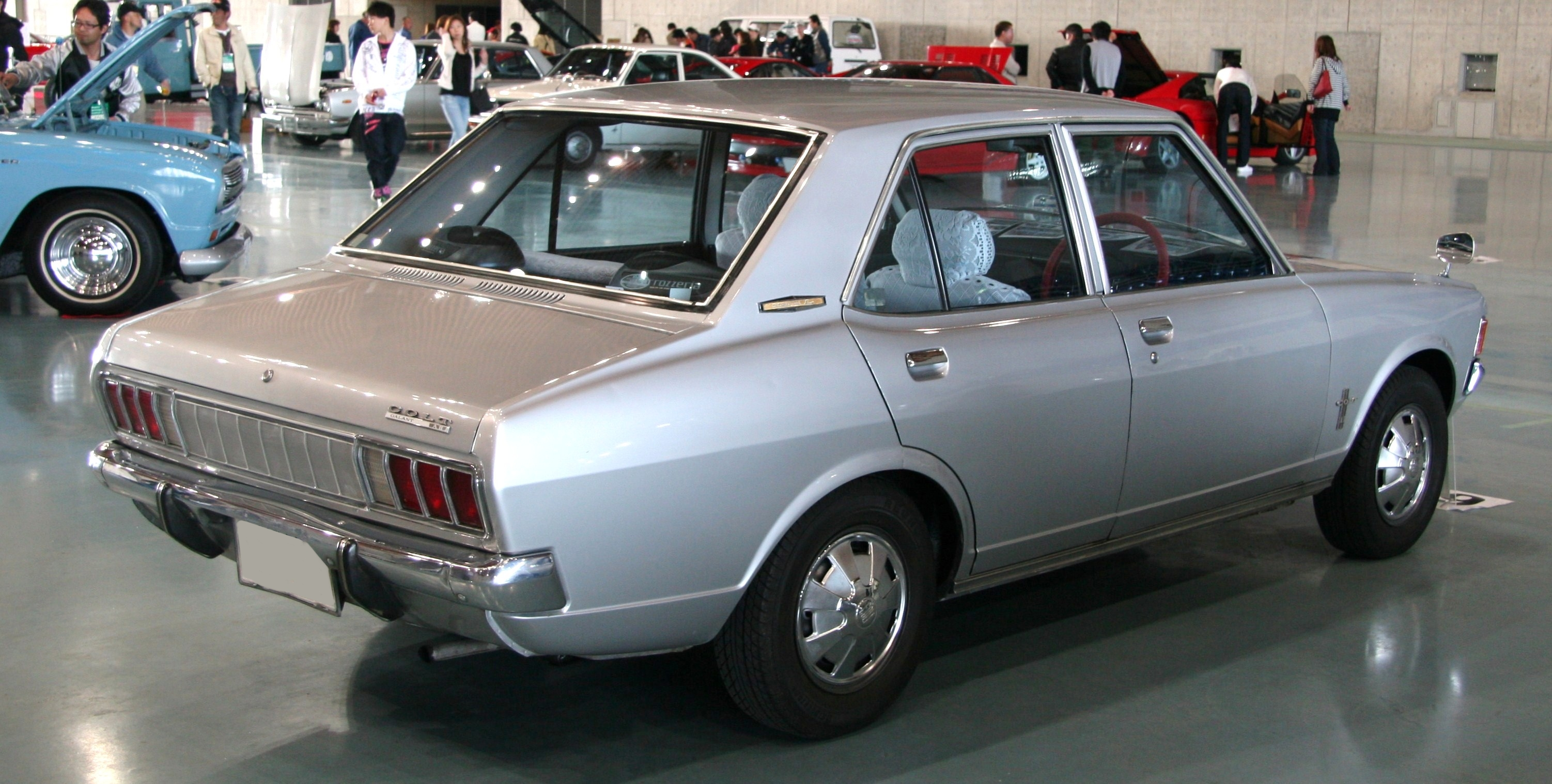
Heckansicht
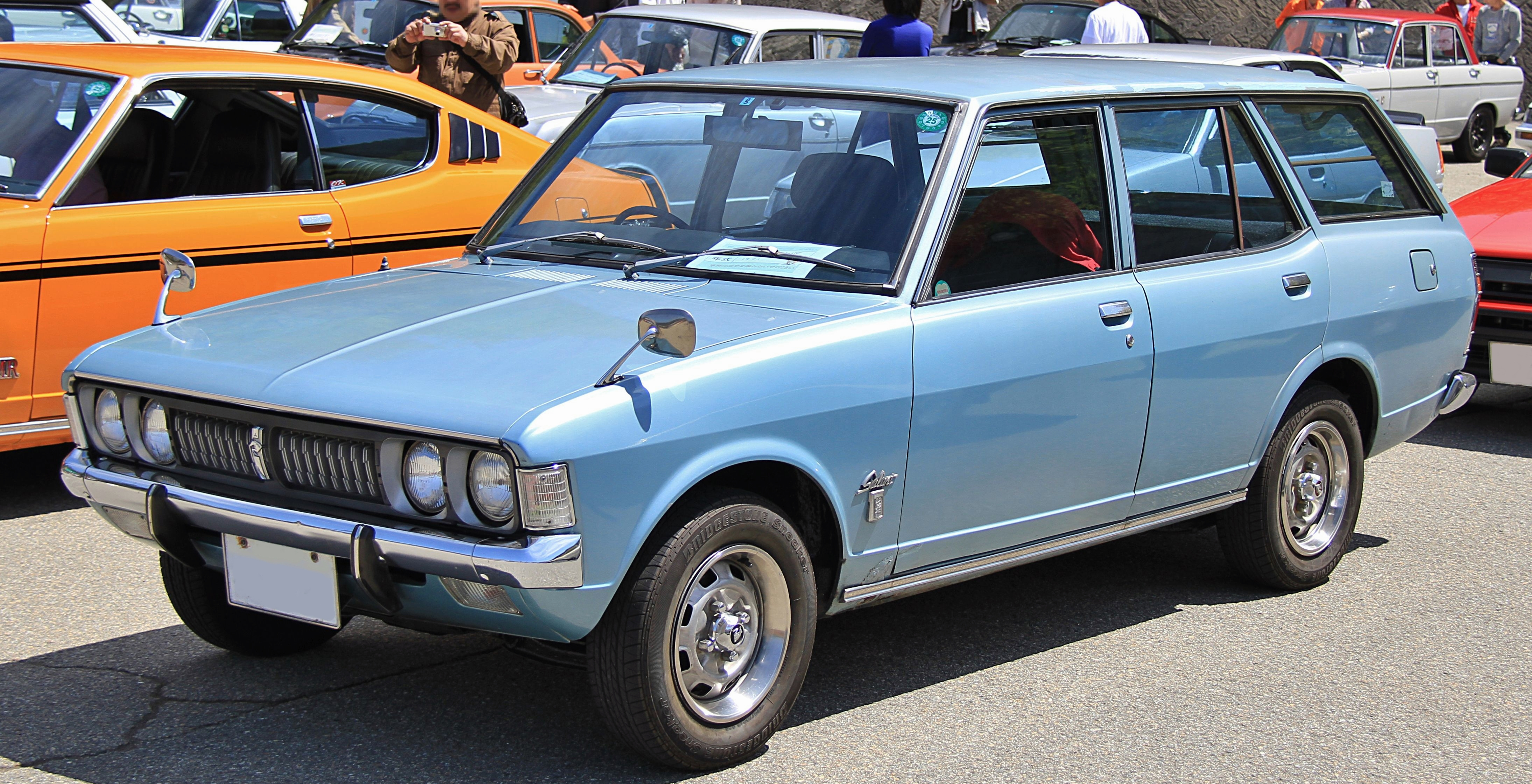
Mitsubishi Colt Galant Wagon (1970–1973)
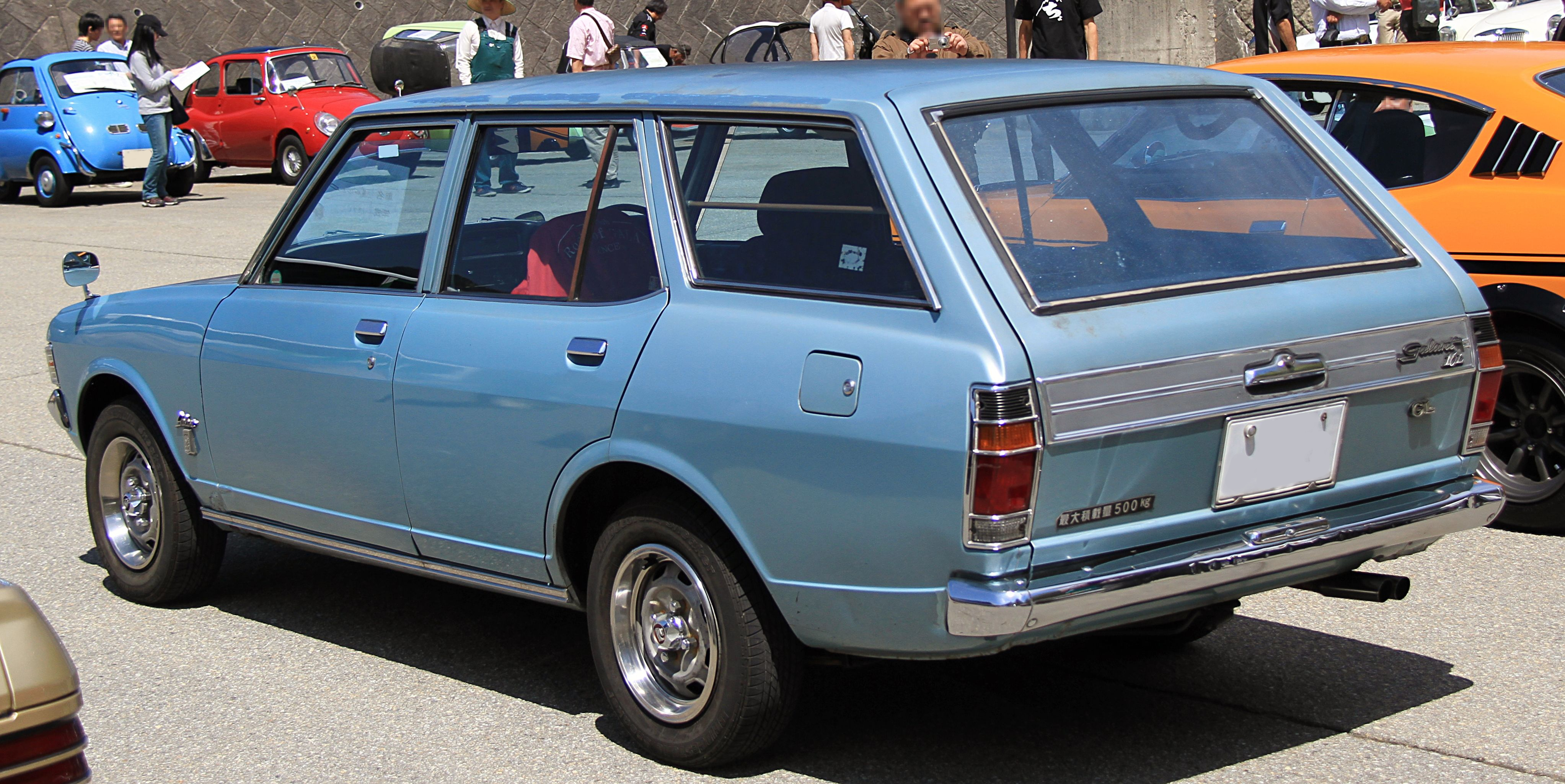
Heckansicht
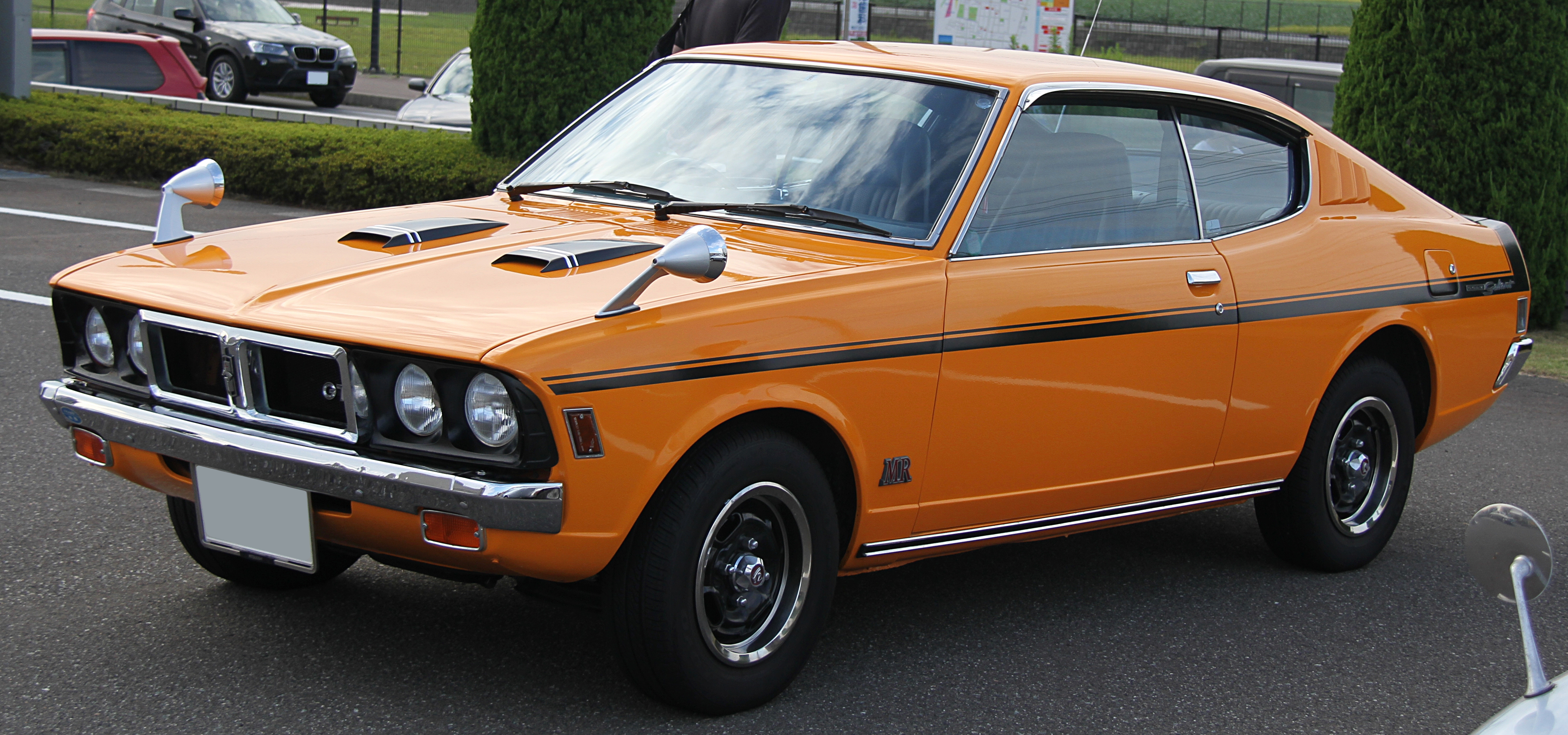
Mitsubishi Colt Galant GTO (1970–1973)
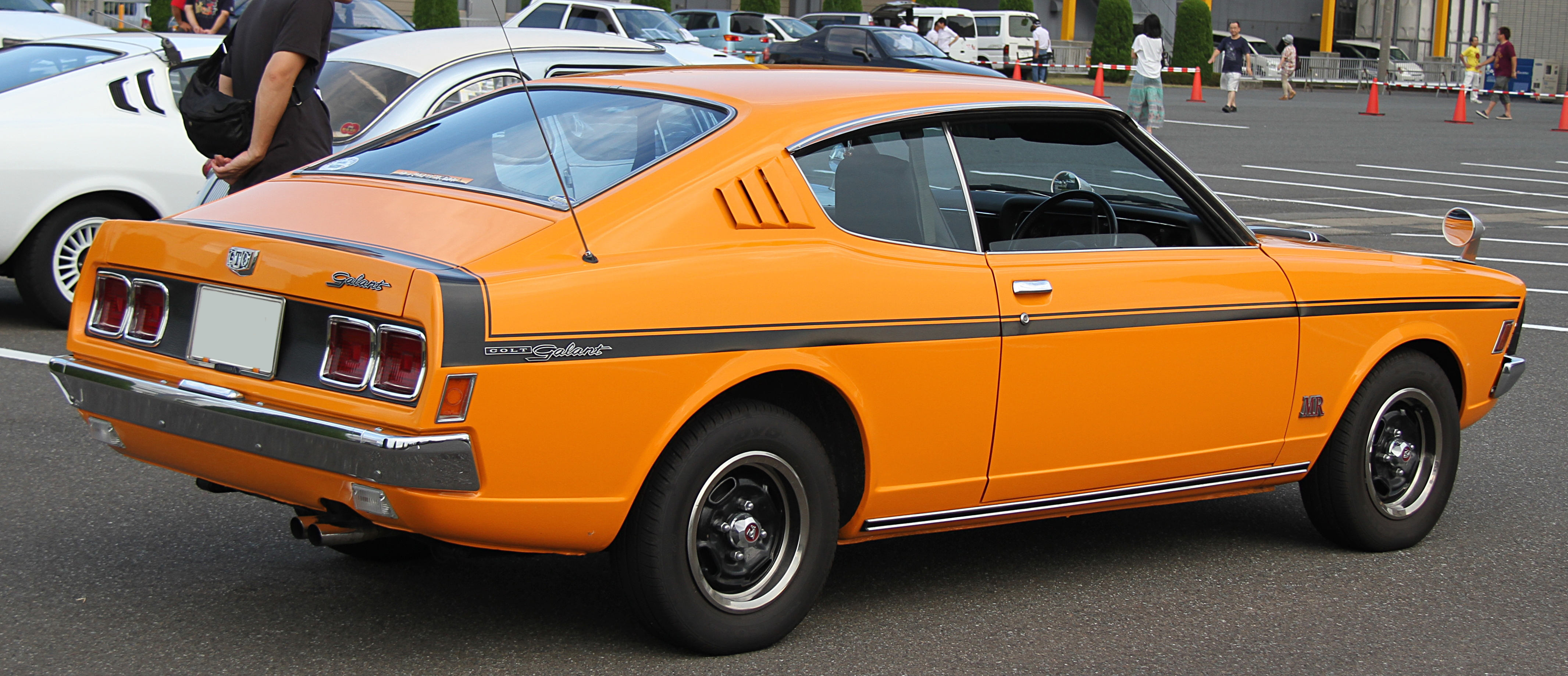
Heckansicht
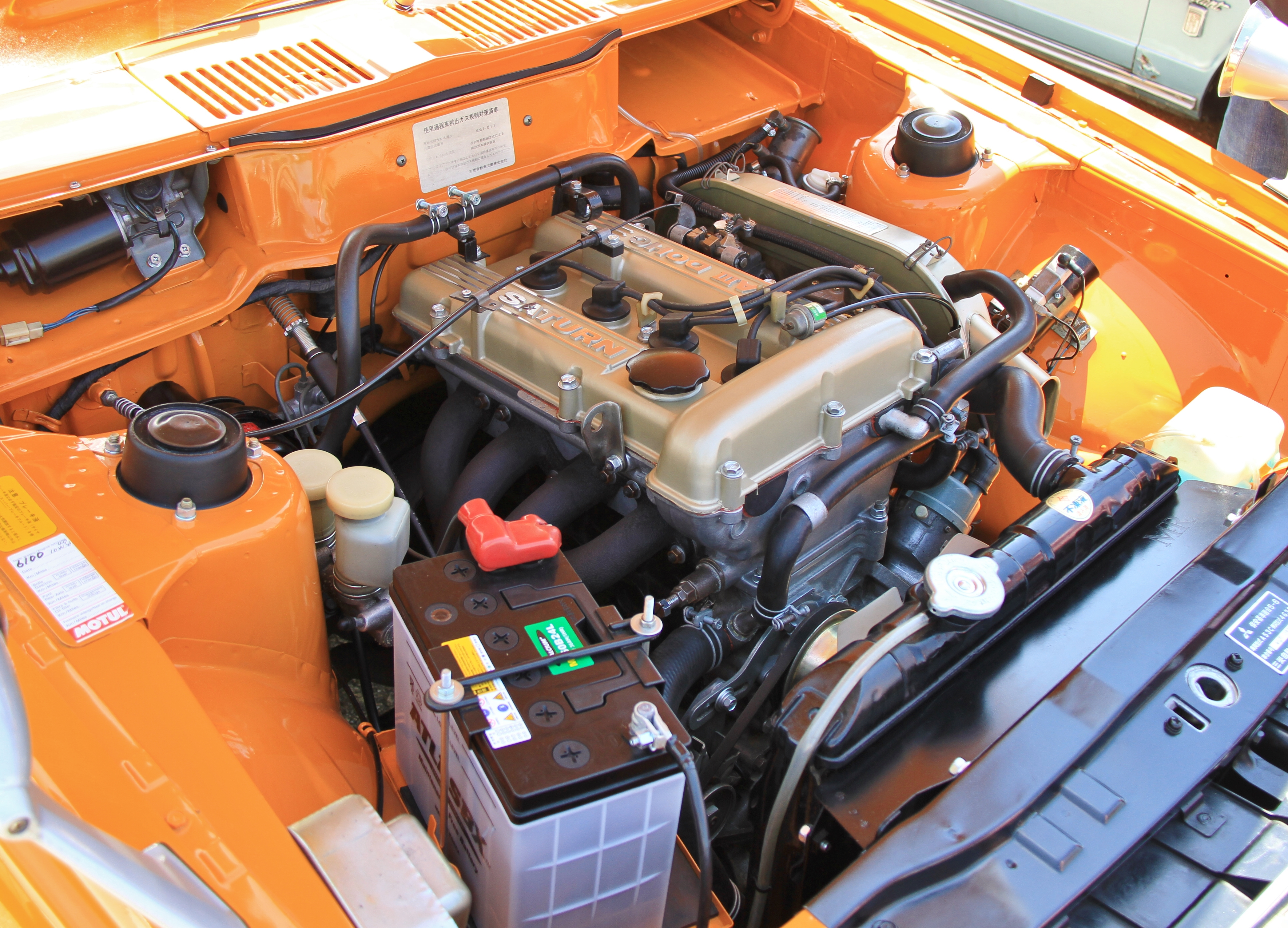
Motorraum Colt Galant GTO
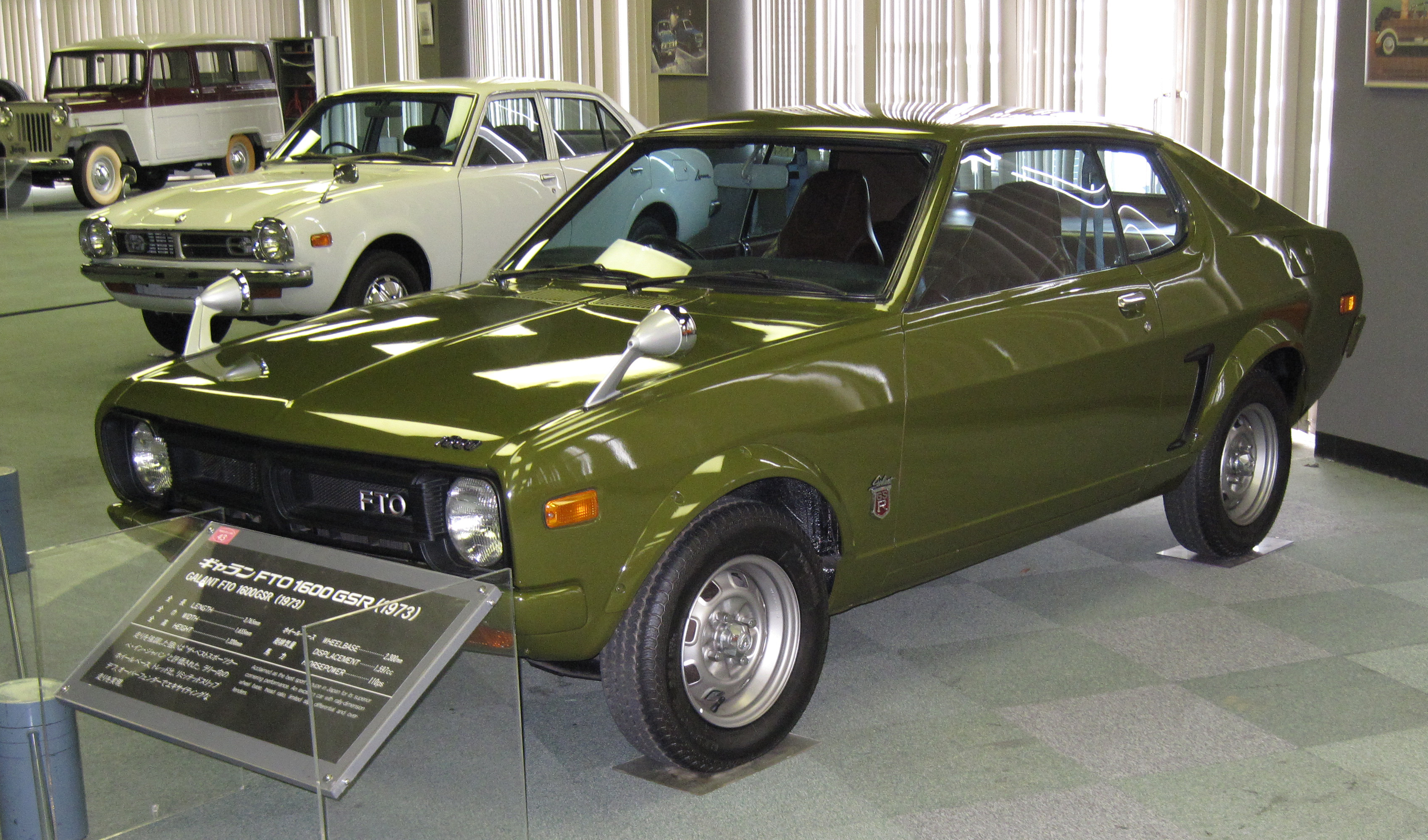
Mitsubishi Galant FTO (1971–1973)
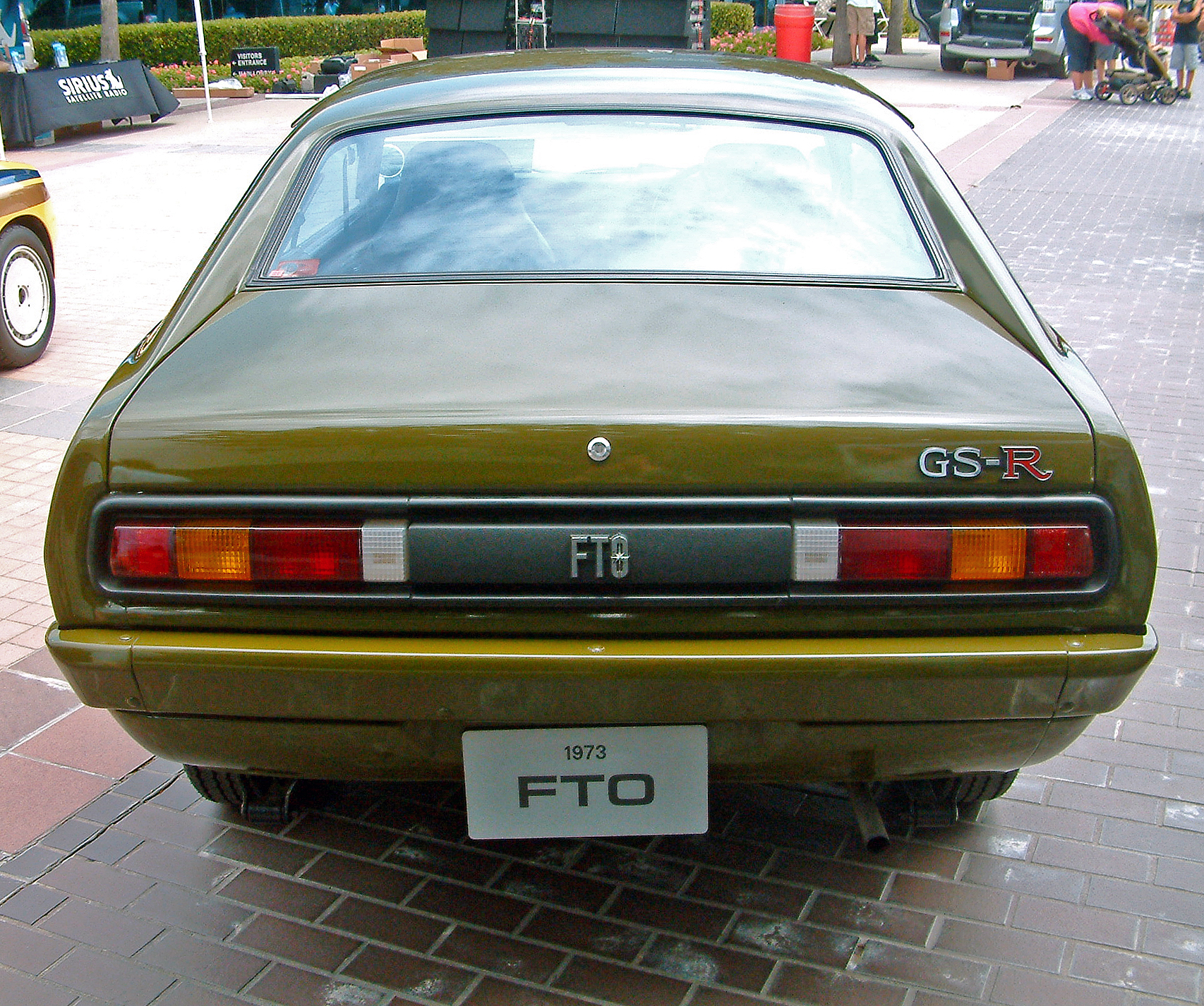
Heckansicht

| Technische Daten Mitsubishi Colt Galant, Modelle 1973 |                                                                        |                                                                        |                                                                    |                                                                    |
| Mitsubishi Colt Galant:                               | 1.4                                                                    | 1.6                                                                    | GTO 1.7                                                            | GTO 1.6                                                            |
| Motor:                                                | 4-Zylinder-Reihenmotor (Viertakt)                                      | 4-Zylinder-Reihenmotor (Viertakt)                                      | 4-Zylinder-Reihenmotor (Viertakt)                                  | 4-Zylinder-Reihenmotor (Viertakt)                                  |
| Hubraum:                                              | 1439 cm³                                                               | 1597 cm³                                                               | 1686 cm³                                                           | 1593 cm³                                                           |
| Bohrung × Hub:                                        | 73 × 86 mm                                                             | 76,9 × 86 mm                                                           | 79 × 86 mm                                                         | 76,9 × 86 mm                                                       |
| Leistung bei 1/min:                                   | 68 kW (92 SAE-PS) bei 6300                                             | 74–81 kW (100–110 SAE-PS) bei 6300–6700                                | 77–85 kW (105–115 SAE-PS) bei 6300                                 | 92 kW (125 SAE-PS) bei 6800                                        |
| Max. Drehmoment bei 1/min:                            | 122 SAE-Nm bei 4000                                                    | 137–139 SAE-Nm bei 4000–4800                                           | 147–149 SAE-Nm bei 4000–4500                                       | 142 Nm bei 5000                                                    |
| Verdichtung:                                          | 9,0:1                                                                  | 8,5–9,5:1                                                              | 8,5–9,5:1                                                          | 9,5:1                                                              |
| Gemischaufbereitung:                                  | 1 Fallstromvergaser                                                    | 1 Fallstrom- bzw. 2 SU-Vergaser                                        | 1 Fallstrom- bzw. 2 SU-Vergaser                                    | 2 SU-Horizontalvergaser                                            |
| Ventilsteuerung:                                      | OHC, Kette                                                             | OHC, Kette                                                             | OHC, Kette                                                         | DOHC, Kette                                                        |
| Kühlung:                                              | Wasserkühlung                                                          | Wasserkühlung                                                          | Wasserkühlung                                                      | Wasserkühlung                                                      |
| Getriebe:                                             | 3- oder 4-Gang-Getriebe a.W. 3-Stufen-Automatik Hinterradantrieb       | 3- oder 4-Gang-Getriebe a.W. 3-Stufen-Automatik Hinterradantrieb       | 4-Gang-Getriebe a.W. 3-Stufen-Automatik Hinterradantrieb           | 5-Gang-Getriebe Hinterradantrieb                                   |
| Radaufhängung vorn:                                   | Dreiecklenker, Zugstreben, Schraubenfedern                             | Dreiecklenker, Zugstreben, Schraubenfedern                             | Dreiecklenker, Zugstreben, Schraubenfedern                         | Dreiecklenker, Zugstreben, Schraubenfedern                         |
| Radaufhängung hinten:                                 | Starrachse, halbelliptische Blattfedern                                | Starrachse, halbelliptische Blattfedern                                | Starrachse, halbelliptische Blattfedern                            | Starrachse, halbelliptische Blattfedern                            |
| Bremsen:                                              | Trommelbremsen rundum a.W. Scheibenbremsen vorne (Durchmesser 23,9 cm) | Trommelbremsen rundum a.W. Scheibenbremsen vorne (Durchmesser 23,9 cm) | Scheibenbremsen vorne (Durchmesser 23,9 cm), Trommelbremsen hinten | Scheibenbremsen vorne (Durchmesser 23,9 cm), Trommelbremsen hinten |
| Lenkung:                                              | Schneckenlenkung                                                       | Schneckenlenkung                                                       | Schneckenlenkung                                                   | Schneckenlenkung                                                   |
| Karosserie:                                           | Stahlblech, selbsttragend                                              | Stahlblech, selbsttragend                                              | Stahlblech, selbsttragend                                          | Stahlblech, selbsttragend                                          |
| Spurweite vorn/hinten:                                | 1285/1285 mm                                                           | 1285/1285 mm                                                           | 1285/1285 mm                                                       | 1285/1285 mm                                                       |
| Radstand:                                             | 2420 mm                                                                | 2420 mm                                                                | 2420 mm                                                            | 2420 mm                                                            |
| Abmessungen:                                          | 4080 × 1560 × 1360 mm                                                  | 4080 × 1560 × 1360 mm                                                  | 4125 × 1580 × 1325 mm                                              | 4125 × 1580 × 1325 mm                                              |
| Leergewicht:                                          | 880–930 kg                                                             | 880–930 kg                                                             | 925–970 kg                                                         | 980 kg                                                             |
| Höchstgeschwindigkeit:                                | 160 km/h                                                               | 165–175 km/h                                                           | 175–185 km/h                                                       | 200 km/h                                                           |
| 0–100 km/h:                                           | nicht angegeben                                                        | nicht angegeben                                                        | nicht angegeben                                                    | nicht angegeben                                                    |
| Verbrauch (Liter/100 Kilometer):                      | 8–12 S                                                                 | 9–14 S                                                                 | 9–14 S                                                             | 10–15 S                                                            |

## Galant (A112/A114/A115, 1973–1976)
Der Galant der zweiten Generation wurde in größerem Umfang exportiert; in Nordamerika wurde er wiederum als Dodge Colt angeboten, in Australien als Chrysler Valiant Galant und in einigen europäischen Märkten (nicht aber in Deutschland) als Colt Galant.
Die Karosserievarianten blieben dieselben wie bei der ersten Generation, die als Limousine, Kombi und zweitüriges Hardtop-Coupé ohne B-Säule angeboten wurde, wobei für einige Märkte zusätzlich ein Coupé mit fester B-Säule angeboten wurde.

Kennzeichen dieser Baureihe war die rundlichere Karosserieform mit modischem Hüftschwung und der Einsatz einer neuen Motorengeneration der Astron-Familie in Ergänzung der bislang verwendeten Maschinen der Saturn-Reihe. Diese leisteten bis zu 125 PS und warteten in einigen Ausführungen erstmals mit den von Mitsubishi patentierten Silent-Shaft-Ausgleichswellen zur Erhöhung der Motorlaufruhe auf.

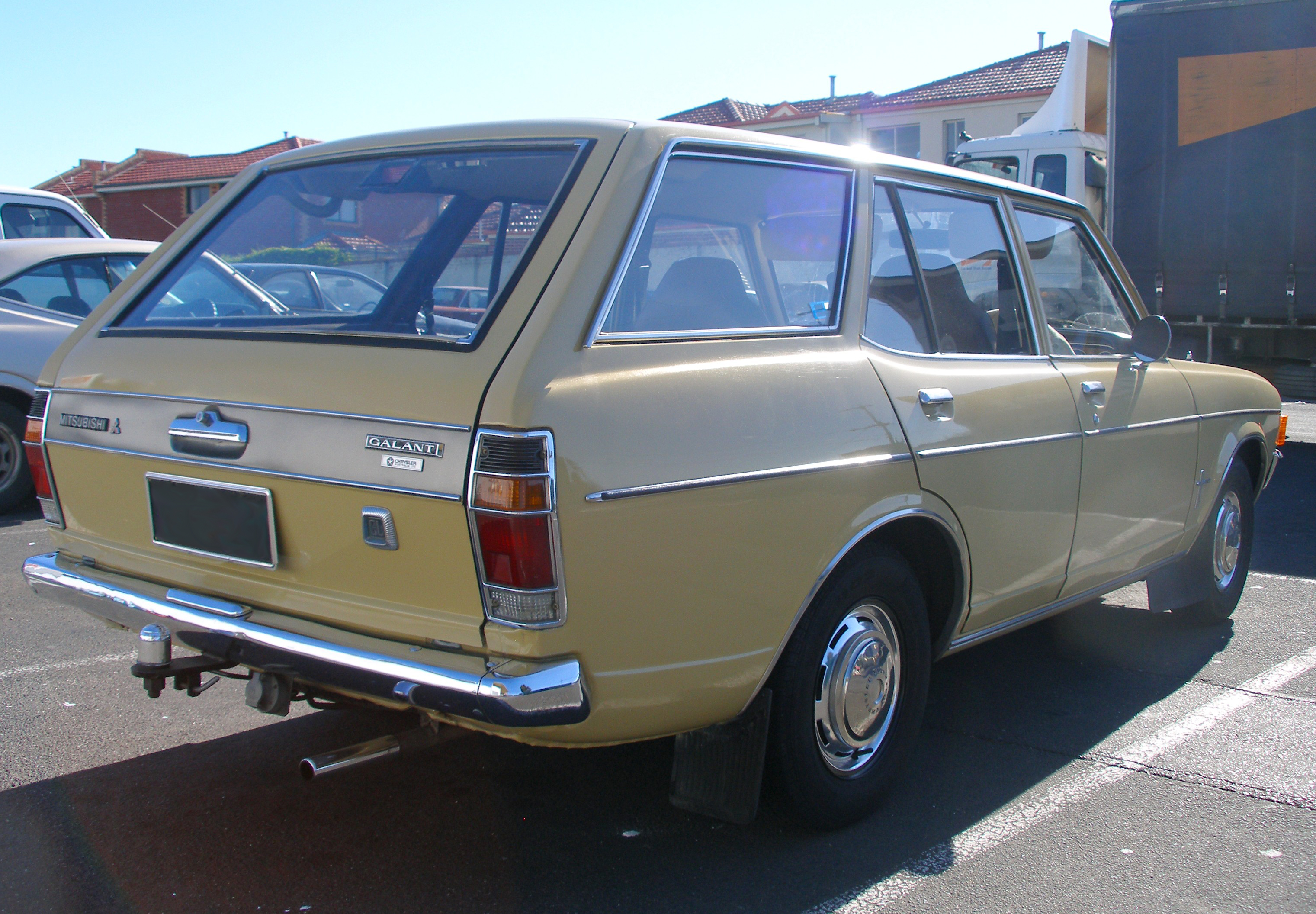
Mitsubishi Galant Wagon (1973–1976)
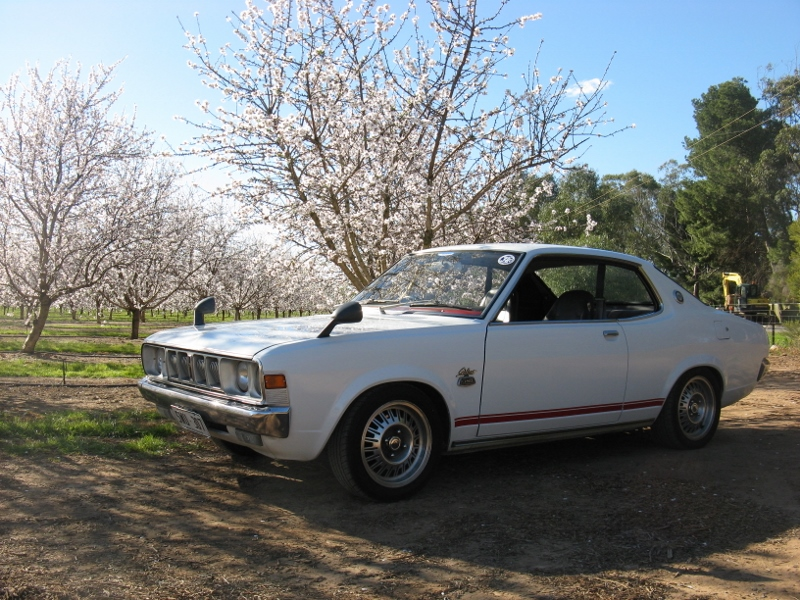
Mitsubishi Galant Hardtop
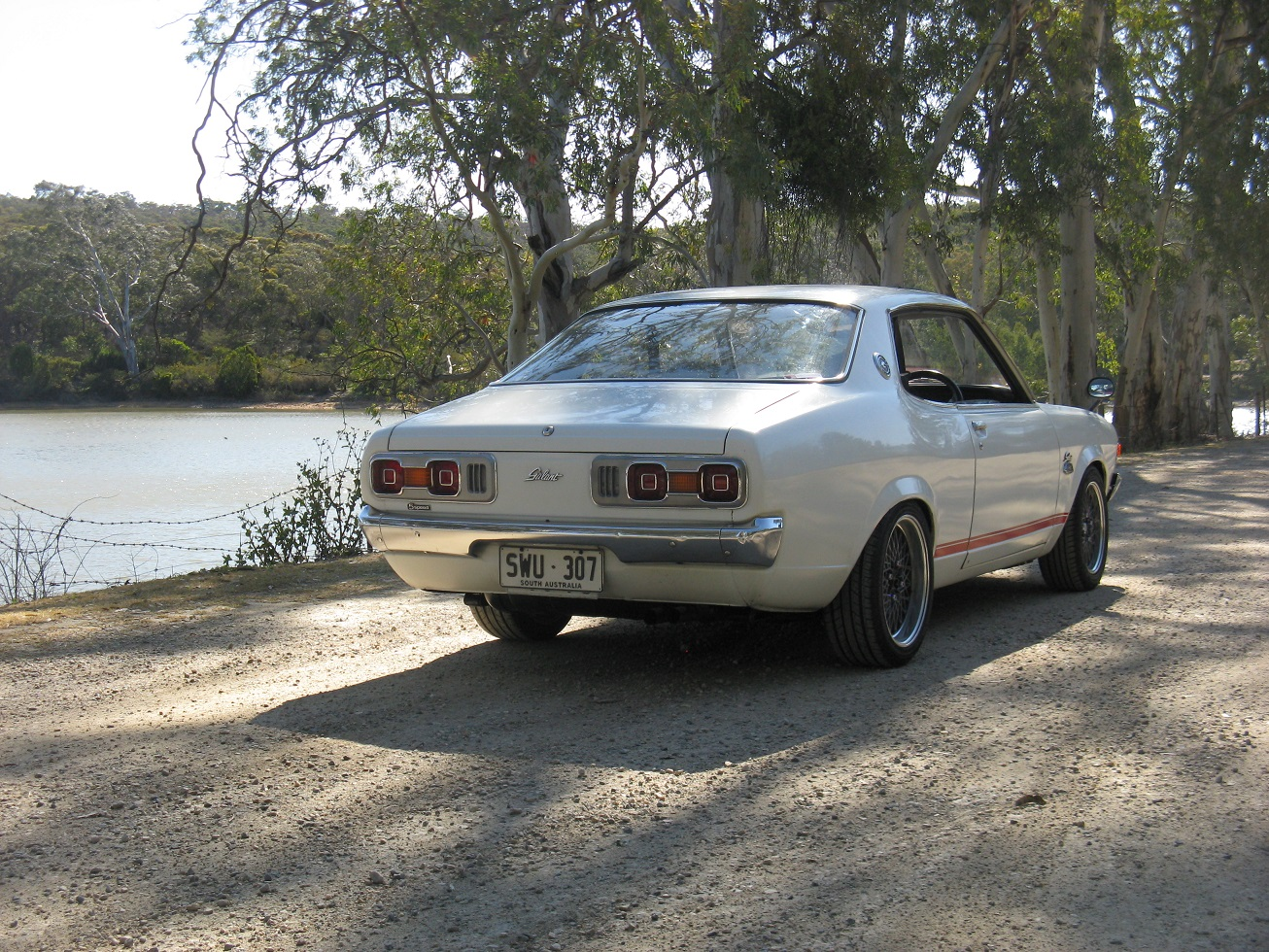
Heckansicht
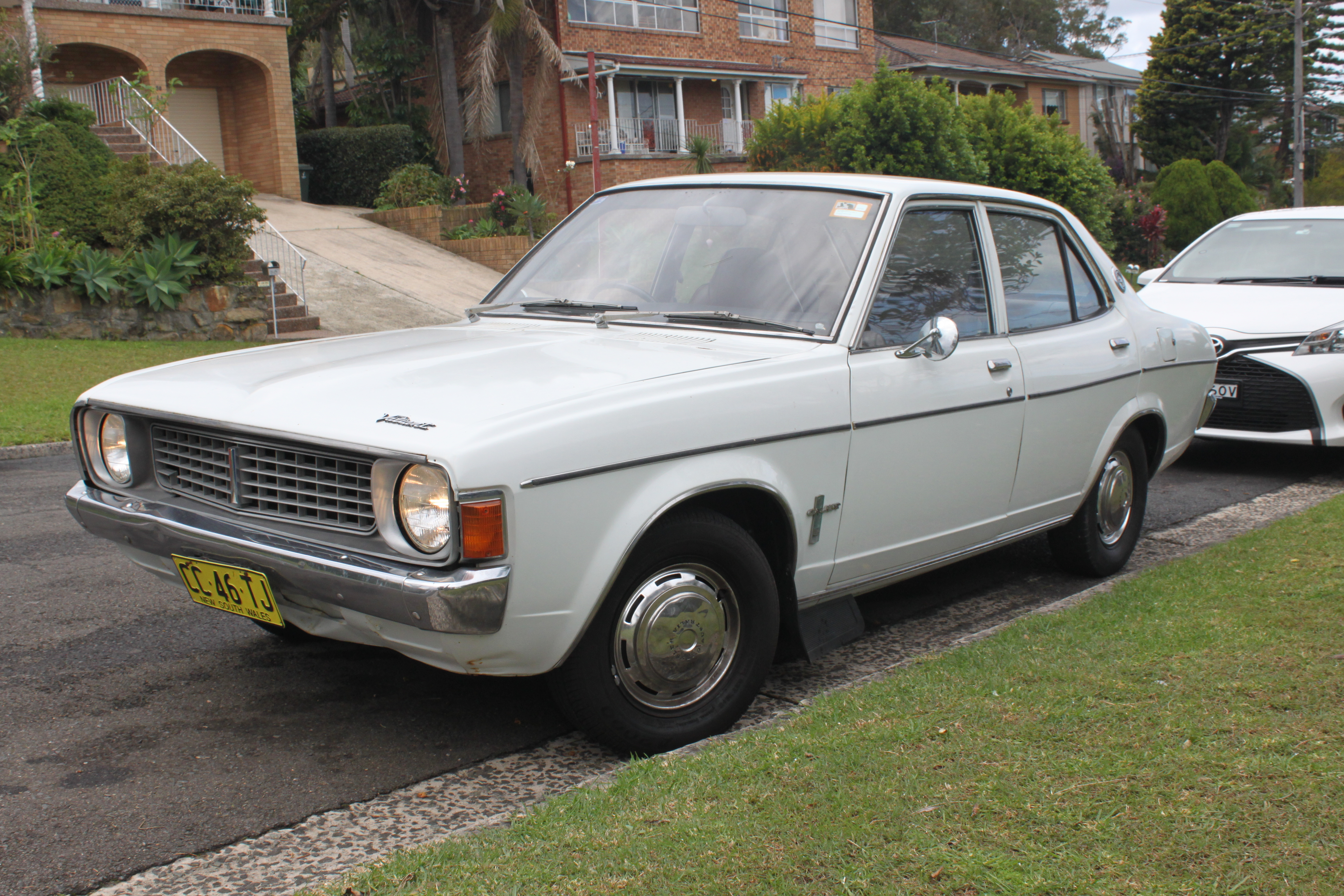
Chrysler Valiant Galant (Australien)
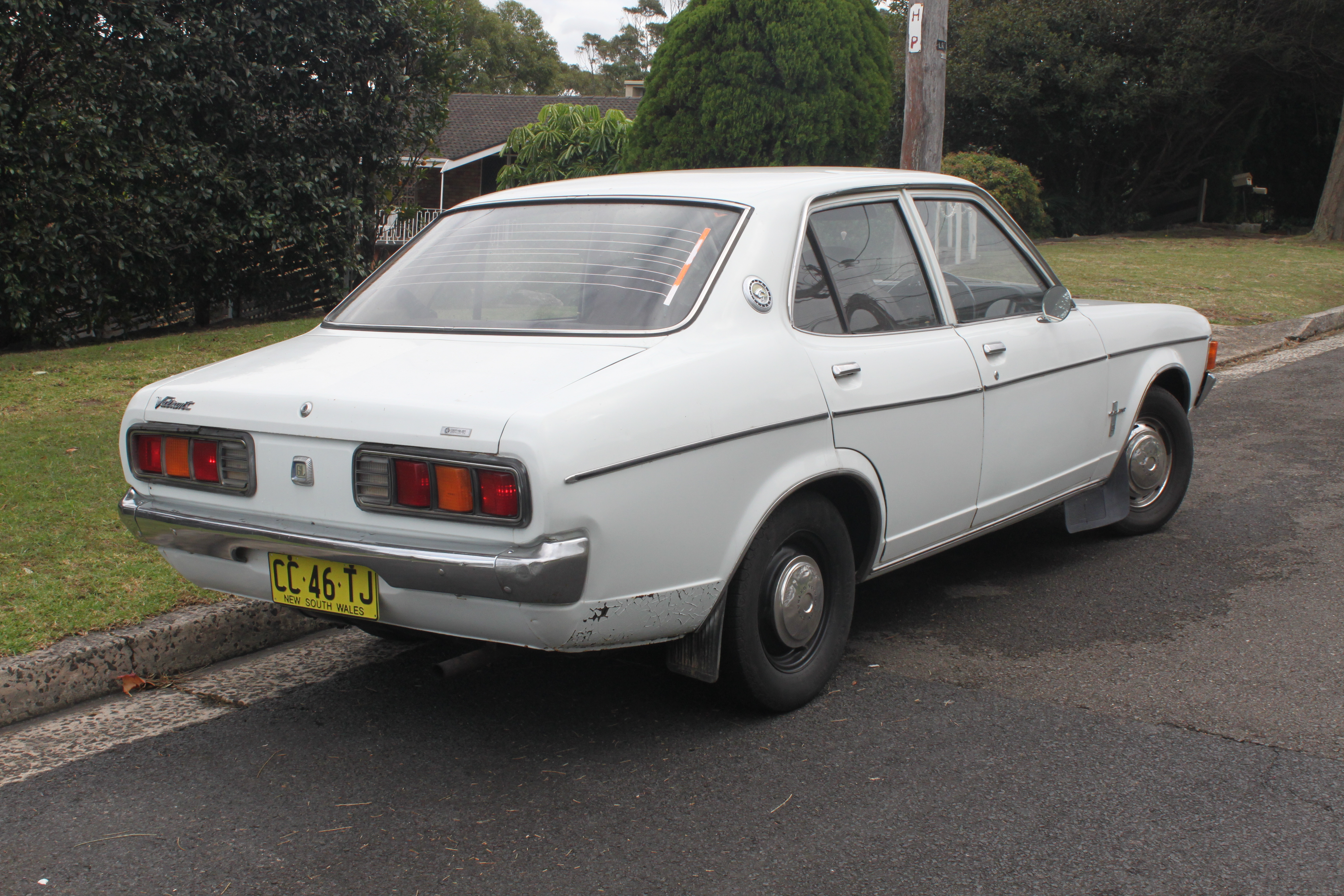
Heckansicht

## Galant (A120, 1976–1980)
Der Mitte 1976 eingeführte und in Japan Galant Σ (Sigma) genannte dritte Galant wurde nach der Etablierung von Mitsubishi Deutschland ab Februar 1977 unter der Bezeichnung Mitsubishi Galant auch in Deutschland angeboten, während der Kombi in Nordamerika als Dodge Colt vertrieben wurde. In Australien, wo das Modell in einem Chrysler-Werk montiert wurde, lief er unter dem Namen Chrysler Sigma.
Diese Generation gab es nur noch als viertürige Limousine und fünftürigen Kombi. Als Coupé-Variante fungierte der im Herbst 1975 eingeführte Mitsubishi Sapporo, der in Japan Galant Λ (Lambda) und in Australien Chrysler Scorpion hieß.
Technisches Hauptmerkmal dieser Baureihe waren die MCA-Jet-Motoren mit „Jet Valve“, einem zusätzlichen Einlassventil pro Zylinder, das es ermöglichte, die Abgasemissionen zu senken, ohne dafür den Zylinderkopf tiefgreifend überarbeiten zu müssen, sowie die patentierten Ausgleichswellen zur Erhöhung der Laufruhe.
Im deutschen Programm standen die Limousine als 1600 GL (55 kW /75 PS, DM 11.990) und als 2000 GLX (63 kW / 85 PS, DM 13.790) sowie ab Ende 1978 der 1600 GL Kombi (DM 13.990). Anfang 1980 ergänzte ein 2000 GLX Kombi das Angebot.

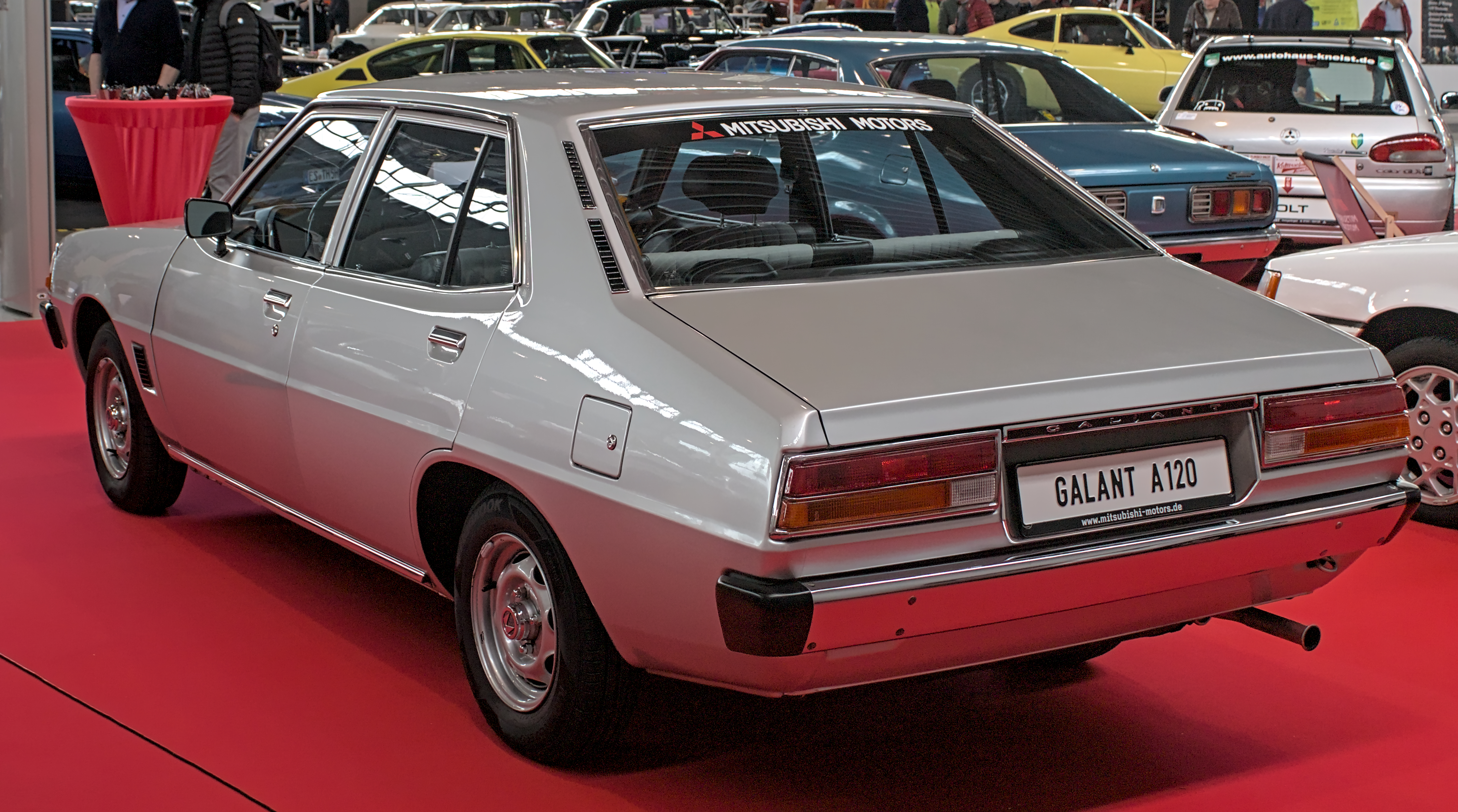
Heckansicht
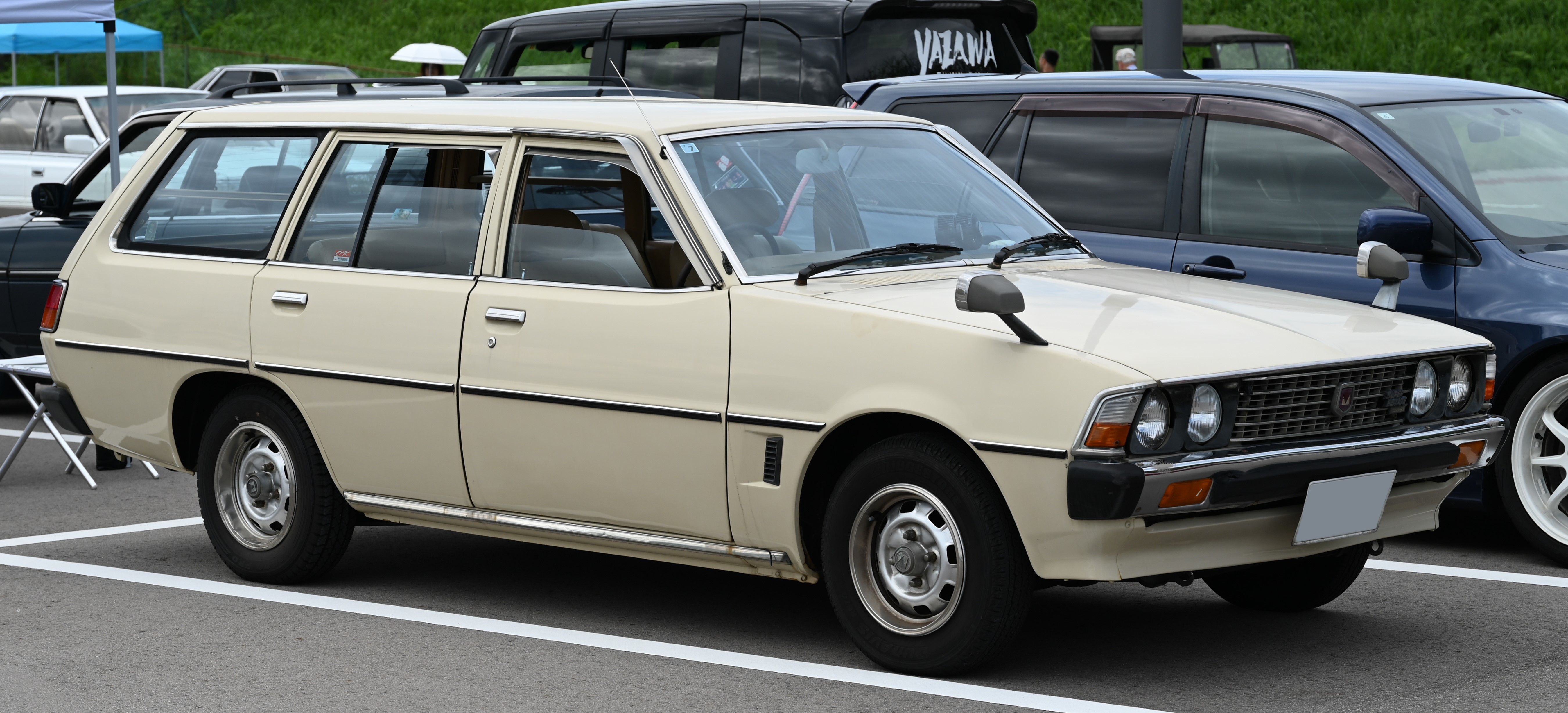
Mitsubishi Galant Kombi (1978–1980)
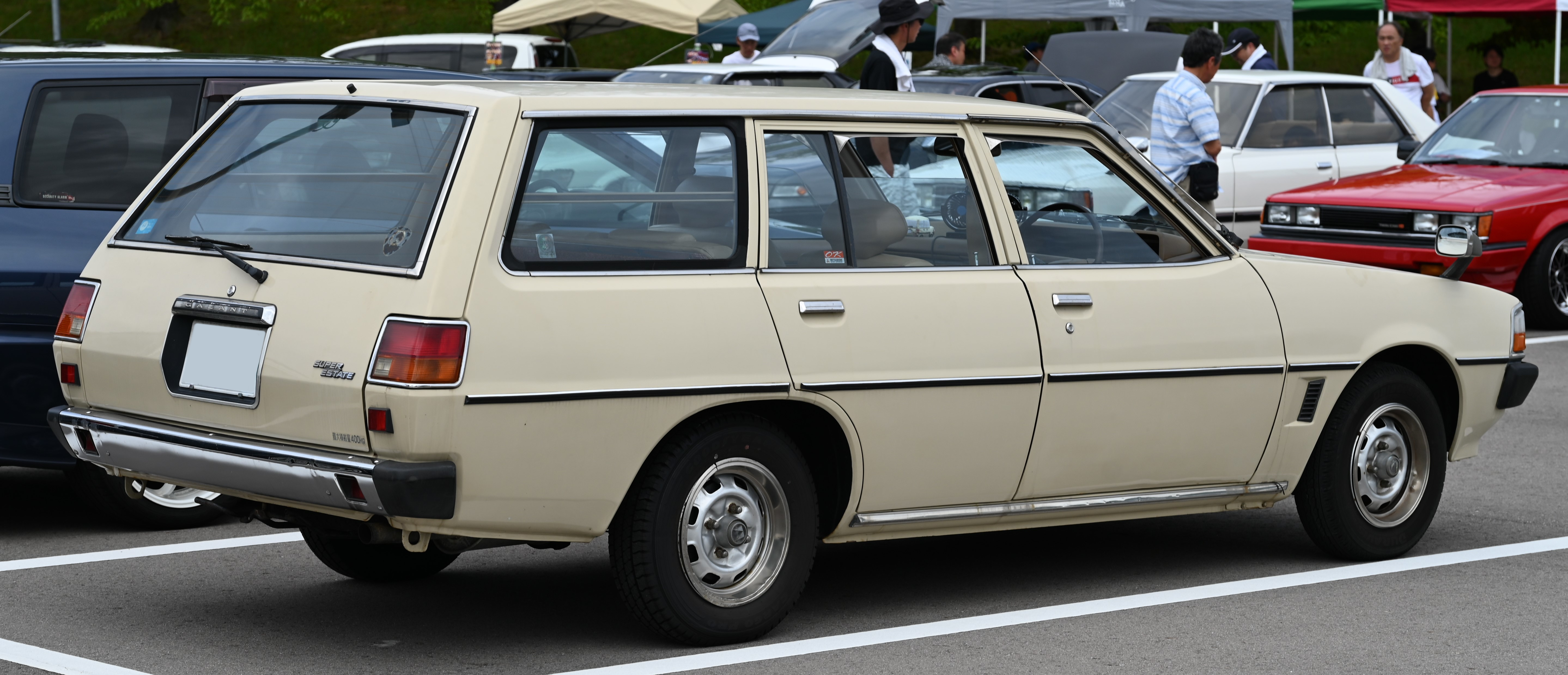
Heckansicht

## Galant (A160, 1980–1984)
Im Frühjahr 1980 kam die deutlich kantigere vierte Ausführung auf den Markt, die in Deutschland ab September desselben Jahres zu haben war.
Beim Galant des Typs A160 handelte es sich um einen gründlich aufgefrischten A120 mit neugestalteter Frontpartie, um 15 mm verlängertem Radstand, vom Lancer übernommener aufwendiger geführter hinterer Starrachse bzw. in einigen Modellen einer neuen Schräglenker-Hinterachse. Auch das Motorenangebot wurde erweitert: erstmals wurden Versionen mit ECI-Einspritzung und Turbolader und ein 2,3-Liter-Turbodiesel angeboten, ein Novum in der japanischen Automobilbranche.
Zu 1600 GL und GLX (unverändert 55 kW /75 PS) und 2000 GLS/GLX (jetzt mit dem neuen „Sirius“-Zweiliter mit 75 kW / 102 PS) gesellten sich der Turbodiesel mit 62 kW /84 PS und ab Mai 1982 der Galant Turbo ECI mit aufgeladenem, 125 kW / 170 PS leistendem Zweiliter-Vierzylinder.
Ab dem Jahr 1981 wurde auch ein neues Kombimodell angeboten. Dieses unterschied sich mit seinen vier rechteckigen Scheinwerfern zunächst deutlich von der Limousine. In anderen Ländern wurde diese Generation des Galants auch als Galant A130 angeboten und diente damit als Übergangsmodell zwischen Galant A120 und A160. Hierzulande hingegen trug dieses Fahrzeug jedoch stets den Typencode A160, obwohl es kaum optische Ähnlichkeiten zur wesentlich moderneren Limousine aufwies. Auch eine Limousine mit vier rechteckigen Scheinwerfern wurde hergestellt, in Deutschland aber nie angeboten. Erst 1982 erschien ein gelifteter Kombi, der sich nun optisch an der bereits angebotenen Limousine orientierte. Geändert wurden dabei die Frontbeleuchtung und der Grill, die Stoßstangen sowie der Innenraum. Auch die Spiegel waren nun nicht mehr am Kotflügel befestigt. Die wählbaren Ausstattungslinien des Kombis waren 1600 GL und 2000 GLX (beides Benziner), ab Februar 1983 wurde zusätzlich der Turbodiesel angeboten. Die Preise bewegten sich zwischen 13.790 DM (1600 GL) und 23.990 DM (Turbo).

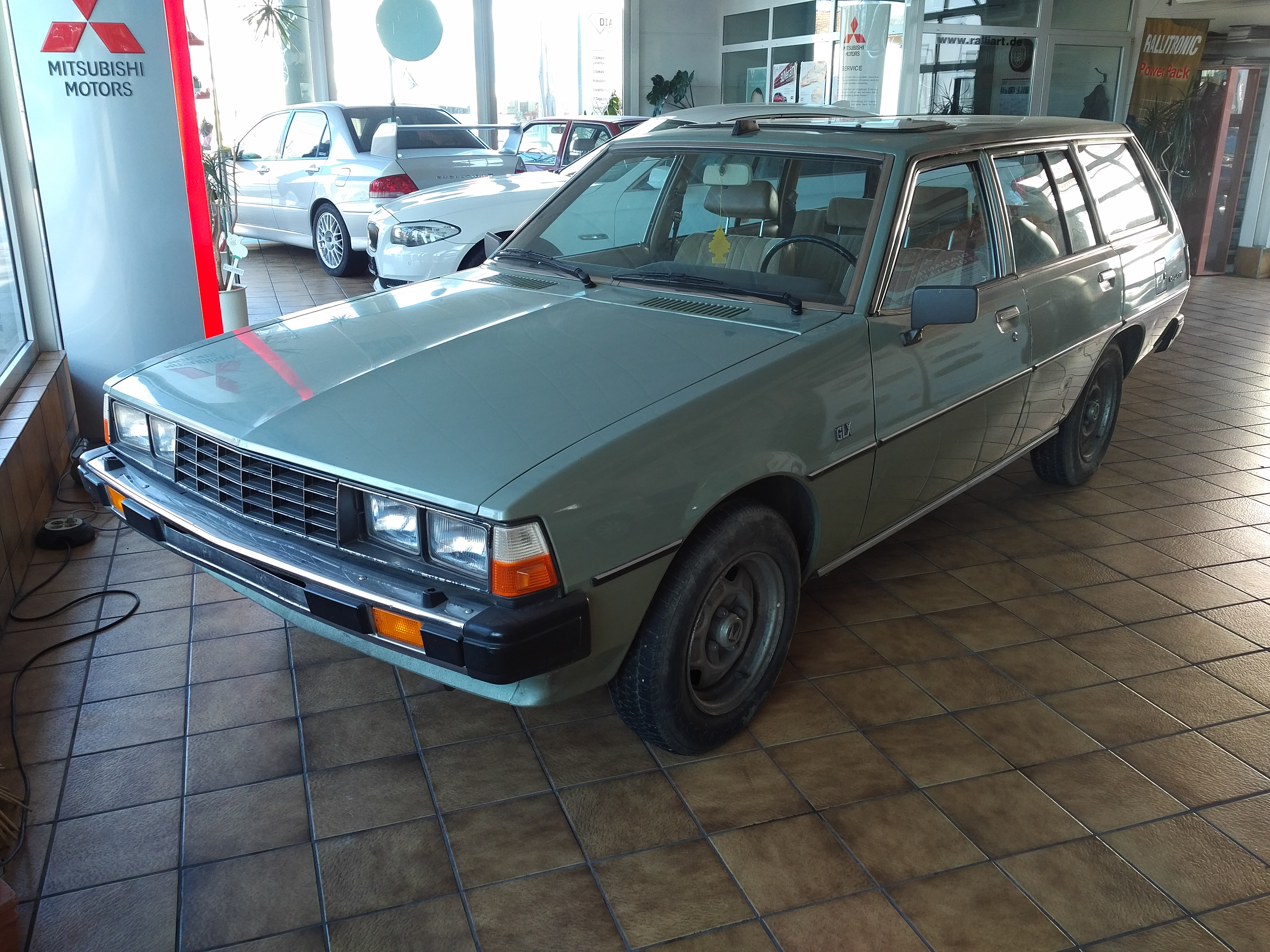
Galant A160 Kombi (Vorfacelift)
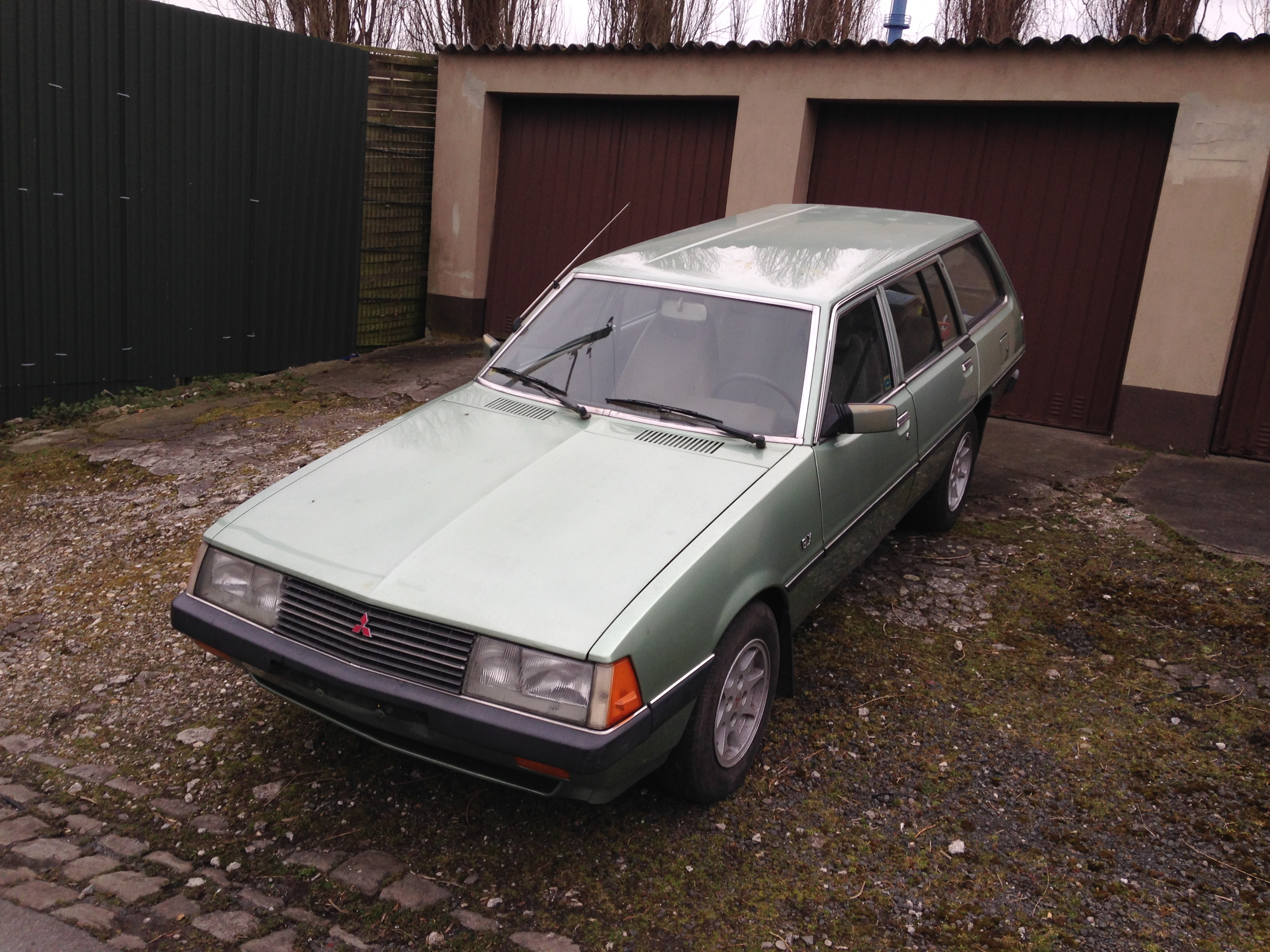
Galant A160 Kombi (Facelift)
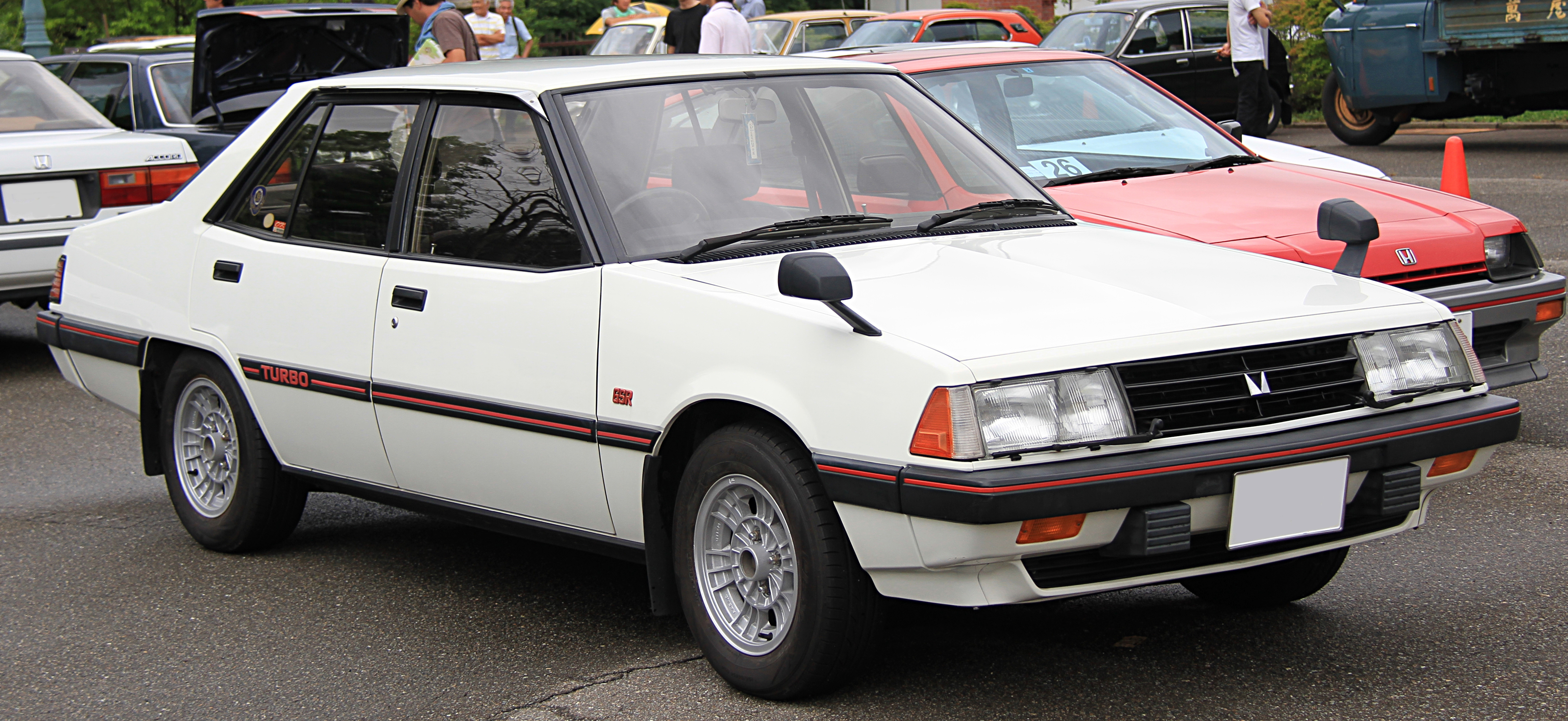
Mitsubishi Galant Turbo
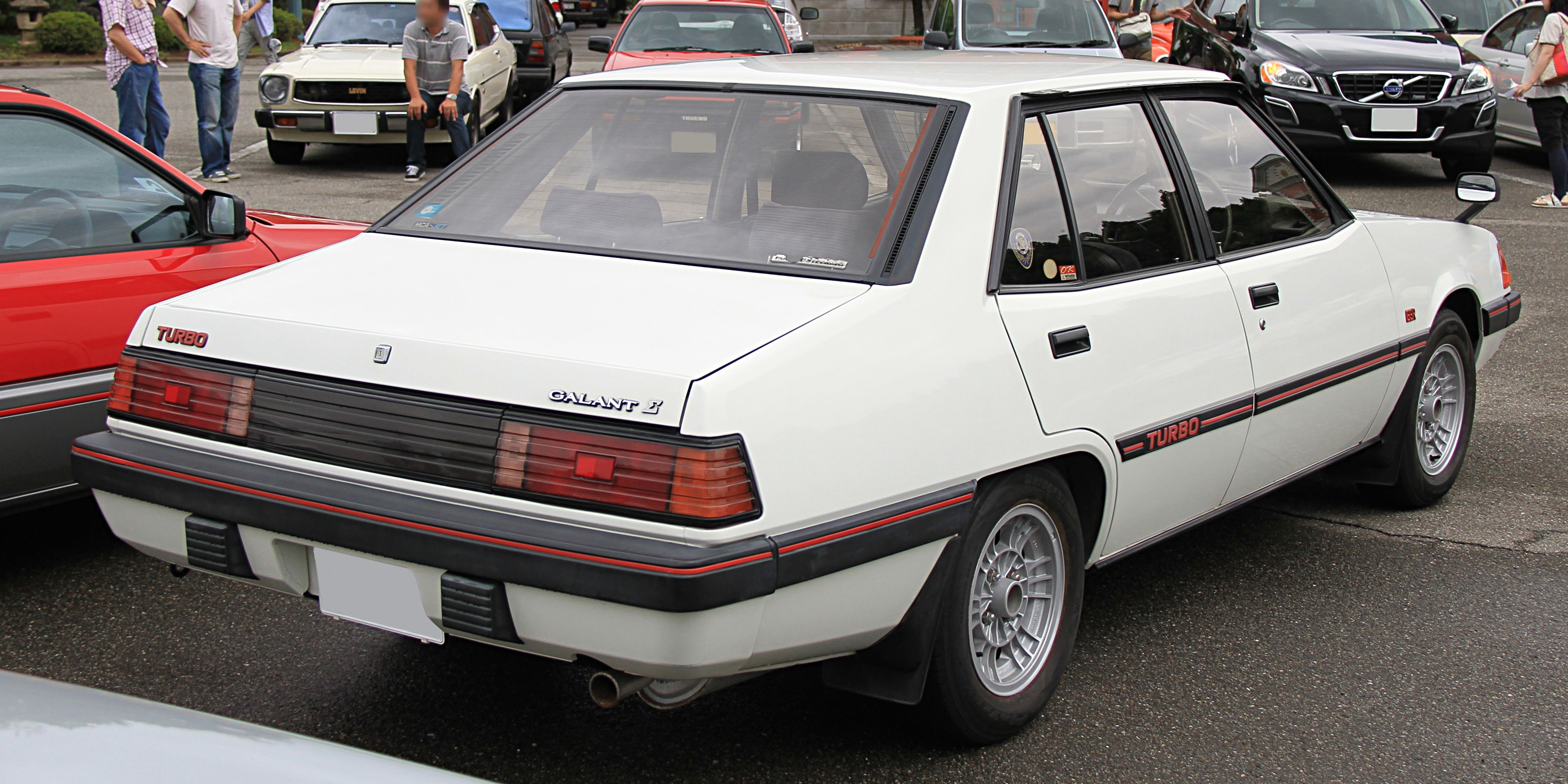
Heckansicht

## Galant (E10, 1983–1988)
Der fünfte Galant (Baureihe E10) wurde im Oktober 1983 vorgestellt und gelangte ab Juli 1984 nach Deutschland. Zudem erhielt er im selben Jahr die Auszeichnung des deutschen Autopreises das goldene Lenkrad. Mit diesem Modell erfolgte die Umstellung auf Frontantrieb und Quermotor. Eine Kombiversion wurde in Europa nicht mehr verkauft.
Angeboten wurden anfangs der 1600 GLX (wie bisher mit 55 kW / 75 PS), 2000 GLS und Royal (unverändert 75 kW / 102 PS), ein neues Turbodiesel-Modell mit 1,8 Liter großem Vierzylinder (60 kW / 82 PS), der 2400–GLS-Vierzylinder (82 kW / 112 PS) und ein überarbeiteter Turbo ECI mit nur noch 110 kW / 150 PS Leistung. Die Preise bei Einführung lagen bei 17.990 DM (1600 GL) bis 30.700 DM (Turbo ECI).
In Deutschland entfiel bereits ab September 1985 der Galant Turbo, zugleich wurde der 2400 serienmäßig mit einem geregelten Katalysator ausgerüstet und wurde auch mit einer Fünfgang-Handschaltung angeboten. Ab Mitte 1986 war auch für den 2000 ein geregelter Katalysator lieferbar.

In Australien und Teilen Asiens wurde der Galant unter dem Namen Mitsubishi Magna verkauft. Ab 1985 war der Galant auch erstmalig in den USA erhältlich.

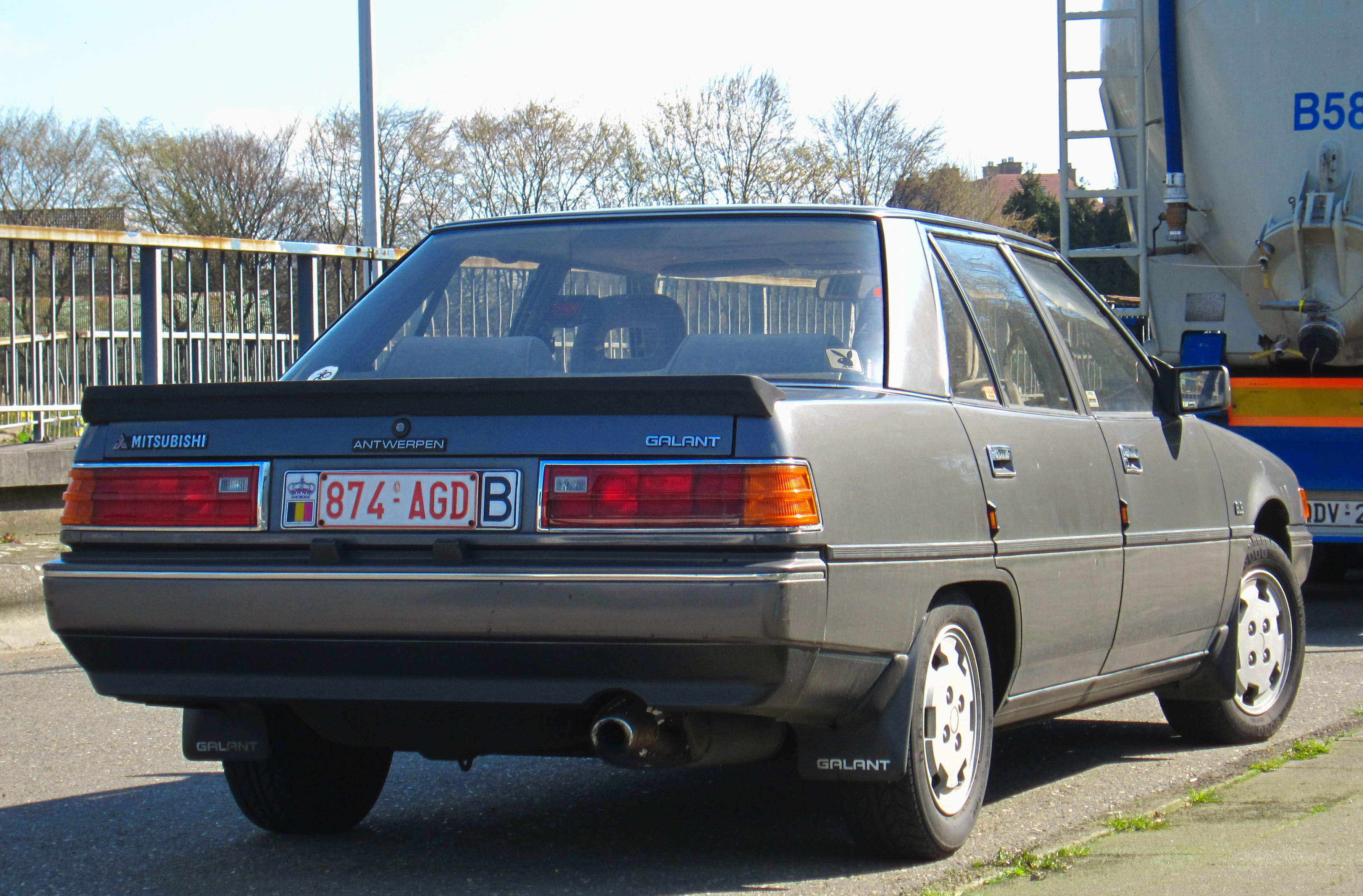
Heckansicht
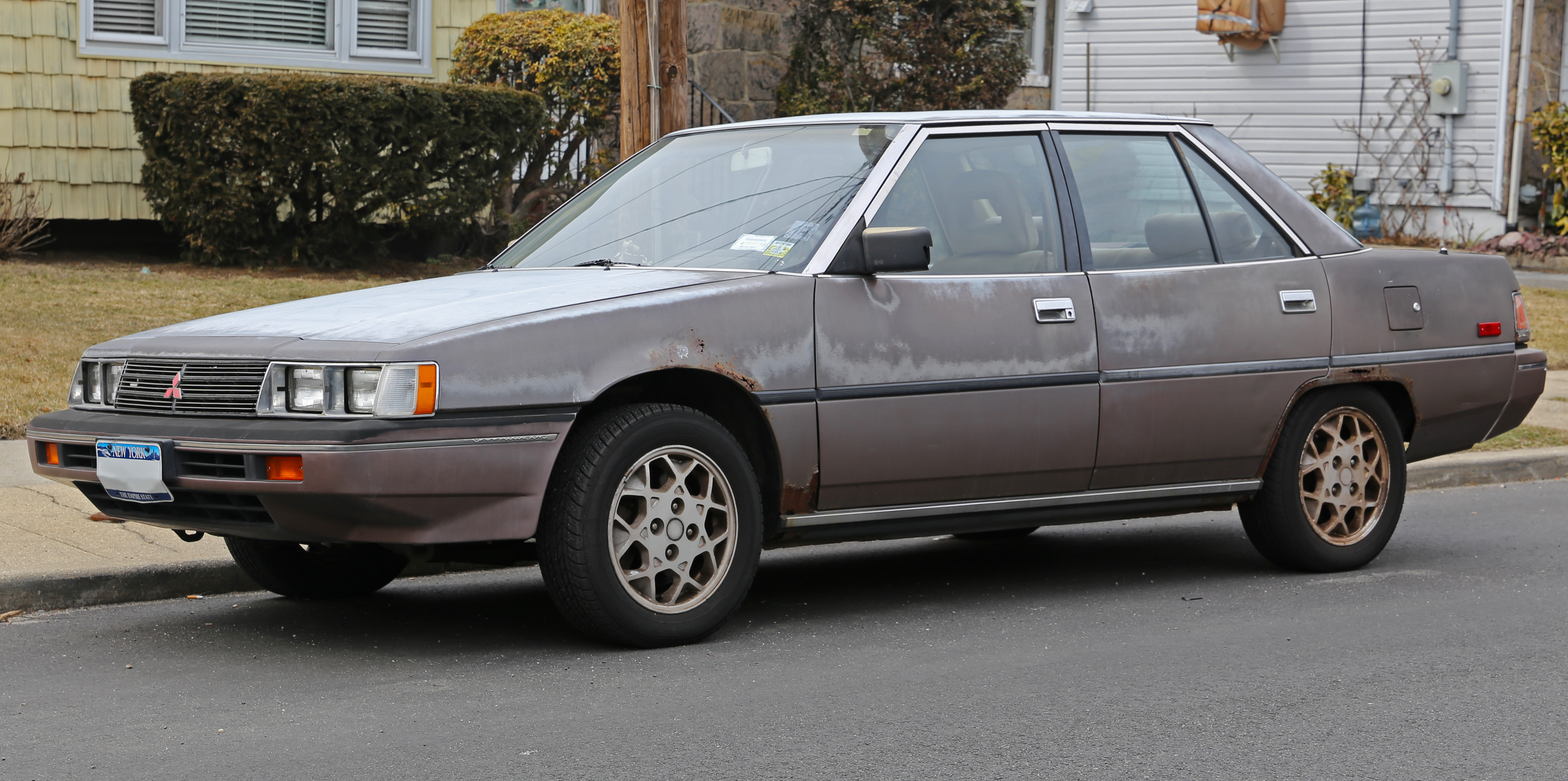
US-Modell (1985–1988)
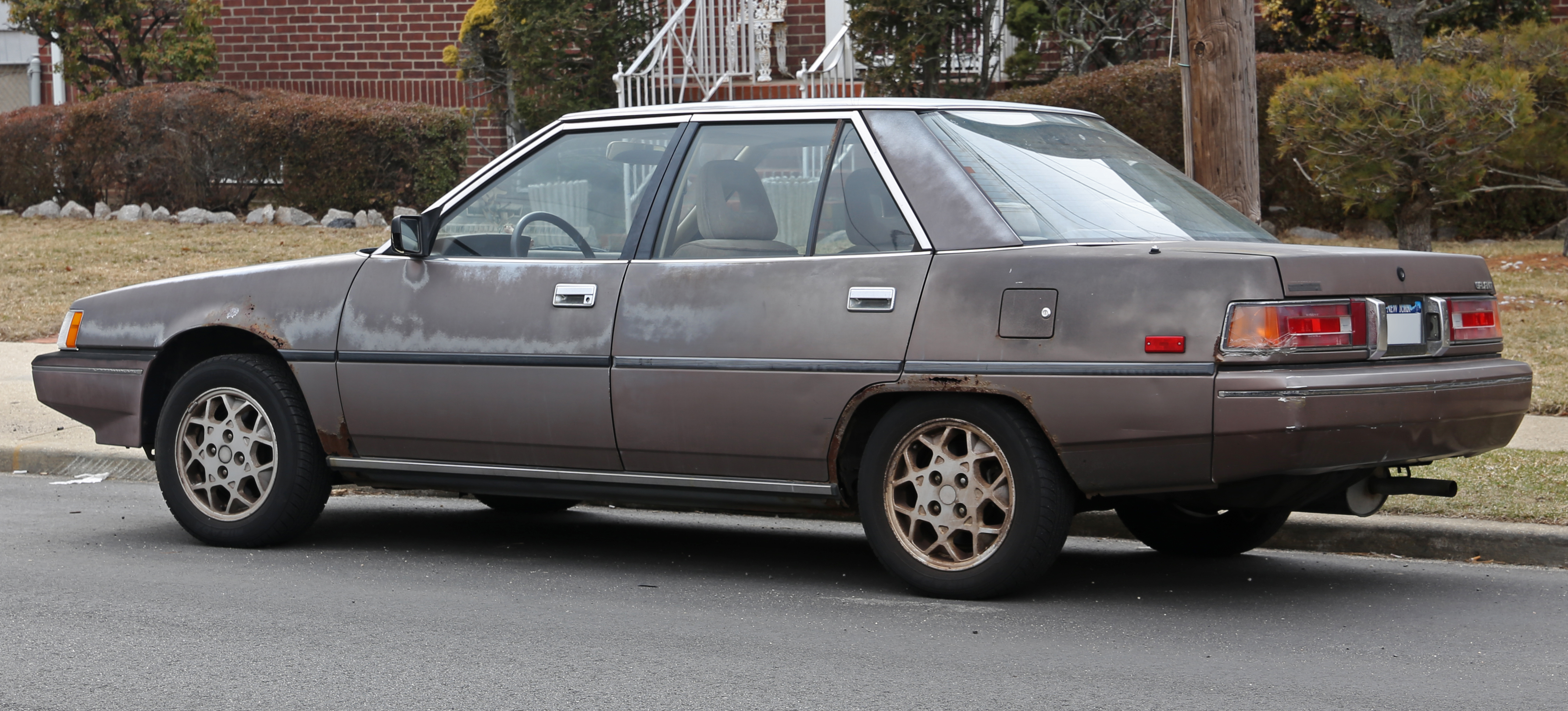
Heckansicht

| Technische Daten Mitsubishi Galant, Modelle 1985 |                                                                                      |                                                                                      |                                                                                      |                                                                                      |                                                                                      |
| Mitsubishi Galant:                               | 1600                                                                                 | 2000                                                                                 | 2000 Turbo                                                                           | 2400 Kat                                                                             | 1800 TD                                                                              |
| Motor:                                           | 4-Zylinder-Reihenmotor (Viertakt)                                                    | 4-Zylinder-Reihenmotor (Viertakt)                                                    | 4-Zylinder-Reihenmotor (Viertakt)                                                    | 4-Zylinder-Reihenmotor (Viertakt)                                                    | 4-Zylinder-Reihenmotor (Viertakt)                                                    |
| Bezeichnung:                                     | 4G32                                                                                 | 4G63                                                                                 | 4G63T                                                                                | 4G64                                                                                 | 4D65                                                                                 |
| Hubraum:                                         | 1597 cm³                                                                             | 1997 cm³                                                                             | 1997 cm³                                                                             | 2351 cm³                                                                             | 1795 cm³                                                                             |
| Bohrung × Hub:                                   | 76,9 × 86 mm                                                                         | 85 × 88 mm                                                                           | 85 × 88 mm                                                                           | 86,5 × 100 mm                                                                        | 80,6 × 88 mm                                                                         |
| Verdichtung:                                     | 9,0:1                                                                                | 9,5:1                                                                                |                                                                                      | 8,5:1                                                                                | 21,5:1                                                                               |
| Leistung bei 1/min:                              | 55 kW (75 PS) bei 5500                                                               | 75 kW (102 PS) bei 5500                                                              | 110 kW (150 PS) bei 5500                                                             | 82 kW (112 PS) bei 4500                                                              | 60 kW (82 PS) bei 4500                                                               |
| Max. Drehmoment bei 1/min:                       | 122 Nm bei 3500                                                                      | 160 Nm bei 3500                                                                      | 245 Nm bei 3500                                                                      | 183 Nm bei 3500                                                                      | 165 Nm bei 2250                                                                      |
| Gemischaufbereitung:                             | 1 Einfachvergaser Asian Kogyo                                                        | 1 Einfachvergaser Asian Kogyo                                                        | Einspritzung                                                                         | Einspritzung                                                                         | Diesel-Einspritzpumpe, Turbolader                                                    |
| Ventilsteuerung:                                 | OHC                                                                                  | OHC                                                                                  | OHC                                                                                  | OHC                                                                                  | OHC                                                                                  |
| Kühlung:                                         | Wasserkühlung                                                                        | Wasserkühlung                                                                        | Wasserkühlung                                                                        | Wasserkühlung                                                                        | Wasserkühlung                                                                        |
| Getriebe:                                        | 5-Gang-Getriebe                                                                      | 5-Gang-Getriebe / Dreistufen-Automatik                                               | 5-Gang-Getriebe                                                                      | 5-Gang-Getriebe / 4-Stufen-Automatik                                                 | 5-Gang-Getriebe/ 3-Stufen-Automatik                                                  |
| Antrieb:                                         | Frontantrieb                                                                         | Frontantrieb                                                                         | Frontantrieb                                                                         | Frontantrieb                                                                         | Frontantrieb                                                                         |
| Radaufhängung vorn:                              | Querlenker, Schraubenfedern                                                          | Querlenker, Schraubenfedern                                                          | Querlenker, Schraubenfedern                                                          | Querlenker, Schraubenfedern                                                          | Querlenker, Schraubenfedern                                                          |
| Radaufhängung hinten:                            | Verbundlenkerachse, Schraubenfedern                                                  | Verbundlenkerachse, Schraubenfedern                                                  | Verbundlenkerachse, Schraubenfedern                                                  | Verbundlenkerachse, Schraubenfedern                                                  | Verbundlenkerachse, Schraubenfedern                                                  |
| Bremsen:                                         | Scheibenbremsen vorne (2,0 auch hinten), Trommelbremsen hinten, Bremskraftverstärker | Scheibenbremsen vorne (2,0 auch hinten), Trommelbremsen hinten, Bremskraftverstärker | Scheibenbremsen vorne (2,0 auch hinten), Trommelbremsen hinten, Bremskraftverstärker | Scheibenbremsen vorne (2,0 auch hinten), Trommelbremsen hinten, Bremskraftverstärker | Scheibenbremsen vorne (2,0 auch hinten), Trommelbremsen hinten, Bremskraftverstärker |
| Lenkung:                                         | n. a.                                                                                | n. a.                                                                                | n. a.                                                                                | n. a.                                                                                | n. a.                                                                                |
| Karosserie:                                      | Stahlblech, selbsttragend, Unterbodenverzinkung                                      | Stahlblech, selbsttragend, Unterbodenverzinkung                                      | Stahlblech, selbsttragend, Unterbodenverzinkung                                      | Stahlblech, selbsttragend, Unterbodenverzinkung                                      | Stahlblech, selbsttragend, Unterbodenverzinkung                                      |
| Spurweite vorn/hinten:                           | 1445/1405 mm                                                                         | 1445/1405 mm                                                                         | 1445/1405 mm                                                                         | 1445/1405 mm                                                                         | 1445/1405 mm                                                                         |
| Radstand:                                        | 2600 mm                                                                              | 2600 mm                                                                              | 2600 mm                                                                              | 2600 mm                                                                              | 2600 mm                                                                              |
| Abmessungen:                                     | 4560 × 1695 × 1385–1400 mm                                                           | 4560 × 1695 × 1385–1400 mm                                                           | 4560 × 1695 × 1385–1400 mm                                                           | 4560 × 1695 × 1385–1400 mm                                                           | 4560 × 1695 × 1385–1400 mm                                                           |
| Leergewicht:                                     | 1065 kg                                                                              | 1120 kg                                                                              | 1130 kg                                                                              | 1185 kg                                                                              | 1170 kg                                                                              |
| Höchstgeschwindigkeit:                           | 162 km/h                                                                             | 180 km/h                                                                             | 200 km/h                                                                             | 190 km/h                                                                             | 166 km/h                                                                             |
| 0–100 km/h:                                      | 12,6 s                                                                               | 10,7 s                                                                               | 8,4 s                                                                                | n. a.                                                                                | 13,6 s                                                                               |
| Verbrauch (Liter/100 Kilometer):                 | 7,8 N                                                                                | 8,7 S                                                                                |                                                                                      | 7,5 N                                                                                | 6,4 D                                                                                |
| Preis (ab DM, 1985):                             | 18.390                                                                               | 21.490                                                                               |                                                                                      | n. a.                                                                                | 23.990                                                                               |

## Galant (E30/HG/HH, 1987–1993)
Die sechste Generation erschien Ende 1987 auf dem Heimatmarkt und wurde in Japan als Modellreihe des Jahres 1987 sowie als Allradmodell Galant GTi-16V Dynamic 4 Auto des Jahres 1988. In den USA kürte die Zeitschrift Motor Trend den Galant 1989 zum Importwagen des Jahres.
Auf der Plattform dieses Modells basierte auch der im Herbst 1990 präsentierte Mitsubishi Sigma. Der E30 war auf dem deutschen Markt der erfolgreichste Galant, denn er wurde in fünf Jahren fast 80.000 Mal verkauft.
Der Galant E30 kam in Deutschland im März 1988 auf den Markt, anfangs nur als viertürige Stufenhecklimousine. Im März 1989 folgte das fünftürige Schrägheck.
Angeboten wurden ein 1,8-Liter-Vierzylinder (63 kW / 86 PS, ab 1990 66 kW / 90 PS, nur Stufenheck), ein Zweiliter (80 kW / 109 PS), ein 1,8-Liter-Turbodiesel (55 kW / 75 PS) und, im Spitzenmodell, dem GTi-16V Dynamic 4 mit permanentem Allradantrieb, ein 16V-Zweiliter mit 106 kW / 144 PS. Als GTi 16V gab es das Modell auch ohne Allradantrieb.
Ein nur in Japan sowie in den USA angebotenes, auf 1500 Stück limitiertes Sondermodell VR-4 leistete mit Turboaufladung 140 kW (190 PS). Der VR-4 war die Homologationsbasis des bis 1992 im Rallyesport von Ralliart eingesetzten Mitsubishimodells, mit dem Egon Weber 1992 die Rallye-Europameisterschaft gewann. In Australien gab es auch ein VR-Modell, das dem hierzulande angebotenen GTI 16v entsprach.
In Japan gab es auch ein von AMG modifiziertes GTI-Modell. Es leistete 125 kW (170 PS) und hatte neben einer anderen Frontschürze auch einen aufgewerteten Innenraum sowie Seitenschweller und Heckschürze. Dort und in anderen asiatischen Ländern wurde diese Generation optisch leicht verändert auch als Mitsubishi Eterna verkauft.
Eine technische Besonderheit des GTi-16V (nur 2WD) war das aus dem Mitsubishi Sapporo übernommene Elektronikfahrwerk (ECS), das das Fahrzeug in allen Fahrsituationen auf gleichem Niveau parallel zur Fahrbahn hielt. Dies erfolgte durch eine Kombination von pneumatischer und aktiver Dämpfungsbeeinflussung. Angetrieben wurde der im September 1988 eingeführte GTi-16V 2WD und der Dynamic 4 von einem eingespritzten 2-l-Vierzylinder mit zwei obenliegenden Nockenwellen (DOHC); er vereinte als erstes Auto überhaupt Allradantrieb (4WD) und Allradlenkung (4WS). Bei der Allradlenkung war das Lenkverhalten der Hinterräder auf das der Vorderräder abgestimmt, wodurch ein verbessertes Lenkverhalten und mehr Fahrstabilität, bei Kurvenfahrt und Fahrspurwechsel gewährleistet wurden. Serienmäßig besaß der Galant aus Umweltschutzgründen ein Aktivkohlesystem sowie einen geregelten Katalysator (G-Kat).
Die Preisspanne reichte bei der Vorstellung von 22.900 DM (1,8 GLS) bis 42.500 DM (Dynamic 4).
Ab 1989 wurde der Galant E30 in Kanada als Dodge 2000 GTX und von 1992 bis 1993 als Eagle 2000 GTX verkauft.
Von Mai 1989 bis März 1993 wurde der australische Galant (Serien HG und HH) gebaut.

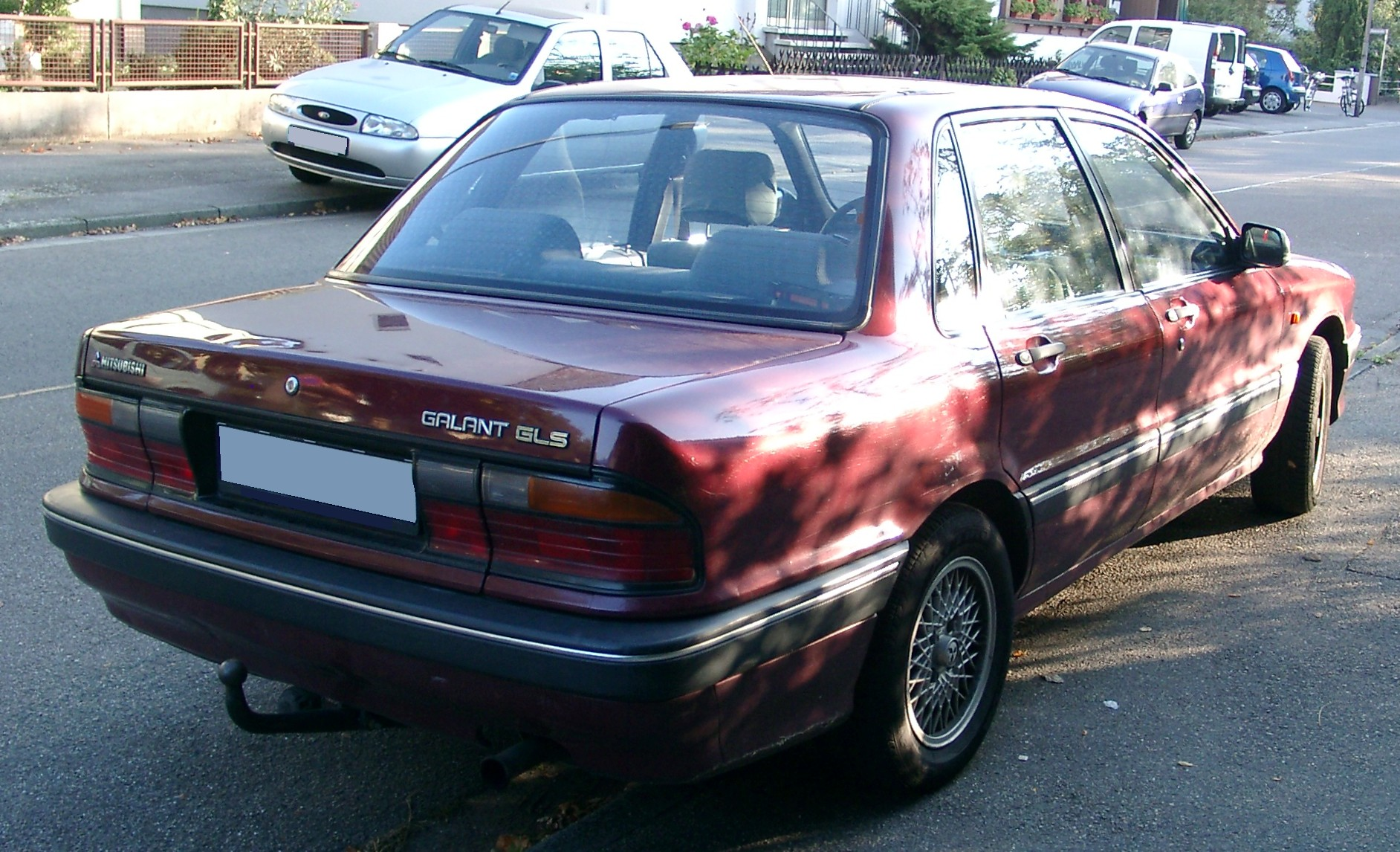
Heckansicht
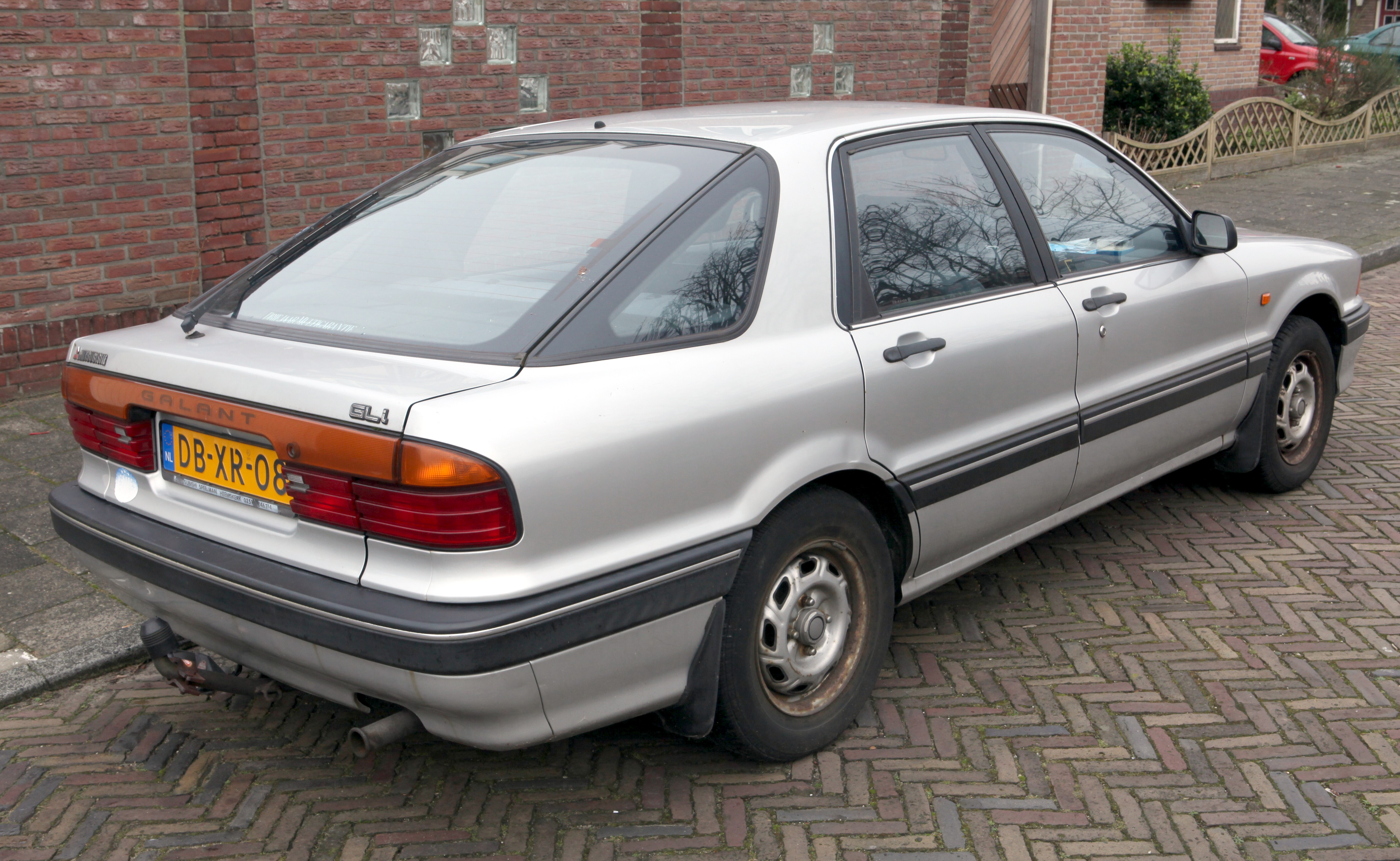
Mitsubishi Galant Schrägheck (1989–1993)
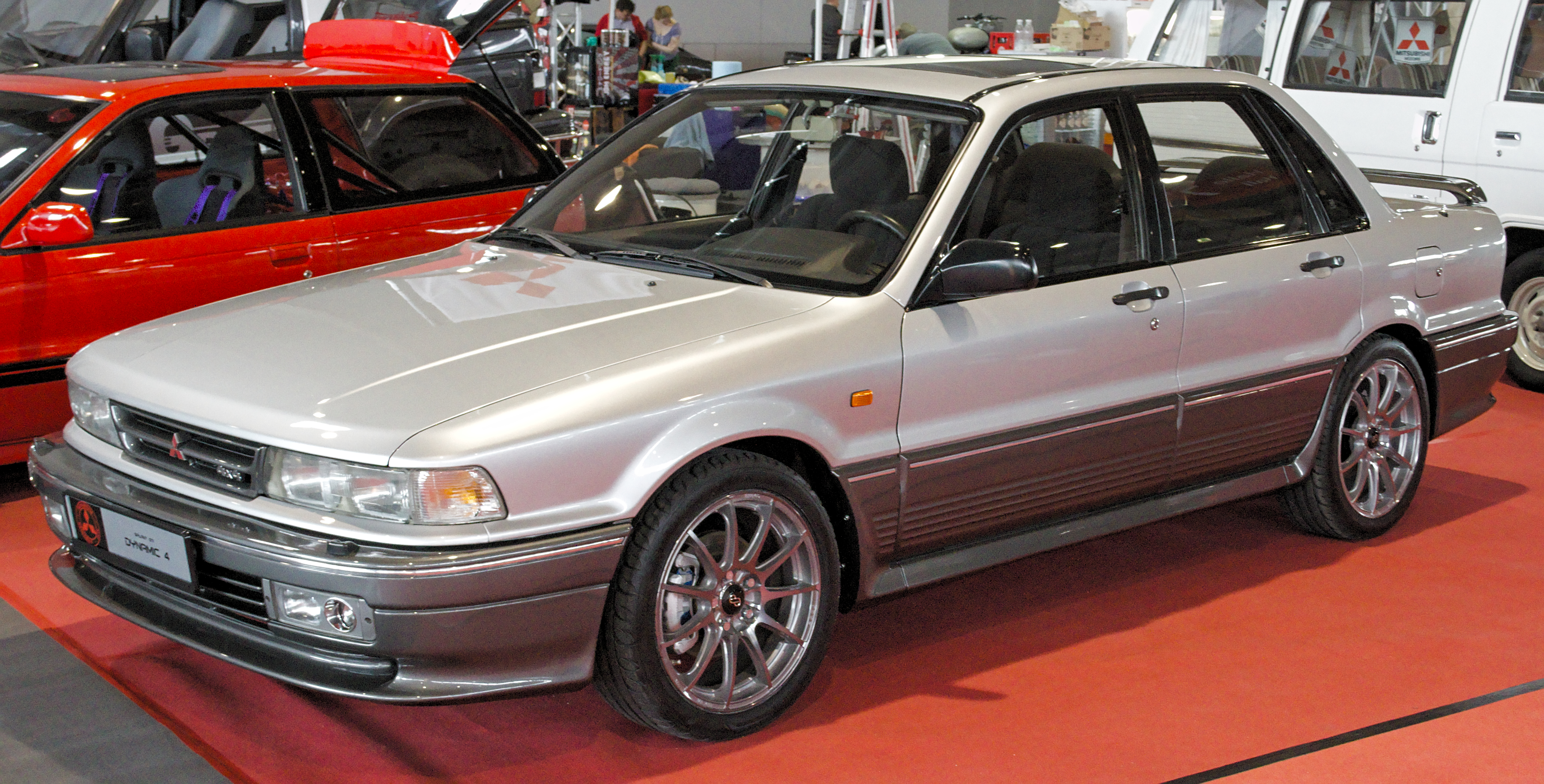
Mitsubishi Galant GTi-16V Dynamic 4
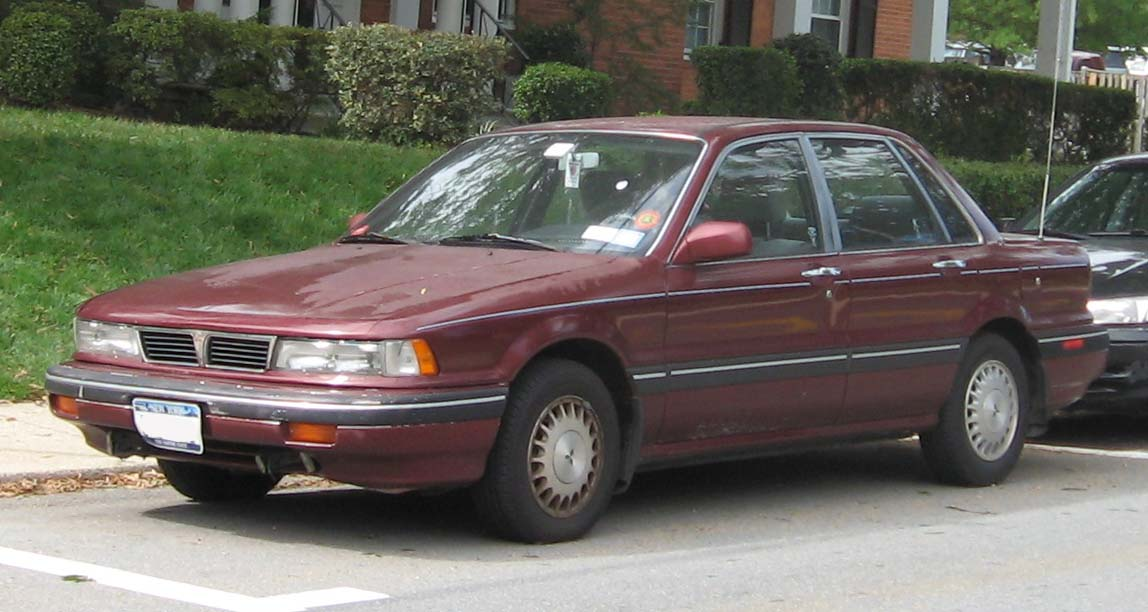
US-Modell
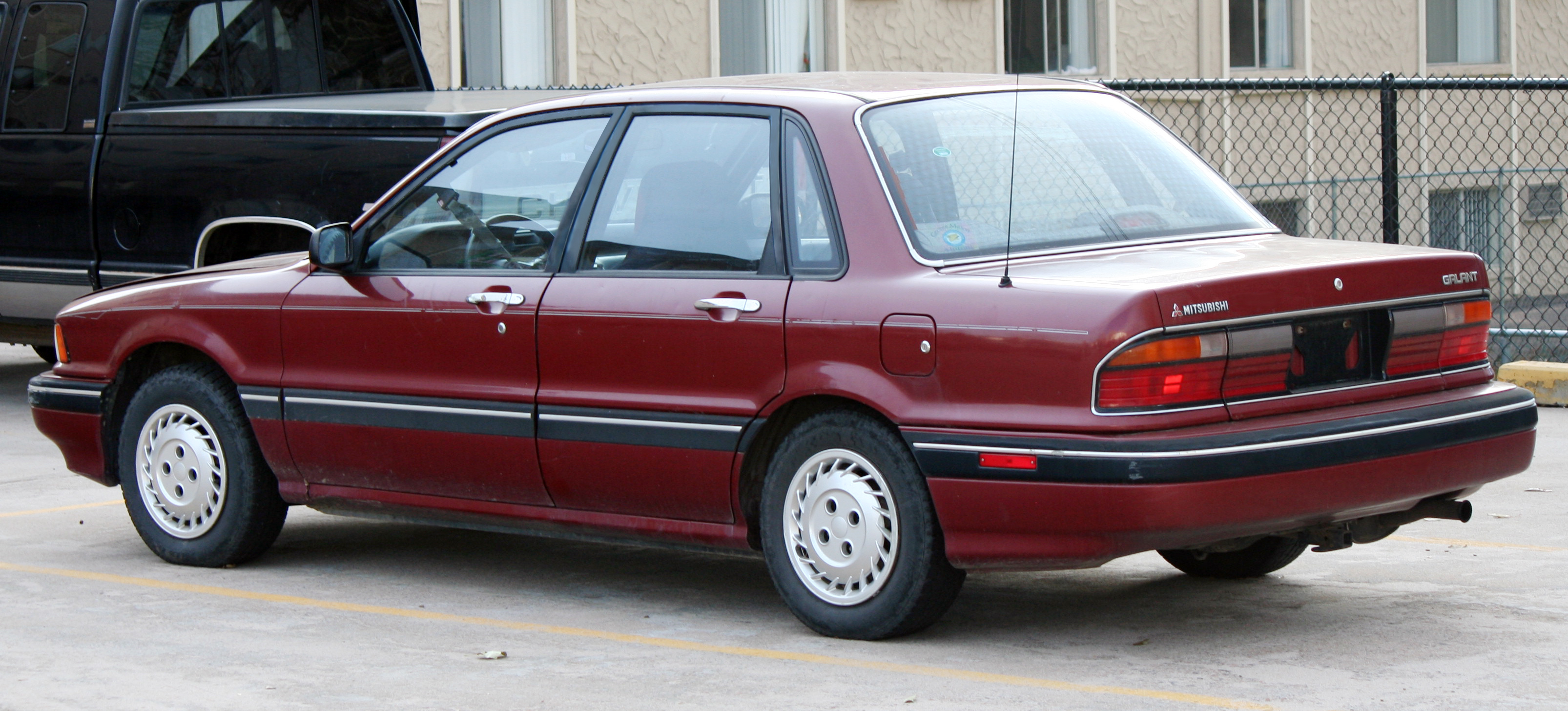
Heckansicht
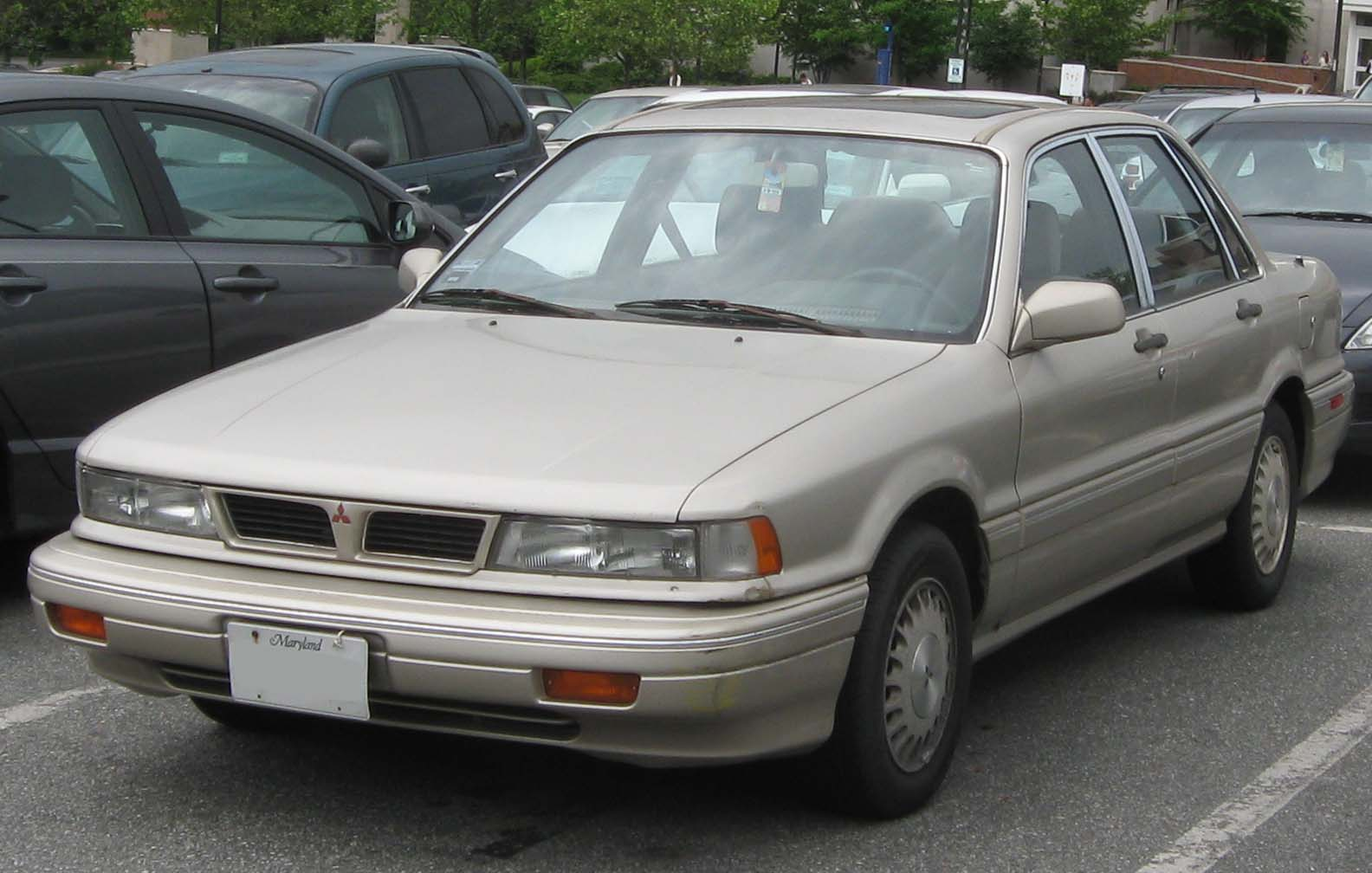
Facelift US-Modell
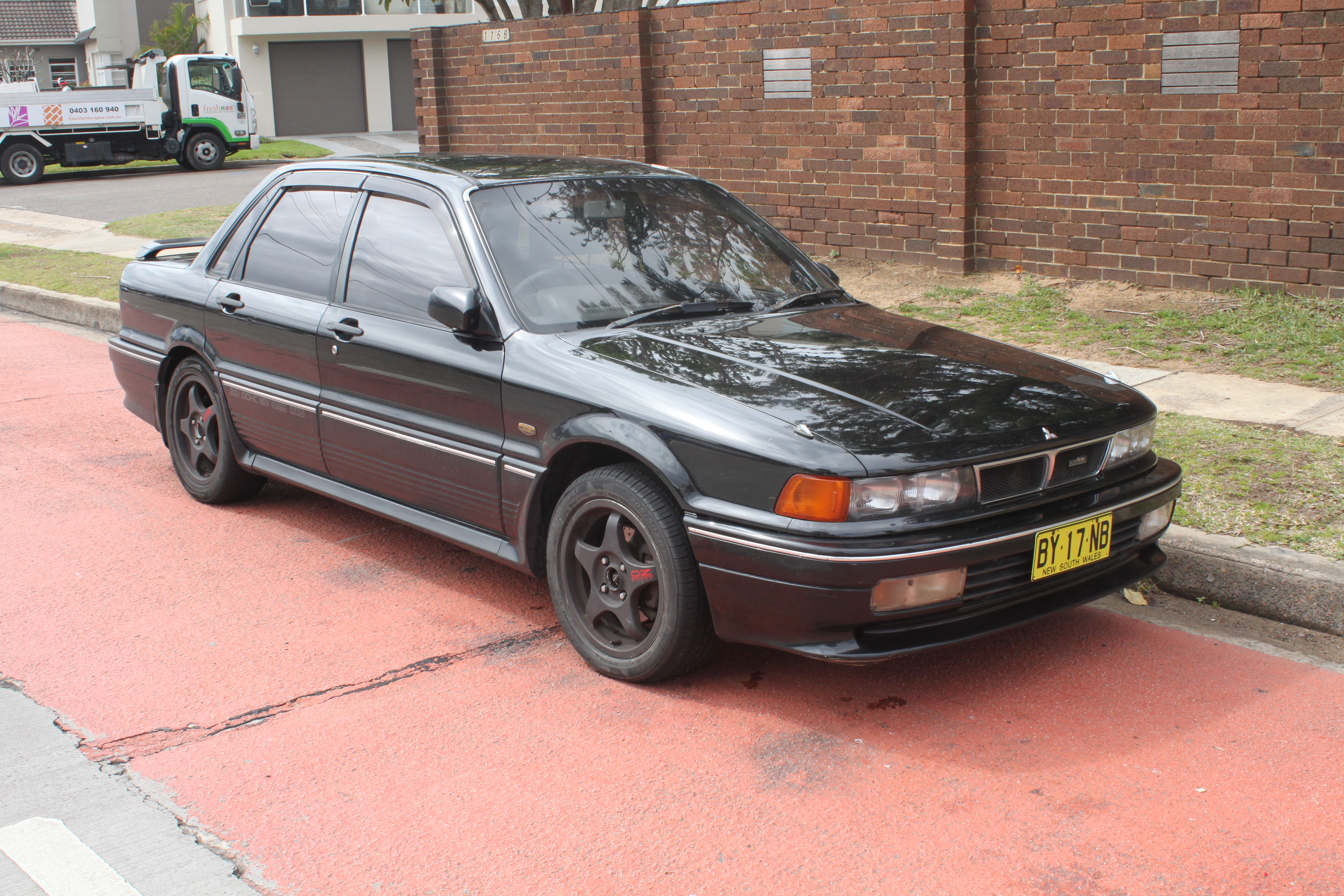
VR-4
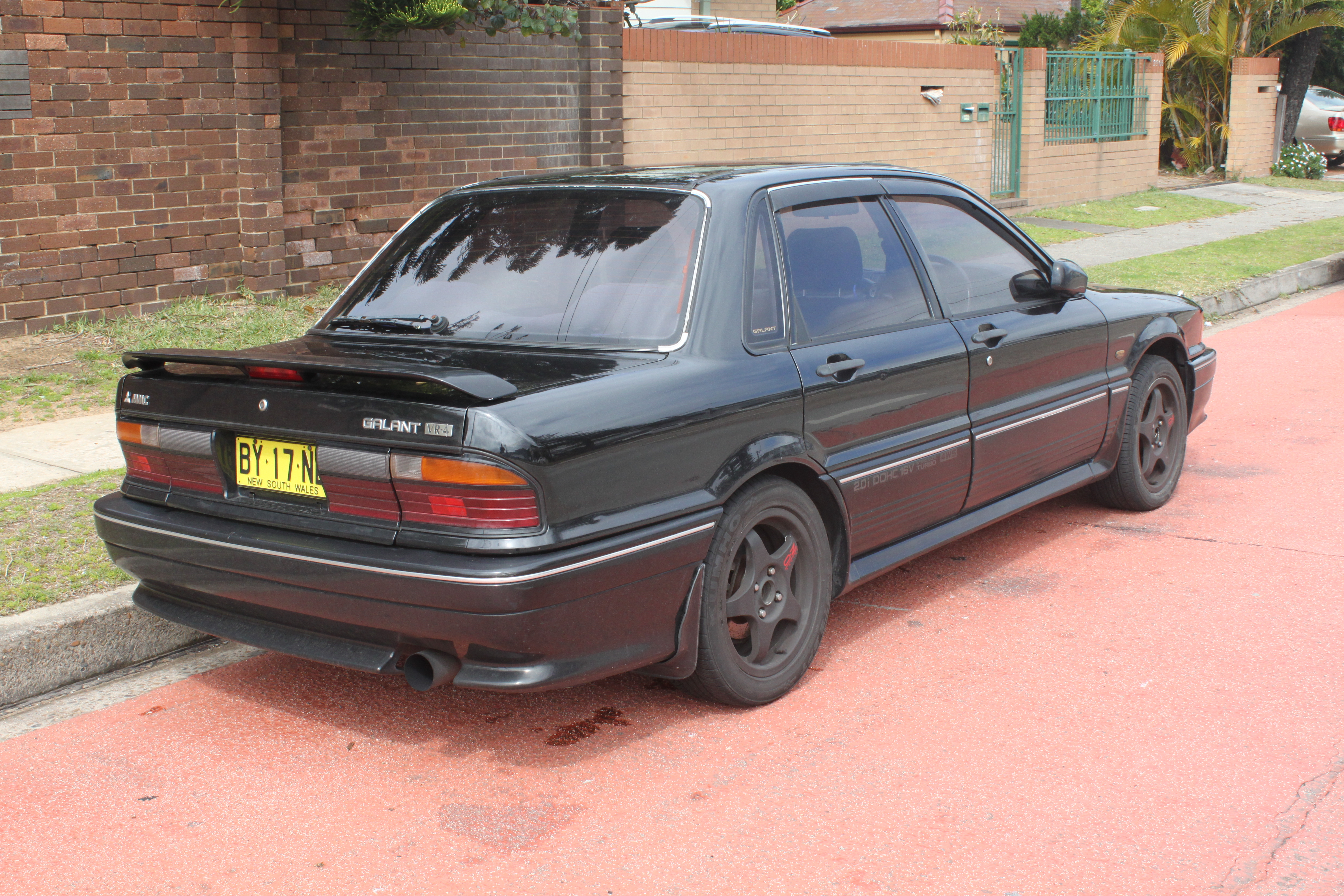
Heckansicht
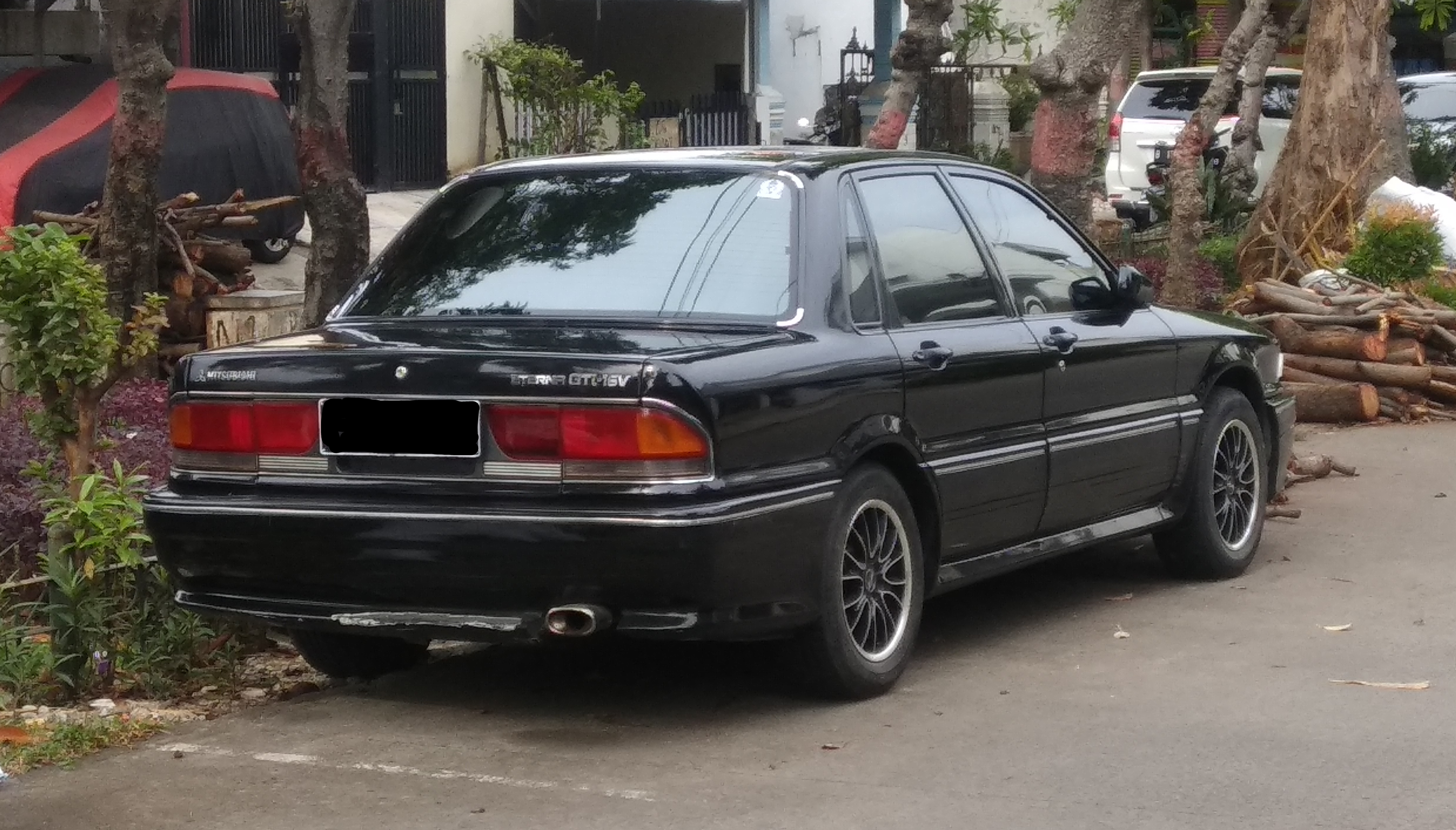
Mitsubishi Eterna 2.0 GTi-16V (Heckansicht)
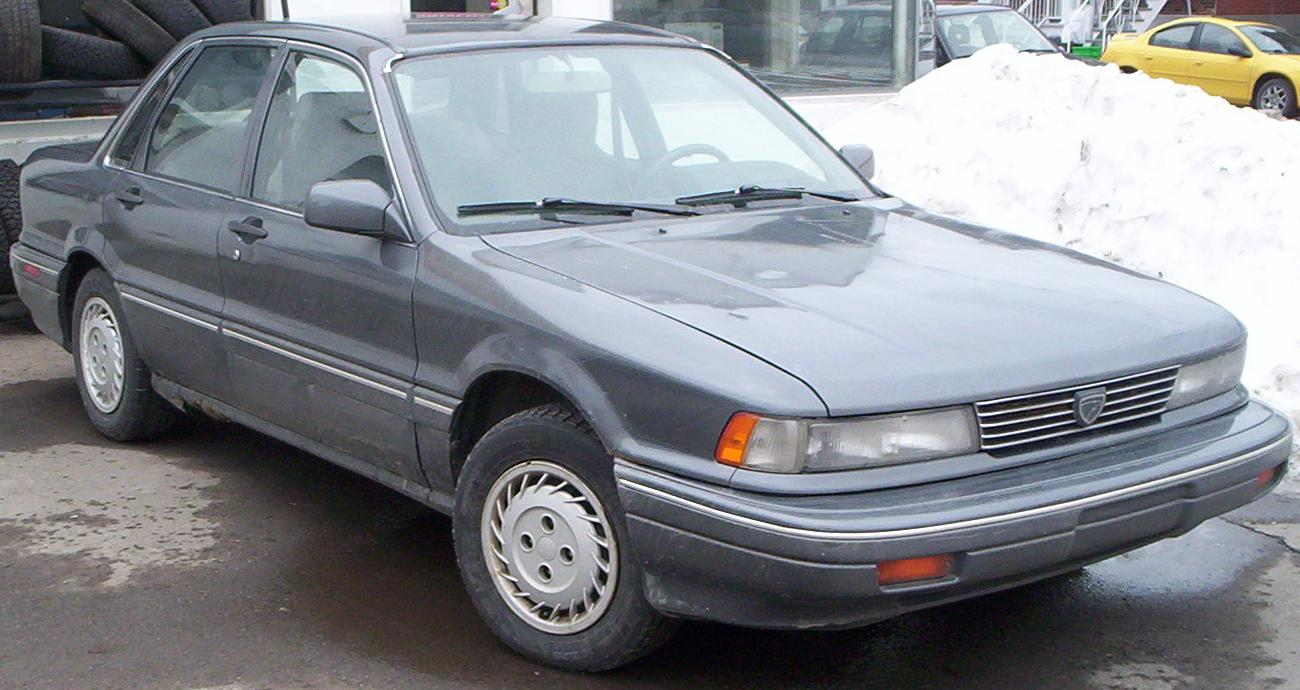
Eagle 2000 GTX (Kanada)

| Technische Daten Mitsubishi Galant (EU-Modelle), Modelle 1991 |                                                                                           |                                                                                           |                                                                                           |                                                                                           |                                                                                           |
| Mitsubishi Galant:                                            | 1.8                                                                                       | 2.0                                                                                       | 2.0 GTi-16V                                                                               | 2.0 GTi-16V Dynamic 4                                                                     | TD                                                                                        |
| Motor:                                                        | 4-Zylinder-Reihenmotor (Viertakt)                                                         | 4-Zylinder-Reihenmotor (Viertakt)                                                         | 4-Zylinder-Reihenmotor (Viertakt)                                                         | 4-Zylinder-Reihenmotor (Viertakt)                                                         | 4-Zylinder-Reihenmotor (Viertakt)                                                         |
| Bezeichnung:                                                  | 4G37                                                                                      | 4G63                                                                                      | 4G63                                                                                      | 4G63                                                                                      | 4D65T                                                                                     |
| Hubraum:                                                      | 1755 cm³                                                                                  | 1997 cm³                                                                                  | 1997 cm³                                                                                  | 1997 cm³                                                                                  | 1796 cm³                                                                                  |
| Bohrung × Hub:                                                | 80,6 × 86 mm                                                                              | 85 × 88 mm                                                                                | 85 × 88 mm                                                                                | 85 × 88 mm                                                                                | 80,6 × 88 mm                                                                              |
| Leistung (PS) bei 1/min:                                      | 66 kW (90 PS) 5000                                                                        | 80 kW (109 PS) 5500                                                                       | 106 kW (144 PS) 6500                                                                      | 110 kW (150 PS) 6750                                                                      | 55 kW (75 PS) 4500                                                                        |
| Max. Drehmoment bei 1/min:                                    | 144 N m 3500                                                                              | 159 N m 4500                                                                              | 172 N m 4500                                                                              | 182 N m 4750                                                                              | 152 N m 2500                                                                              |
| Verdichtung:                                                  | 9,5:1                                                                                     | 9,0:1                                                                                     | 9,8:1                                                                                     | 9,8:1                                                                                     | 22,2:1                                                                                    |
| Gemischaufbereitung:                                          | Elektronische Einspritzung                                                                | Elektronische Einspritzung                                                                | Elektronische Einspritzung                                                                | Elektronische Einspritzung                                                                | Diesel-Einspritzpumpe, Turbolader                                                         |
| Ventilsteuerung:                                              | OHC, Zahnriemen                                                                           | OHC, Zahnriemen                                                                           | DOHC, Zahnriemen                                                                          | DOHC, Zahnriemen                                                                          | OHC, Zahnriemen                                                                           |
| Kühlung:                                                      | Wasserkühlung                                                                             | Wasserkühlung                                                                             | Wasserkühlung                                                                             | Wasserkühlung                                                                             | Wasserkühlung                                                                             |
| Getriebe:                                                     | 5-Gang-Getriebe a.W. (außer 4WD) 4-Stufen-Automatik Frontantrieb (4WD: Allradantrieb)     | 5-Gang-Getriebe a.W. (außer 4WD) 4-Stufen-Automatik Frontantrieb (4WD: Allradantrieb)     | 5-Gang-Getriebe a.W. (außer 4WD) 4-Stufen-Automatik Frontantrieb (4WD: Allradantrieb)     | 5-Gang-Getriebe a.W. (außer 4WD) 4-Stufen-Automatik Frontantrieb (4WD: Allradantrieb)     | 5-Gang-Getriebe a.W. (außer 4WD) 4-Stufen-Automatik Frontantrieb (4WD: Allradantrieb)     |
| Radaufhängung vorn:                                           | Federbeine mit unteren Dreiecksquerlenkern und Schraubenfedern                            | Federbeine mit unteren Dreiecksquerlenkern und Schraubenfedern                            | Federbeine mit unteren Dreiecksquerlenkern und Schraubenfedern                            | Federbeine mit unteren Dreiecksquerlenkern und Schraubenfedern                            | Federbeine mit unteren Dreiecksquerlenkern und Schraubenfedern                            |
| Radaufhängung hinten:                                         | Verbundlenkerachse mit Panhardstab und Schraubenfedern                                    | Verbundlenkerachse mit Panhardstab und Schraubenfedern                                    | Verbundlenkerachse mit Panhardstab und Schraubenfedern                                    | Verbundlenkerachse mit Panhardstab und Schraubenfedern                                    | Verbundlenkerachse mit Panhardstab und Schraubenfedern                                    |
| Bremsen:                                                      | Scheibenbremsen rundum (1,8 sowie TD mit Trommeln hinten), Bremskraftverstärker, a.W. ABS | Scheibenbremsen rundum (1,8 sowie TD mit Trommeln hinten), Bremskraftverstärker, a.W. ABS | Scheibenbremsen rundum (1,8 sowie TD mit Trommeln hinten), Bremskraftverstärker, a.W. ABS | Scheibenbremsen rundum (1,8 sowie TD mit Trommeln hinten), Bremskraftverstärker, a.W. ABS | Scheibenbremsen rundum (1,8 sowie TD mit Trommeln hinten), Bremskraftverstärker, a.W. ABS |
| Lenkung:                                                      | Zahnstangenlenkung, servounterstützt a.W. für 4WD 4WS (mitlenkende Hinterräder)           | Zahnstangenlenkung, servounterstützt a.W. für 4WD 4WS (mitlenkende Hinterräder)           | Zahnstangenlenkung, servounterstützt a.W. für 4WD 4WS (mitlenkende Hinterräder)           | Zahnstangenlenkung, servounterstützt a.W. für 4WD 4WS (mitlenkende Hinterräder)           | Zahnstangenlenkung, servounterstützt a.W. für 4WD 4WS (mitlenkende Hinterräder)           |
| Karosserie:                                                   | Stahlblech, selbsttragend                                                                 | Stahlblech, selbsttragend                                                                 | Stahlblech, selbsttragend                                                                 | Stahlblech, selbsttragend                                                                 | Stahlblech, selbsttragend                                                                 |
| Spurweite vorn/hinten:                                        | 1460/1450 mm                                                                              | 1460/1450 mm                                                                              | 1460/1450 mm                                                                              | 1460/1450 mm                                                                              | 1460/1450 mm                                                                              |
| Radstand:                                                     | 2600 mm                                                                                   | 2600 mm                                                                                   | 2600 mm                                                                                   | 2600 mm                                                                                   | 2600 mm                                                                                   |
| Abmessungen:                                                  | 4540–4570 × 1695 × 1400–1435 mm                                                           | 4540–4570 × 1695 × 1400–1435 mm                                                           | 4540–4570 × 1695 × 1400–1435 mm                                                           | 4540–4570 × 1695 × 1400–1435 mm                                                           | 4540–4570 × 1695 × 1400–1435 mm                                                           |
| Leergewicht:                                                  | 1065–1280 kg                                                                              | 1135–1425 kg                                                                              | 1165–1360 kg                                                                              | 1340–1480 kg                                                                              | 1160–1325 kg                                                                              |
| Höchstgeschwindigkeit:                                        | 171–175 km/h                                                                              | 180–188 km/h                                                                              | 205–207 km/h                                                                              | 207 km/h                                                                                  | 162 km/h                                                                                  |
| 0–100 km/h:                                                   | 11,7 s                                                                                    | 10,6–12,2 s                                                                               | 8,8–9,1 s                                                                                 | 9,2 s                                                                                     | 14,5 s                                                                                    |
| Verbrauch (Liter/100 Kilometer, ECE-Norm Stadtverkehr):       | 8,1 S                                                                                     | 8,1–9,5 S                                                                                 | 8,0 S                                                                                     | 8,9 S                                                                                     | 6,8 D                                                                                     |

## Galant (E50/HJ, 1993–1996)
Die siebte Auflage (E50) erschien Anfang 1993. Diese Generation gilt als eine der besten, da sie sehr gut verarbeitet war und äußerst zuverlässige Motoren besaß. Auch hier war wieder eine Stufenheck- sowie Schräghecklimousine lieferbar, während ein Kombi nicht zur Verfügung stand.
Als Motorisierung waren ein 1,8-Liter-Vierzylindermotor (4G93) mit 85 kW (115 PS), ein 2,0-Liter-Vierzylinder (4G63) mit 101 kW (137 PS) (häufigste Motorisierung), ein 2,0-Liter-V6 (6A12) mit 110 kW (150 PS) und ein 2,0-Liter-Turbodiesel (4D68) mit 66 kW (90 PS) erhältlich (alle jeweils mit Frontantrieb). Als Top-Version gab es in Deutschland einen 2,5-Liter-V6-Motor (6G73) mit 125 kW (170 PS) und Allradantrieb sowie Allradlenkung.
Nur in Japan gab es den Galant VR-4 mit 2,0-Liter-V6-Bi-Turbo (6A12TT), der 177 kW (241 PS) leistete und mit Allradantrieb (Viskokupplung als Zentraldifferential), Fuzzy-Logic-gesteuerter Allradlenkung sowie elektronisch gesteuerter Dämpferverstellung ausgestattet war.
Die V6-Modelle waren zunächst alle mit Alufelgen, einer Klimaautomatik, einem elektronischen Schiebedach sowie einer Traktionskontrolle ausgestattet. Später waren diese Ausstattungspunkte jedoch nicht mehr durchgehend serienmäßig. Für die Automatikmodelle war ein Tempomat verfügbar. Äußeres Merkmal aller V6-Modelle war bei beiden Karosserievarianten ein Spoiler-Paket (Heckspoiler, Seitenschürze, andere Frontstoßstange). Im März 1996 wurde das Sondermodell „Exceed“ eingeführt, welches neben dem 2,0-Liter-V6 unter anderen eine Klimaanlage und andere Alufelgen hatte.
Im September 1996 wurde die Produktion in Japan eingestellt.
In asiatischen Ländern wurde das Modell optisch verändert auch als Mitsubishi Emeraude und Mitsubishi Eterna vermarktet. Der Antrieb aus dem Galant VR-4 wurde in Japan auch im Eterna XX-4 und Galant Sports GT (Schrägheck) verbaut.
Der Proton Perdana der bis 2005 gebaut wurde basierte ebenfalls auf dieser Generation.
In den USA wurde der Galant E50 zum Modelljahr 1994 eingeführt. Äußeres Merkmal der US-Modelle sind u. a. breitere Stoßstangen. Produziert wurde der Galant für den nordamerikanischen Markt wie die folgenden Generationen auch in Normal (Illinois) im dortigen Mitsubishi-Werk (bis 1995 Diamond-Star Motors). Ein Facelift erfolgte 1997, zum Modelljahr 1999 wurde die Baureihe abgelöst.
In Australien wurde der Galant von April 1993 bis Oktober 1996 als Serie HJ gebaut, wurde aber dann durch den Magna (Serie TE) abgelöst.
Zum Stichtag 1. Januar 2025 waren laut KBA in Deutschland noch 143 Mitsubishi Galant dieser Baureihe angemeldet.

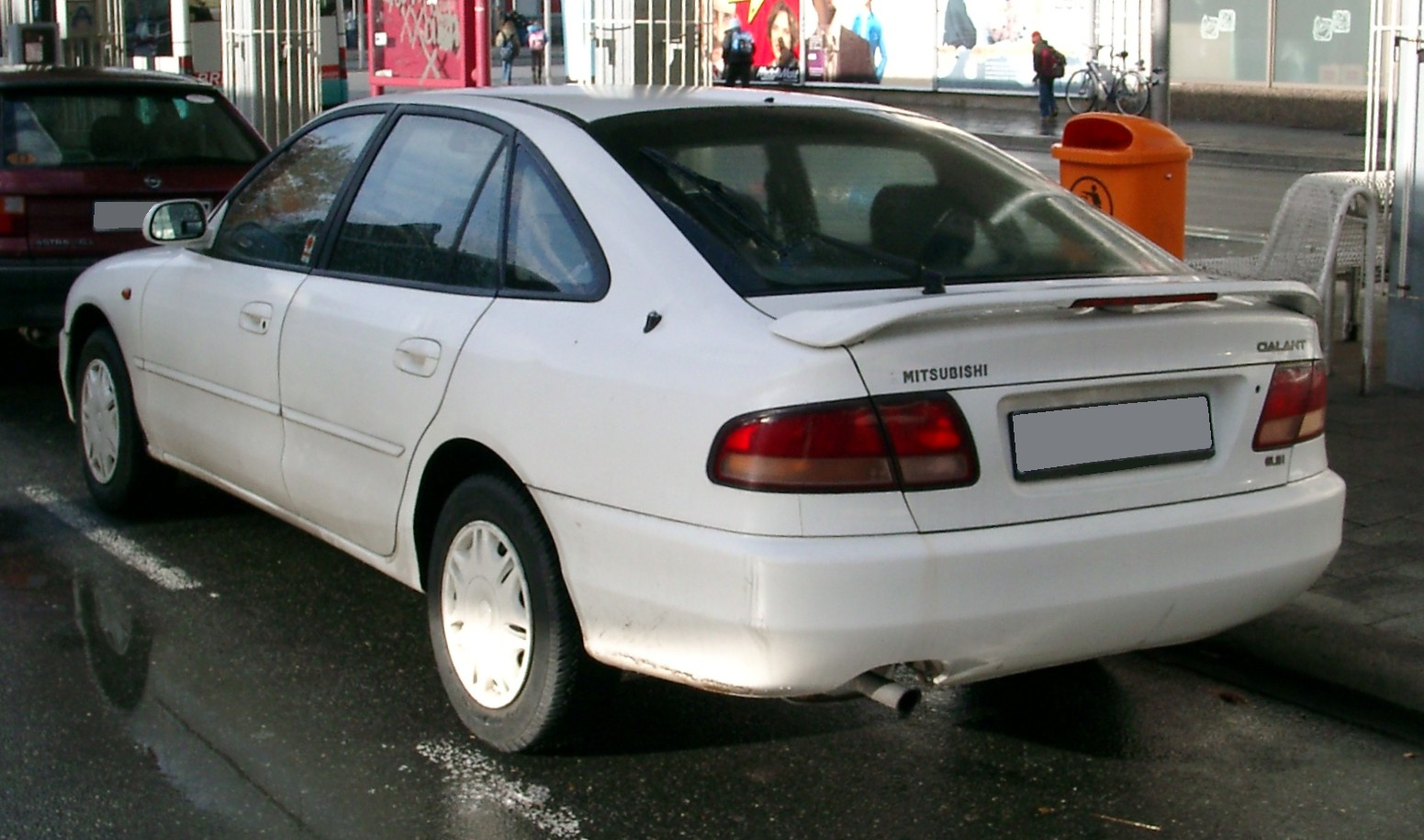
Heckansicht
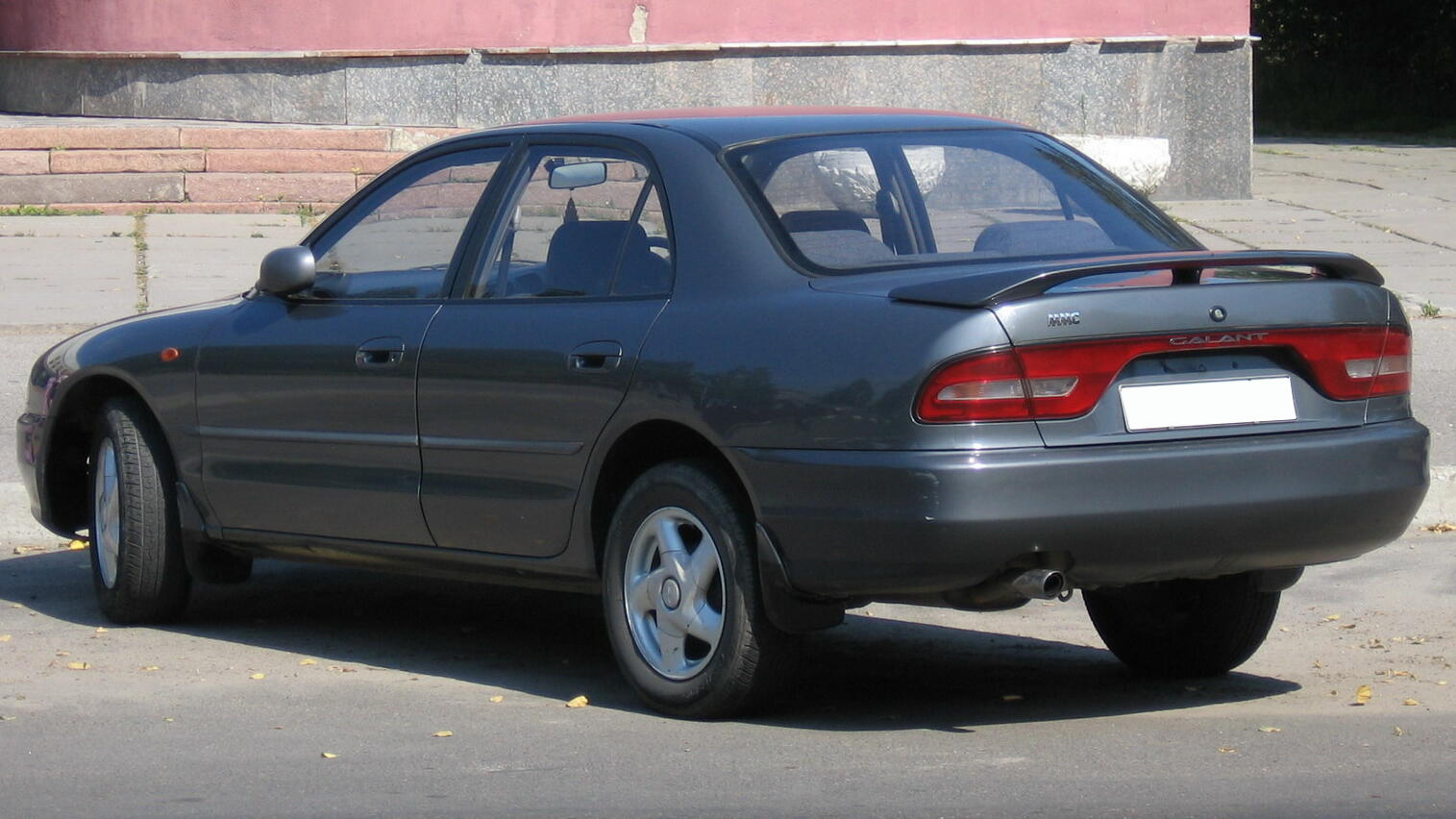
Mitsubishi Galant Stufenheck (1993–1996)
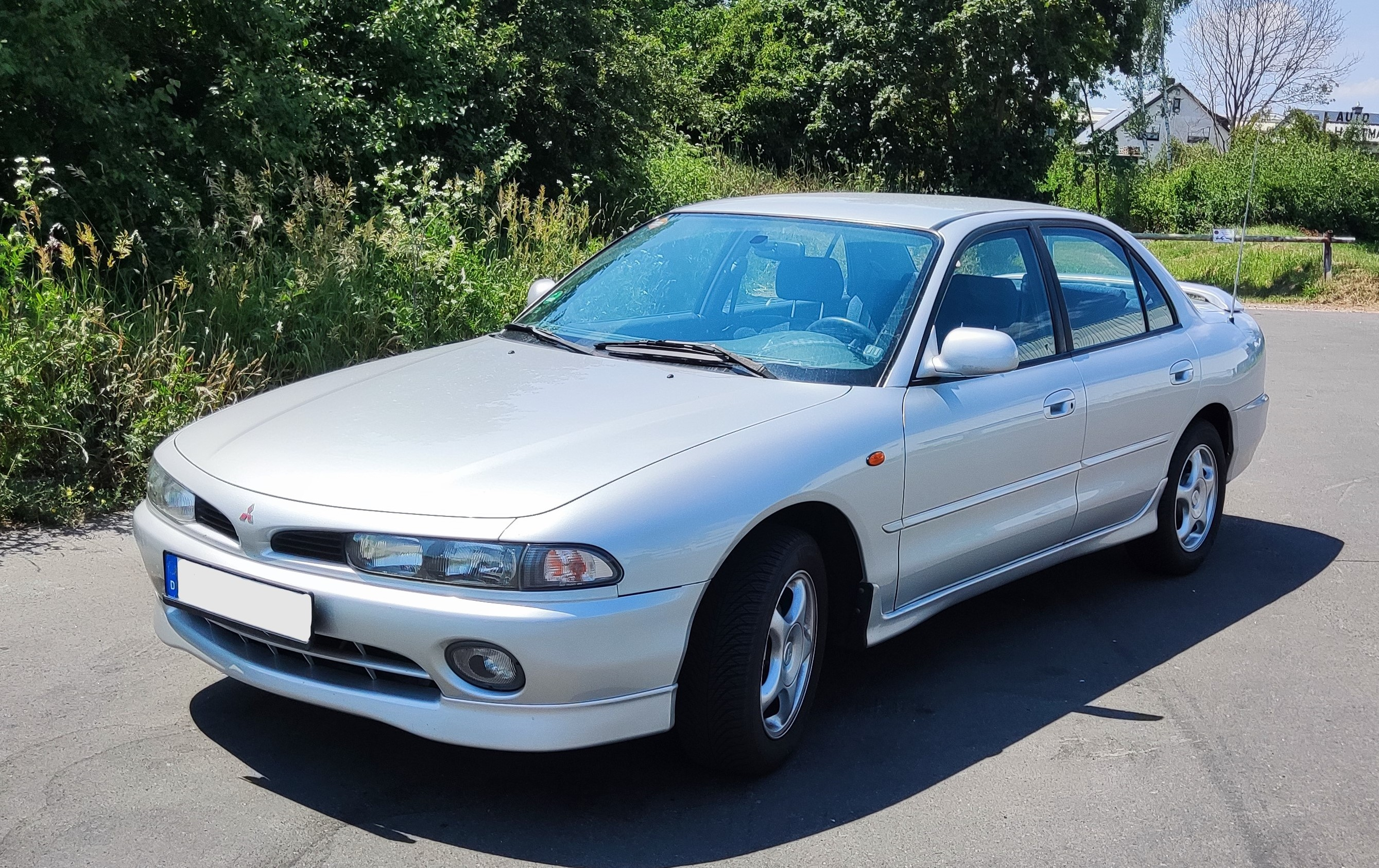
Galant 2.0 V6-24V Exceed (1996)
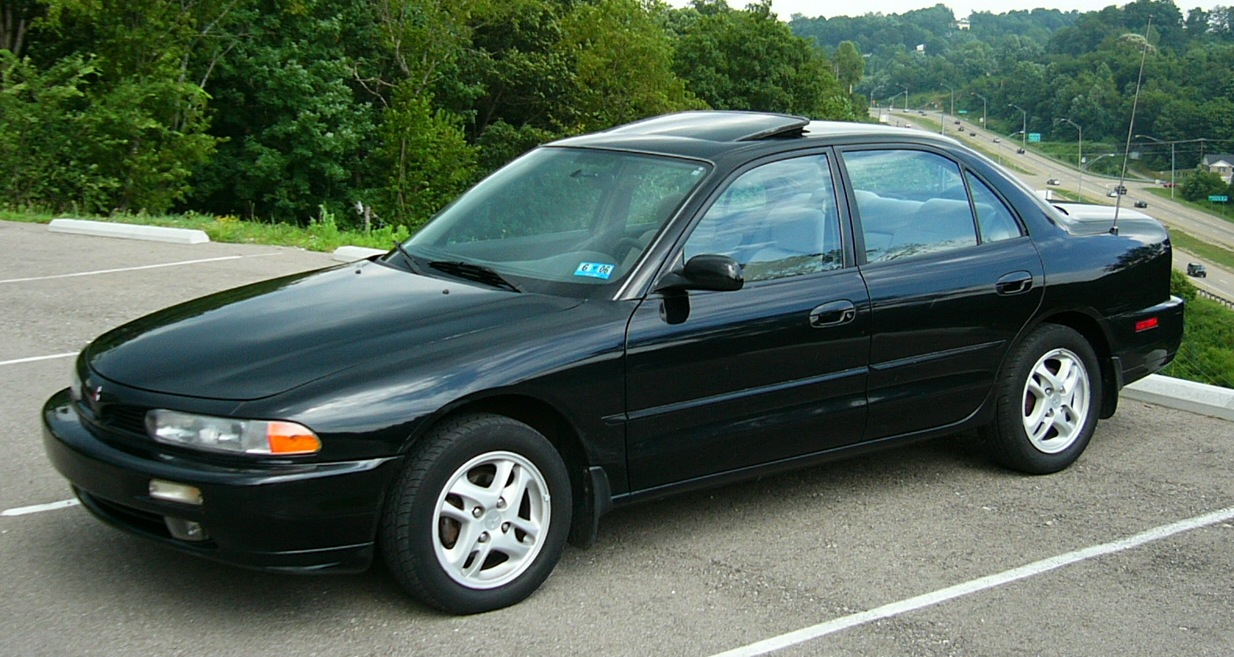
Mitsubishi Galant (USA, 1994–1997)
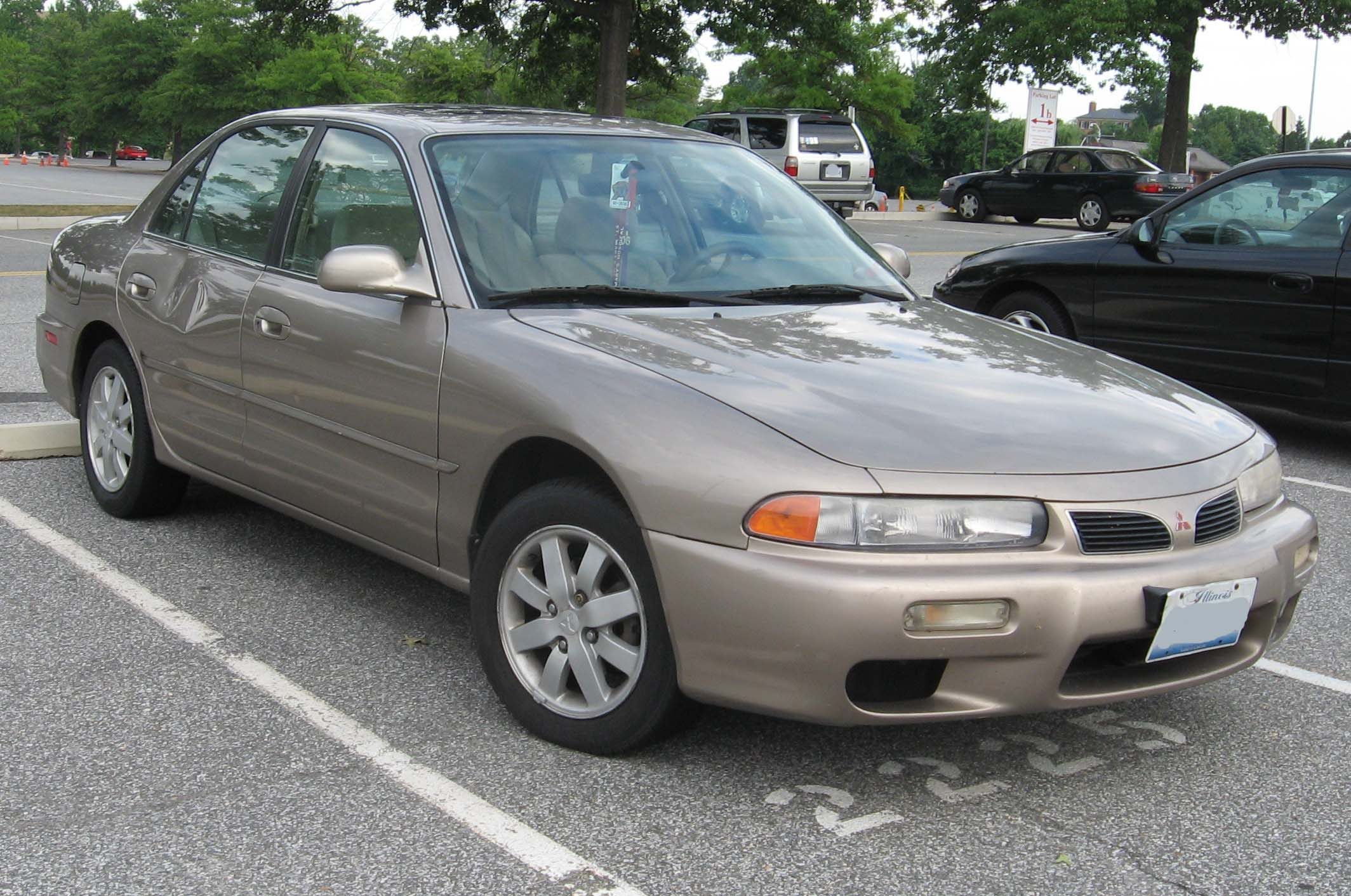
Mitsubishi Galant (USA, 1997–1998)
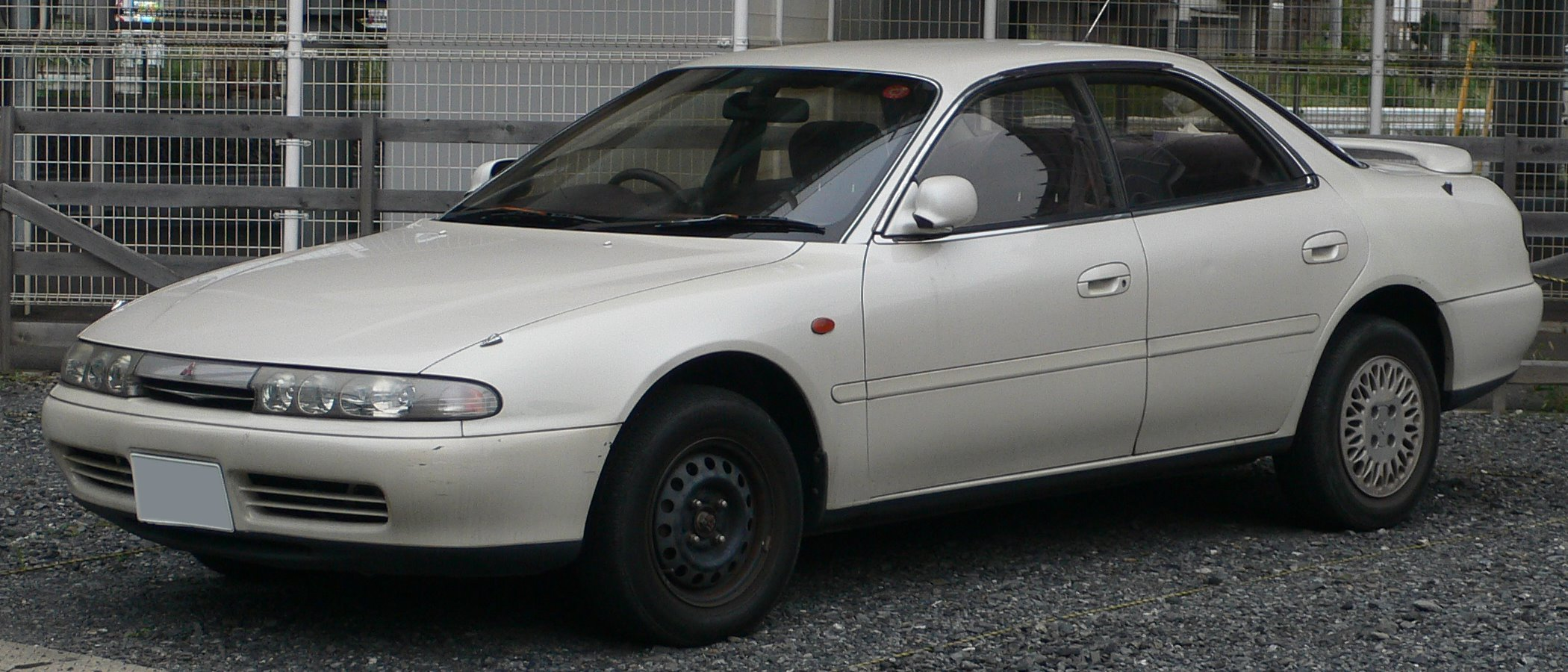
Mitsubishi Emeraude
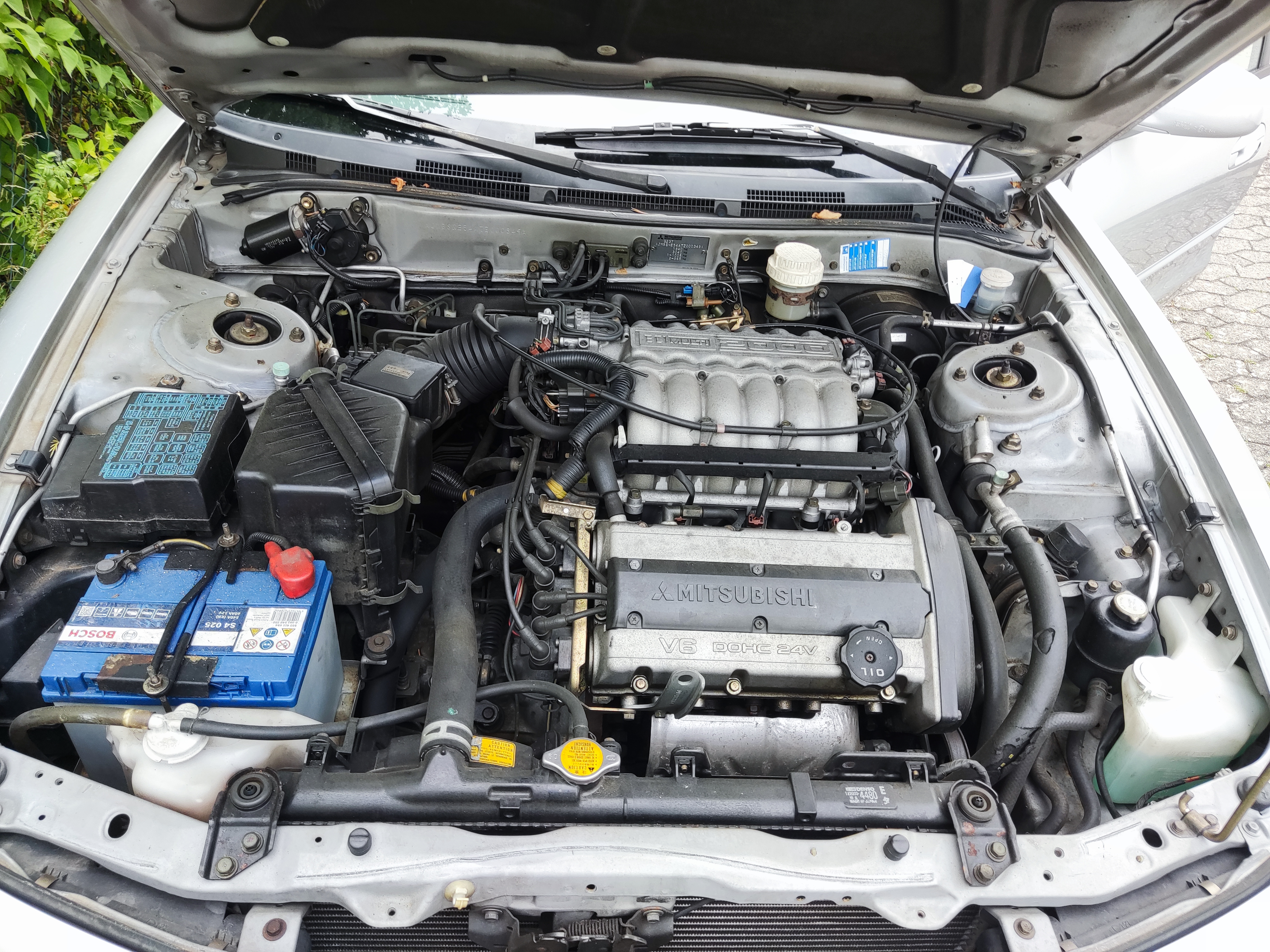
Motorraum Galant 2.0 V6-24V

| Technische Daten Mitsubishi Galant (EU-Modelle), Modelle 1995 |                                                                                          |                                                                                          |                                                                                          |                                                                                          |                                                                                          |
| Mitsubishi Galant:                                            | 1.8                                                                                      | 2.0                                                                                      | 2.0 V6                                                                                   | 2.5 4WD                                                                                  | 2.0 TD                                                                                   |
| Verkaufsbezeichnung:                                          | 1800 GLSi/1800 GLi                                                                       | 2000 GLSi                                                                                | 2000 V6-24V                                                                              | 2500 V6-24V                                                                              | 2000 GLS Turbo-Diesel                                                                    |
| Motor:                                                        | 4-Zylinder-Reihenmotor (Viertakt)                                                        | 4-Zylinder-Reihenmotor (Viertakt)                                                        | 6-Zylinder-V-Motor (Viertakt)                                                            | 6-Zylinder-V-Motor (Viertakt)                                                            | 4-Zylinder-Reihenmotor (Viertakt)                                                        |
| Bezeichnung:                                                  | 4G93                                                                                     | 4G63                                                                                     | 6A12                                                                                     | 6G73                                                                                     | 4D68                                                                                     |
| Hubraum:                                                      | 1834 cm³                                                                                 | 1997 cm³                                                                                 | 1998 cm³                                                                                 | 2497 cm³                                                                                 | 1998 cm³                                                                                 |
| Bohrung × Hub:                                                | 81 × 89 mm                                                                               | 85 × 89 mm                                                                               | 78,4 × 69 mm                                                                             | 83,5 × 76 mm                                                                             | 82,7 × 93 mm                                                                             |
| Leistung (PS) bei 1/min:                                      | 85 kW (115 PS) 6000                                                                      | 101 kW (137 PS) 6000                                                                     | 110 kW (150 PS) 6750                                                                     | 125 kW (170 PS) 6000                                                                     | 66 kW (90 PS) 4500                                                                       |
| Max. Drehmoment bei 1/min:                                    | 162 Nm 4500                                                                              | 176 Nm 4750                                                                              | 179 Nm 4000                                                                              | 216 Nm 4000                                                                              | 191 Nm 2500                                                                              |
| Verdichtung:                                                  | 10,0:1                                                                                   | 10,0:1                                                                                   | 10,0:1                                                                                   | 10,0:1                                                                                   | 22,4:1                                                                                   |
| Gemischaufbereitung:                                          | Elektronische Einspritzung                                                               | Elektronische Einspritzung                                                               | Elektronische Einspritzung                                                               | Elektronische Einspritzung                                                               | Diesel-Einspritzpumpe, Turbolader, Ladeluftkühler                                        |
| Ventilsteuerung:                                              | OHC, Zahnriemen                                                                          | OHC, Zahnriemen                                                                          | DOHC, Zahnriemen                                                                         | DOHC, Zahnriemen                                                                         | OHC, Zahnriemen                                                                          |
| Kühlung:                                                      | Wasserkühlung                                                                            | Wasserkühlung                                                                            | Wasserkühlung                                                                            | Wasserkühlung                                                                            | Wasserkühlung                                                                            |
| Getriebe:                                                     | 5-Gang-Getriebe a. W. 4-Stufen-Automatik Frontantrieb (4WD: Allradantrieb)               | 5-Gang-Getriebe a. W. 4-Stufen-Automatik Frontantrieb (4WD: Allradantrieb)               | 5-Gang-Getriebe a. W. 4-Stufen-Automatik Frontantrieb (4WD: Allradantrieb)               | 5-Gang-Getriebe a. W. 4-Stufen-Automatik Frontantrieb (4WD: Allradantrieb)               | 5-Gang-Getriebe a. W. 4-Stufen-Automatik Frontantrieb (4WD: Allradantrieb)               |
| Radaufhängung vorn:                                           | Quer- und Längslenker unten, Dreiecklenker oben, Schraubenfedern                         | Quer- und Längslenker unten, Dreiecklenker oben, Schraubenfedern                         | Quer- und Längslenker unten, Dreiecklenker oben, Schraubenfedern                         | Quer- und Längslenker unten, Dreiecklenker oben, Schraubenfedern                         | Quer- und Längslenker unten, Dreiecklenker oben, Schraubenfedern                         |
| Radaufhängung hinten:                                         | Doppelquerlenker unten, Dreiecklenker oben, Schraubenfedern                              | Doppelquerlenker unten, Dreiecklenker oben, Schraubenfedern                              | Doppelquerlenker unten, Dreiecklenker oben, Schraubenfedern                              | Doppelquerlenker unten, Dreiecklenker oben, Schraubenfedern                              | Doppelquerlenker unten, Dreiecklenker oben, Schraubenfedern                              |
| Bremsen:                                                      | Scheibenbremsen rundum, Bremskraftverstärker, a. W. ABS                                  | Scheibenbremsen rundum, Bremskraftverstärker, a. W. ABS                                  | Scheibenbremsen rundum, Bremskraftverstärker, a. W. ABS                                  | Scheibenbremsen rundum, Bremskraftverstärker, a. W. ABS                                  | Scheibenbremsen rundum, Bremskraftverstärker, a. W. ABS                                  |
| Lenkung:                                                      | Zahnstangenlenkung, servounterstützt für 2,5-L-V6-Modelle: 4WS (mitlenkende Hinterräder) | Zahnstangenlenkung, servounterstützt für 2,5-L-V6-Modelle: 4WS (mitlenkende Hinterräder) | Zahnstangenlenkung, servounterstützt für 2,5-L-V6-Modelle: 4WS (mitlenkende Hinterräder) | Zahnstangenlenkung, servounterstützt für 2,5-L-V6-Modelle: 4WS (mitlenkende Hinterräder) | Zahnstangenlenkung, servounterstützt für 2,5-L-V6-Modelle: 4WS (mitlenkende Hinterräder) |
| Karosserie:                                                   | Stahlblech, selbsttragend                                                                | Stahlblech, selbsttragend                                                                | Stahlblech, selbsttragend                                                                | Stahlblech, selbsttragend                                                                | Stahlblech, selbsttragend                                                                |
| Spurweite vorn/hinten:                                        | 1510/1505 mm                                                                             | 1510/1505 mm                                                                             | 1510/1505 mm                                                                             | 1510/1505 mm                                                                             | 1510/1505 mm                                                                             |
| Radstand:                                                     | 2635 mm                                                                                  | 2635 mm                                                                                  | 2635 mm                                                                                  | 2635 mm                                                                                  | 2635 mm                                                                                  |
| Abmessungen:                                                  | 4620–4750 × 1730 × 1400 mm                                                               | 4620–4750 × 1730 × 1400 mm                                                               | 4620–4750 × 1730 × 1400 mm                                                               | 4620–4750 × 1730 × 1400 mm                                                               | 4620–4750 × 1730 × 1400 mm                                                               |
| Leergewicht:                                                  | 1231–1261 kg                                                                             | 1291–1361 kg                                                                             | 1338–1398 kg                                                                             | 1505–1545 kg                                                                             | 1306–1346 kg                                                                             |
| Höchstgeschwindigkeit:                                        | 190–200 km/h                                                                             | 200–205 km/h                                                                             | 205–215 km/h                                                                             | 216 km/h                                                                                 | 175 km/h                                                                                 |
| 0–100 km/h:                                                   | 10,0–11,9 s                                                                              | 9,7–11,8 s                                                                               | 9,0–11,5 s                                                                               | 8,8 s                                                                                    | 13,9 s                                                                                   |
| Verbrauch (Liter/100 Kilometer, ECE-Norm Stadtverkehr):       | 9,7–10,0 S                                                                               | 10,6–11,4 S                                                                              | 11,3–11,7 S                                                                              | 13,9 S                                                                                   | 7,6 D                                                                                    |
| Preis (DM, 1995):                                             | 31.780                                                                                   | 39.180                                                                                   | 46.180                                                                                   | 45.480                                                                                   | 38.580                                                                                   |

## Galant (EA0, 1996–2006)
Die achte Generation des Galant wurde im August 1996 eingeführt. Diese sollte die langlebigste Ausführung der Modellreihe sein, da sie zehn Jahre in Produktion blieb. Zudem war auch für den deutschen Markt wieder eine Kombivariante erhältlich.
In dieser Baureihe standen acht Motoren zur Verfügung.
Typenbezeichnung
In der Typenbezeichnung ist die Motorenangabe (1–8) das wichtigste Merkmal und steht an 3. Stelle. An 2. Stelle wird eine der zwei Antriebsarten angegeben, Fronttriebler (A) oder Permanent-Allrader (C). Der letzte und 4. Buchstabe der Typbezeichnung gibt die Karosserieform an, Limousine (A) oder Kombi (W). Folgende 23 Typen gab es:
EA1A, EA2A, EA3A, EA5A, EA6A, EA7A,
EC1A, EC3A, EC5A, EC7A,
EA1W, EA2W, EA3W, EA4W, EA5W, EA6W, EA7W,
EC1W, EC3W, EC4W, EC5W, EC7W,
EA8A
Im Angebot waren in Deutschland zwei Benzinmotoren, der 2,0-Liter-Vierzylinder (4G63) und der V6 mit 2,5 Litern Hubraum (6A13). Im Februar 1999 wurde die Motorpalette mit einem 2,4-Liter-GDI-Benzindirekteinspritzer ergänzt (4G64). Gleichzeitig erfolgte ein leichtes Facelift – erkennbar an den jetzt runden Nebelscheinwerfern und der geänderten Frontschürze sowie Klarglas-Blinkergläser und eine veränderte Logo-Anordnung am Kofferraumdeckel. Ferner gab es einen 2,0-Liter-Turbodiesel-Motor mit 66 kW (90 PS) (4D68) aus dem Vorgängermodell, der in Deutschland allerdings nicht erhältlich war, da dessen Vorkammereinspritzung gegenüber der weit verbreiteten TDI-Technik als chancenlos betrachtet wurde. Angeboten wurde ab 1997 auch eine Sport-Version. Die Preise lagen zwischen 44.990 DM (Limousine mit 2.0) und 50.390 DM (Kombi mit 2.5). Die von der Sportversion abgeleitete Avance-Version mit Frontschürze und Seitenschwellern kam 1999 hinzu.
In Japan hieß die Kombiversion Mitsubishi Legnum. Deutlich erkennbar unterscheidet sich hier beim Facelift die Heckklappe und die anders gestalteten Heckleuchten von der europäischen Version. Ferner gab es ab August 1998 den Mitsubishi Aspire in Japan. Er unterscheidet sich vom Galant nur am Grill, an den Scheinwerfern und den Rückleuchten. Die Scheinwerfer waren komplett verchromt (nicht schwarz) und die Heckleuchten hatten orangefarbene Blinkergläser.
Der Galant wurde am 7. Juli 1998 in den USA eingeführt (Modelljahr 1999). Gebaut wurde er wie der Vorgänger auch in Normal (Illinois) im dortigen Mitsubishi-Werk (ehemals Diamond-Star Motors). Die Vorderradaufhängung wurde von Mehrlenkerachse auf Federbeine umgestellt, während die Hinterachse mit Ausnahme des Basismodells DE serienmäßig mit einem Stabilisator ausgestattet wurde. Die ES-, LS- und GTZ-Modelle wurden auch mit einem 145 kW (198 PS) starken 3,0-Liter-V6-Motor (6G72) angeboten, der aber nur in Verbindung mit einer Viergang-Automatik erhältlich war. Armaturenbrett und Interieur unterscheiden sich von den in Japan gebauten Fahrzeugen. Zum Modelljahr 2002 erhielt der amerikanische Galant ein Facelift, 2004 wurde er vom Nachfolger abgelöst.
Auf Märkten mit Rechtslenkung wie Japan und Großbritannien war der Galant auch wieder als VR-4 erhältlich (Kombi: Legnum VR-4). Diese sportlichste Version verfügte über einen biturbogeladenen 2,5-Liter-V6 mit 24 Ventilen (6A13TT) und erreichte mit 206 kW (280 PS) eine Höchstgeschwindigkeit von über 240 km/h. Bei Mitsubishi hieß der Bi-Turbo offiziell Twin-Turbo. Dies war der letzte VR-4, der entwickelt wurde.
Für Europa wurden insgesamt 101.947 Fahrzeuge gebaut und ausgeliefert. Davon sind 88.344 Linkslenker und 13.603 Rechtslenker (ausschließlich Baureihen EA2, EA3, EA5 und EA6).
Für Japan wurden insgesamt 218.940 Fahrzeuge gebaut. Davon sind 95.452 Galant/Aspire (Limousinen) und 124.488 Legnum (Kombi). Die EA2 und EA6 gab es hier nicht. Diese waren ausschließlich für Europa bestimmt.
Andere Exportländer waren: Neuseeland, China (Taiwan und Hongkong), Singapur, Brasilien, Chile und die Golfstaaten: Bahrain, Katar, Kuwait, Oman, Saudi-Arabien sowie die Vereinigten Arabischen Emirate. In diesen Ländern hießen die Modelle überwiegend „Super Saloon“. Während in allen Ländern die Limousine erhältlich war, wurden einzig nach Neuseeland 497 Kombis geliefert. Für Hongkong wurden 1443 „VR-G“ (EA7A) gebaut. Außerdem gab es nur in Hongkong den „VR-M“ (EA4A, 2537 Stück). Das „M“ stand hier wohl für den Motor der als „Mivec“ ausgeführt war. Auch ein „24Viento“ wurde für Hongkong gebaut. Nach Neuseeland wurden mehr als 3229 Fahrzeuge geliefert, nach Brasilien genau 87 „VR“-Limousinen. Insgesamt wurden für die genannten Länder 54.521 Fahrzeuge gebaut.
In Deutschland wurde der Galant im Oktober 2004 aus der Modellpalette genommen. Seitdem führt Mitsubishi in Europa kein Mittelklassefahrzeug mehr im Programm.

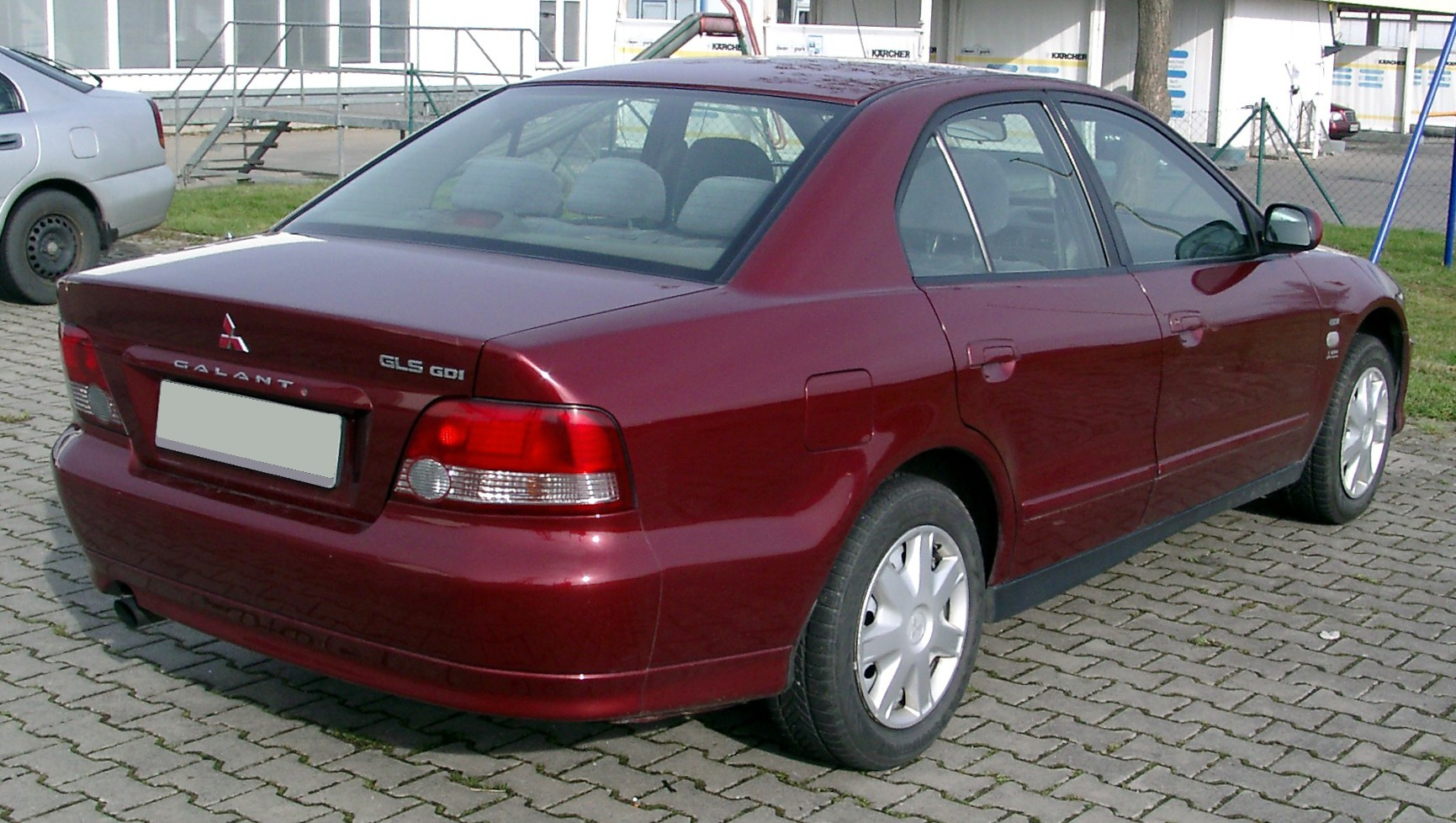
Heckansicht
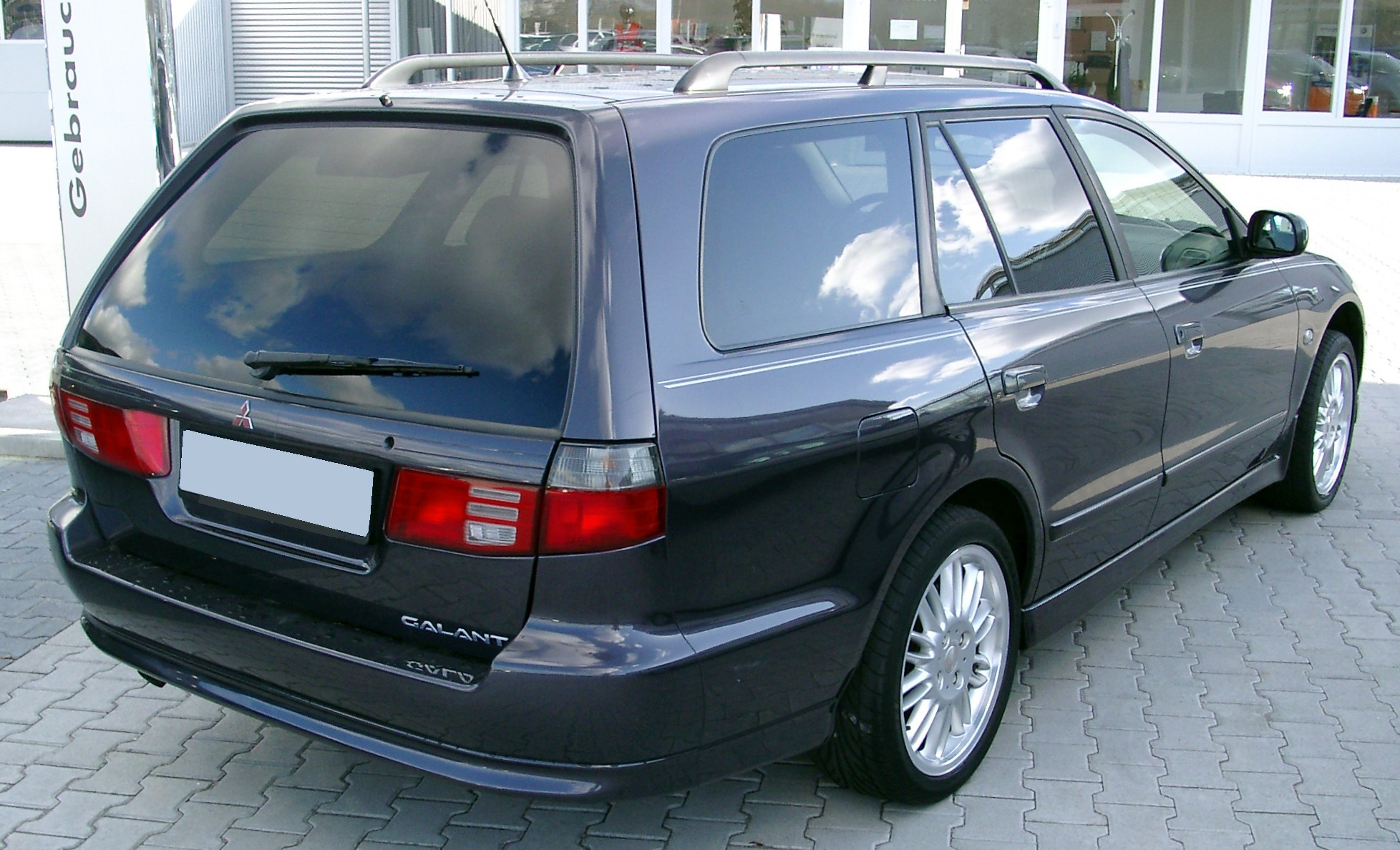
Mitsubishi Galant Kombi (1996–2006)
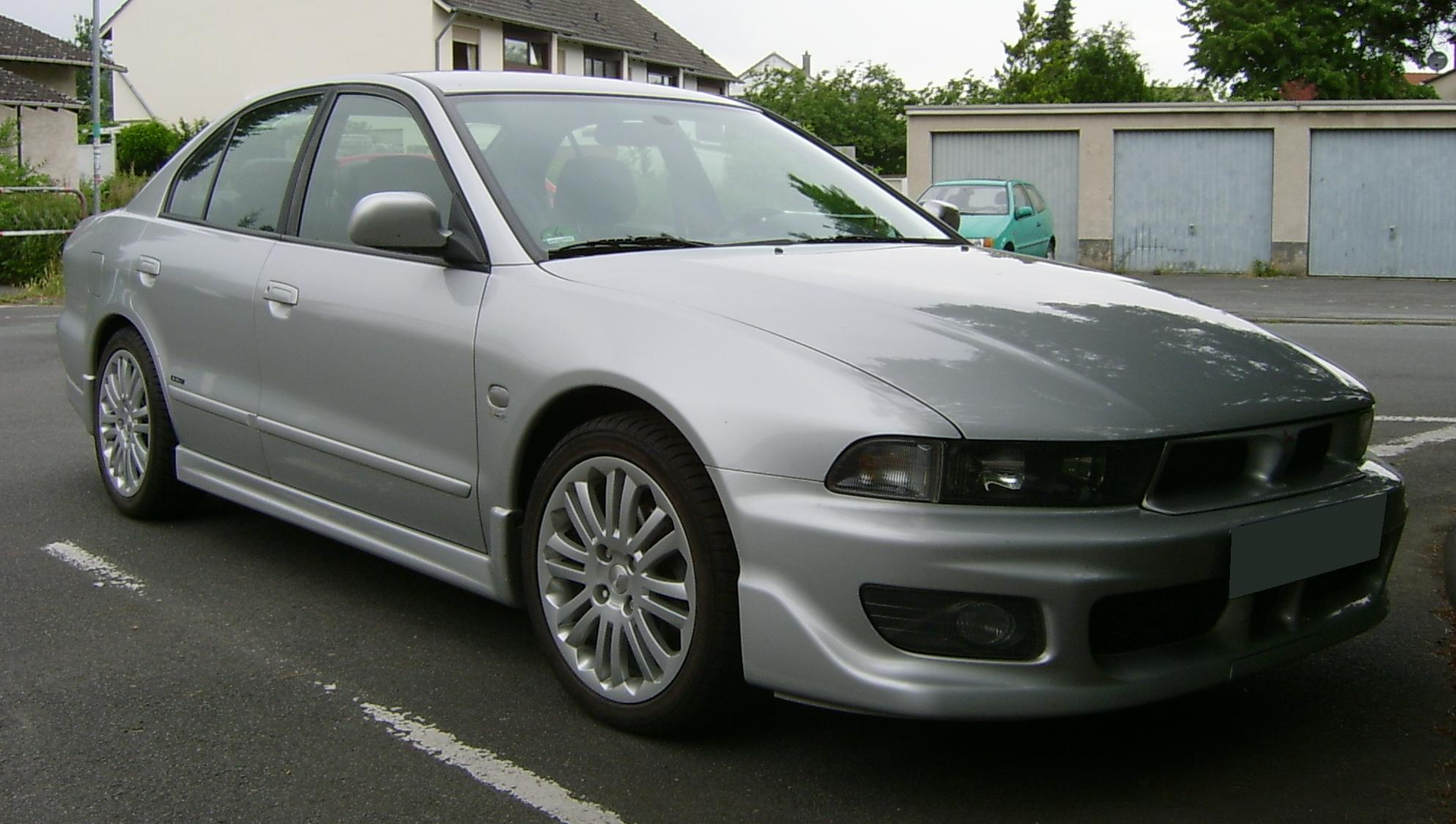
Galant Avance
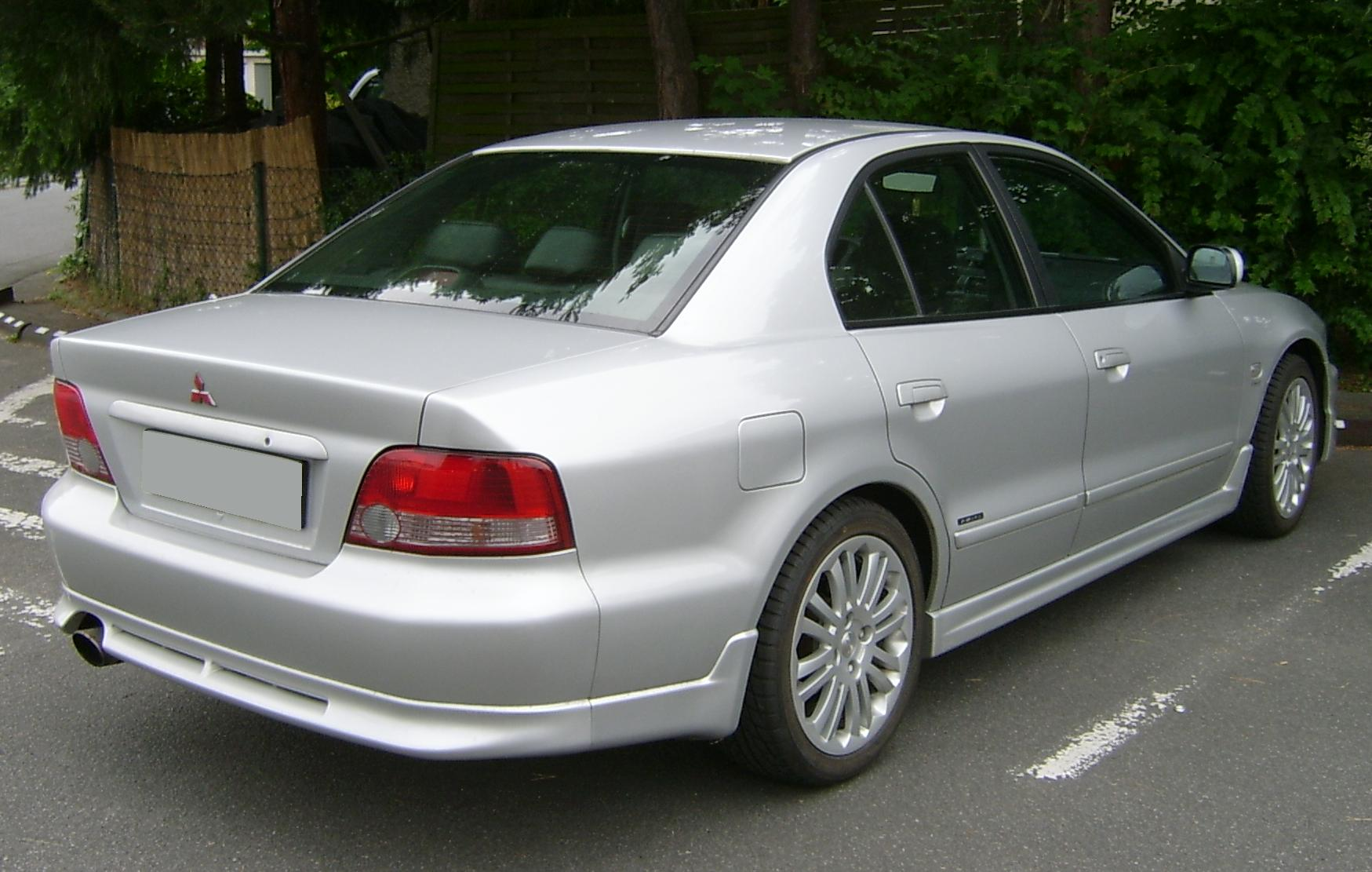
Heckansicht
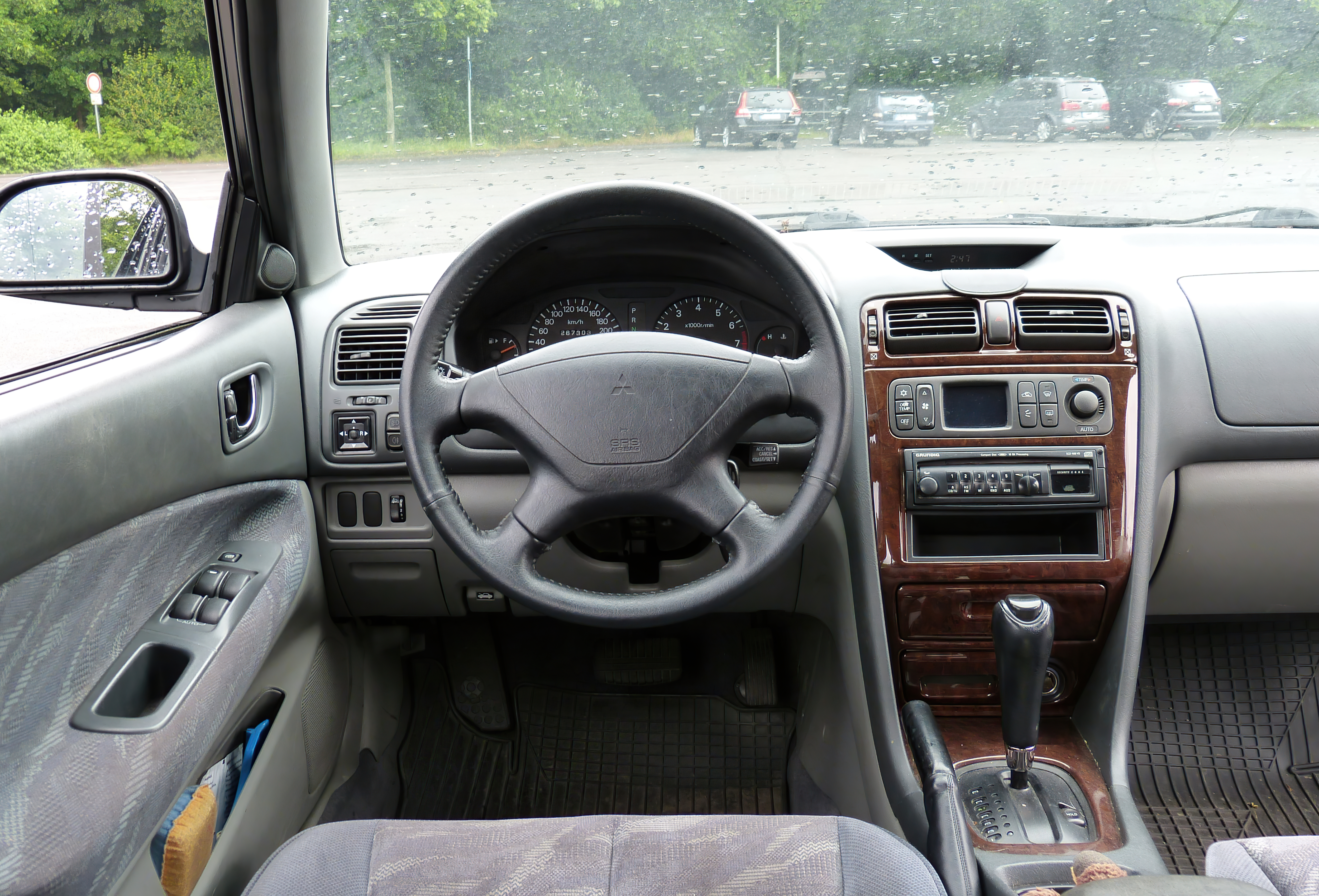
Innenansicht
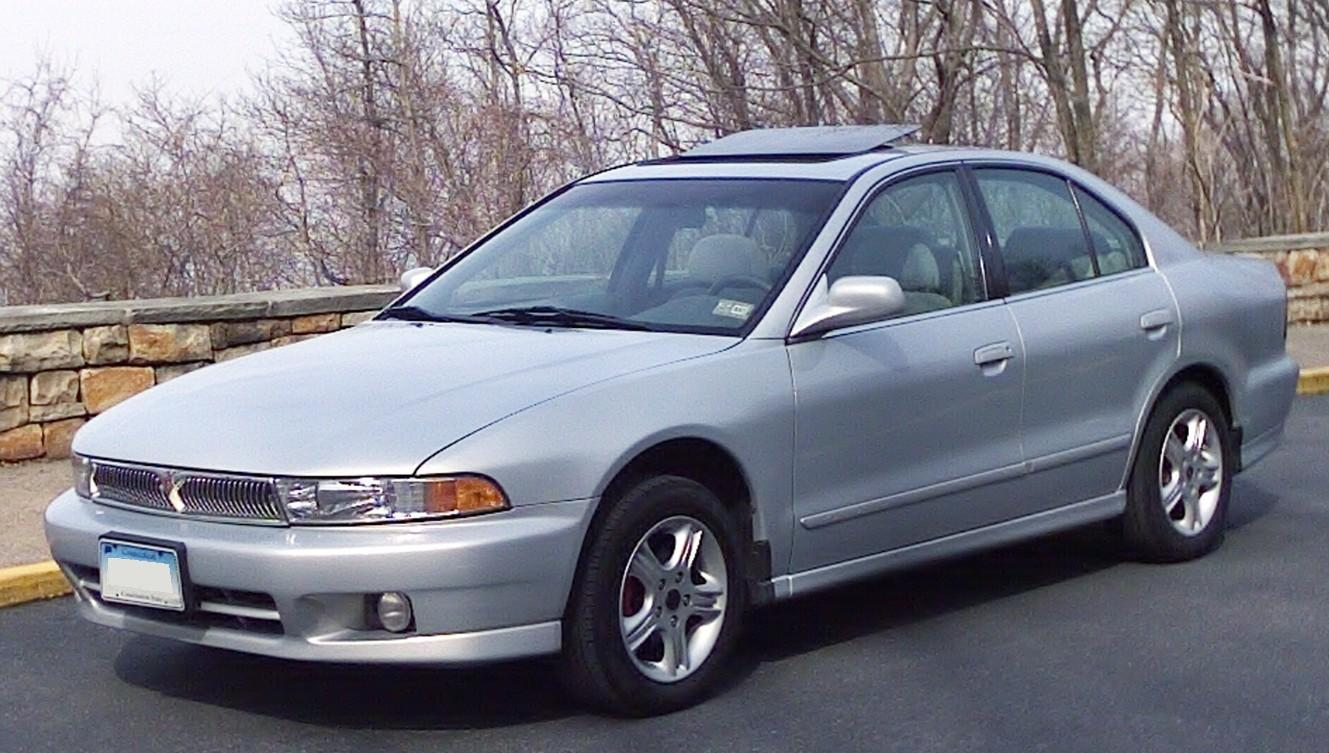
Mitsubishi Galant (USA; 1998–2002)
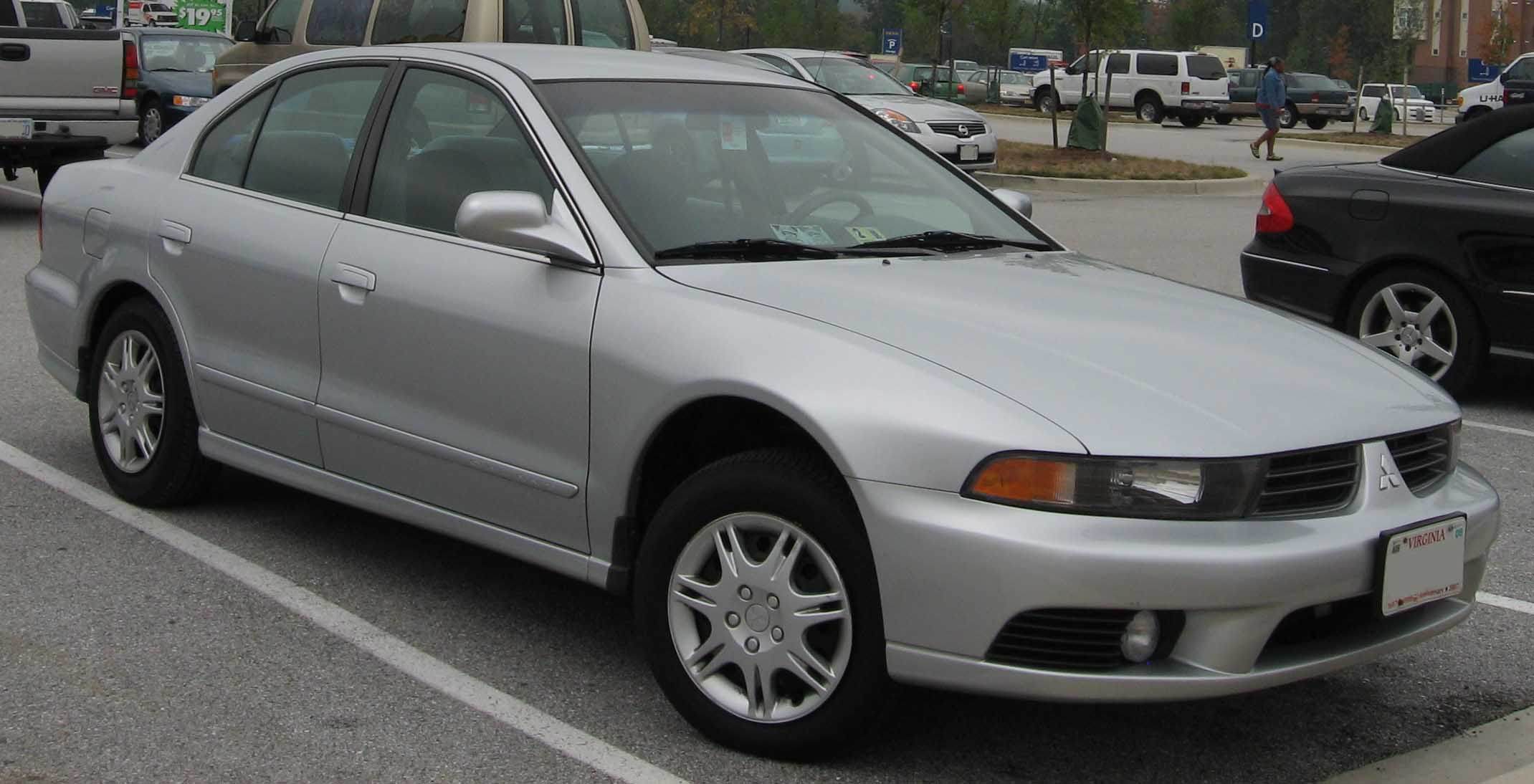
Mitsubishi Galant (USA; 2002–2004)
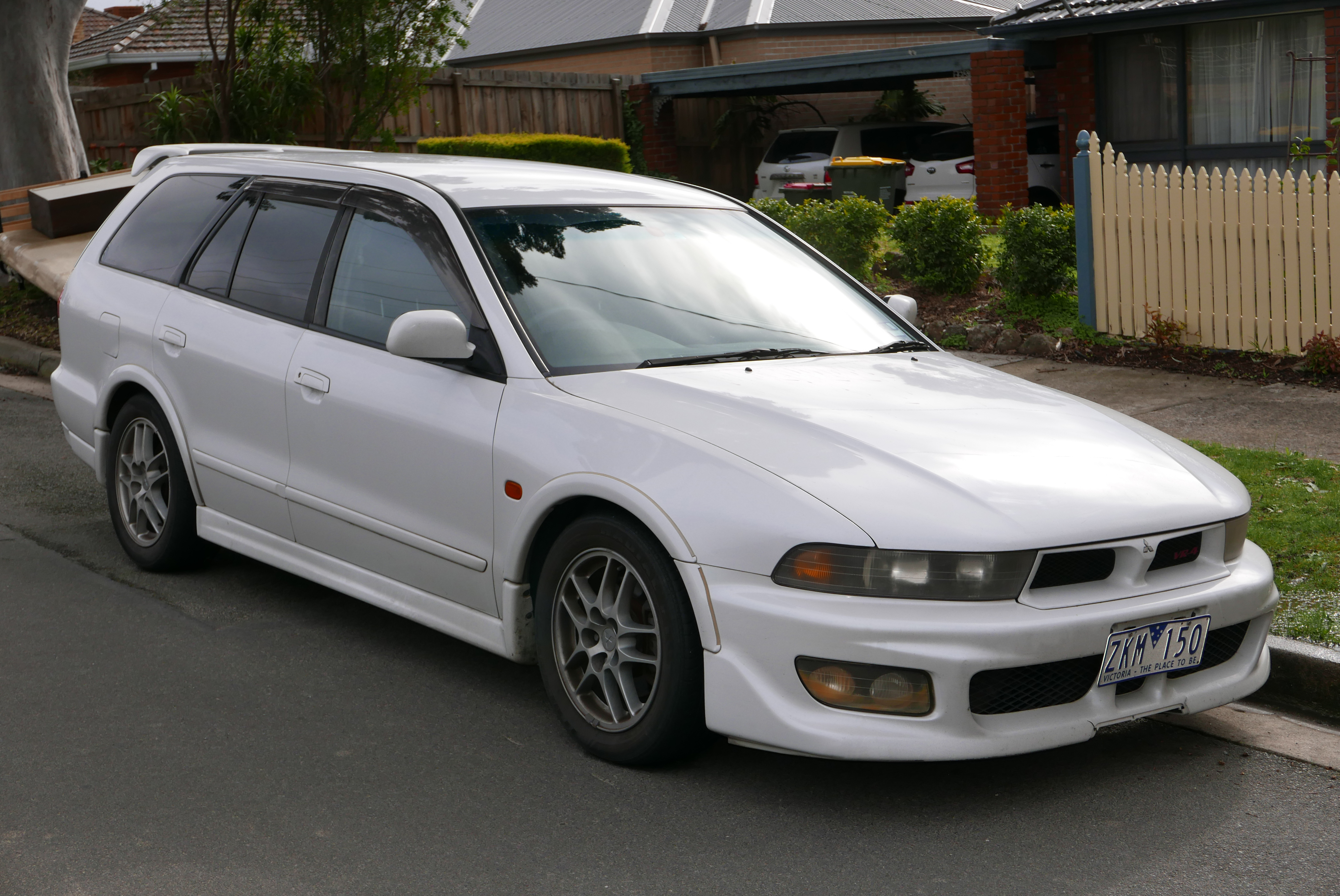
Legnum VR-4
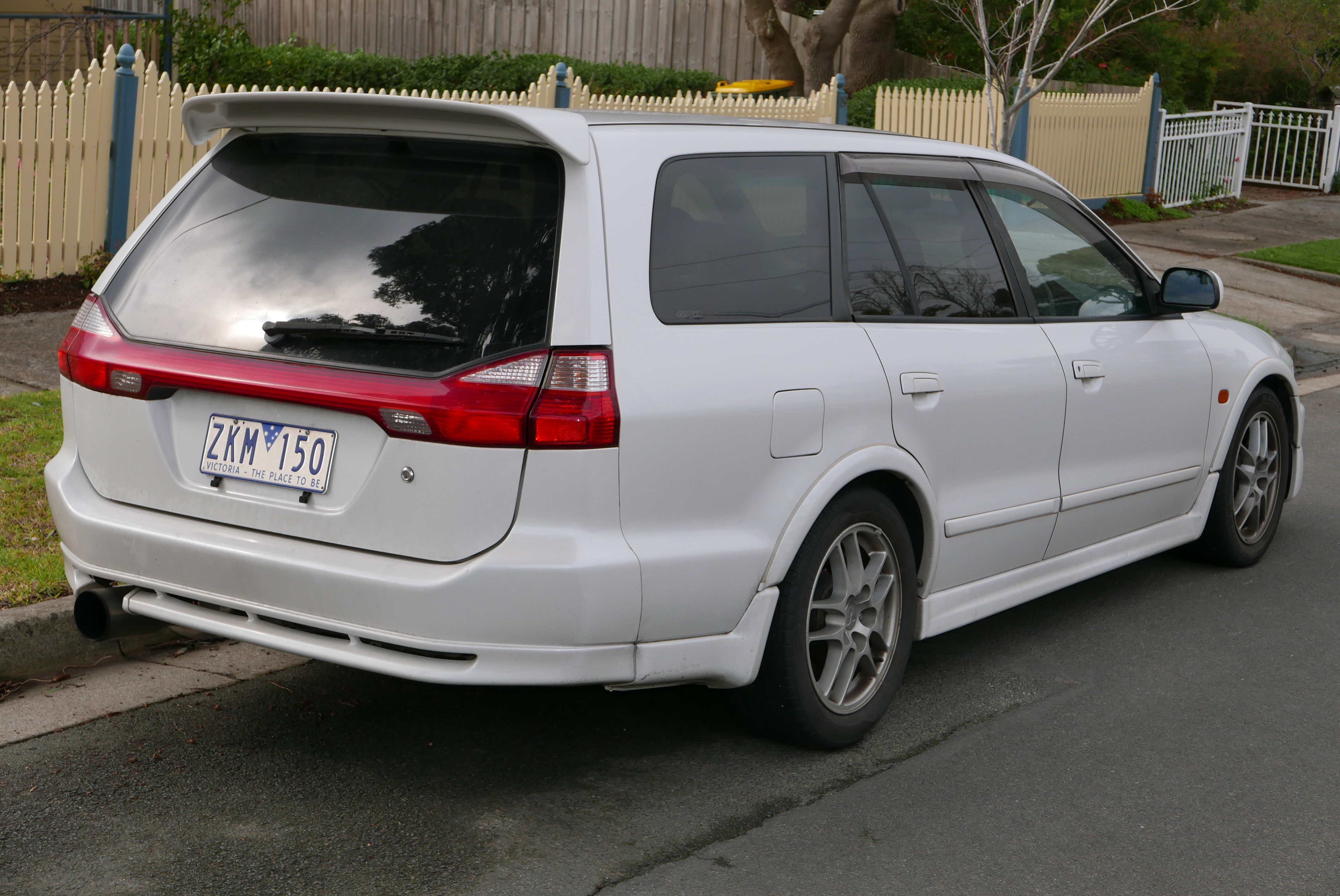
Heckansicht
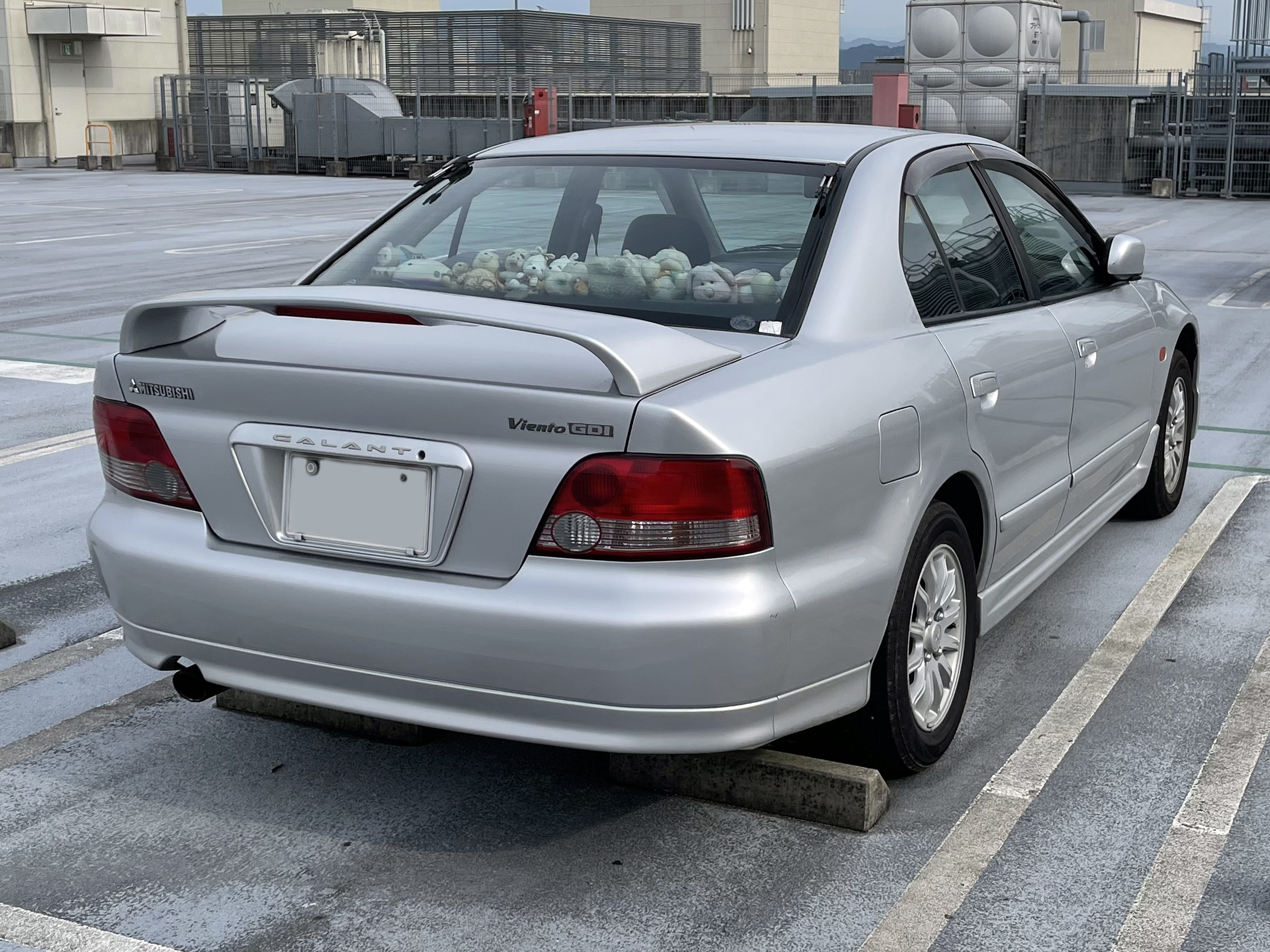
Galant Viento (Japan)

| Technische Daten Mitsubishi Galant, Modelle 1998        | | | | | | | |
| Mitsubishi Galant:                                      | 1.8 GDI 2 | 2.0 16V | 2.4 GDI 16V | 2.0 V6 2/ 3 | 2.5 24V | VR-4 2.5 Twin-Turbo 1/ 2 | 2.0 TD |
| Motor:                                                  | 4-Zylinder-Reihenmotor (Viertakt) | 4-Zylinder-Reihenmotor (Viertakt) | 4-Zylinder-Reihenmotor (Viertakt) | 6-Zylinder-V-Motor (Viertakt) | 6-Zylinder-V-Motor (Viertakt) | 6-Zylinder-V-Motor (Viertakt) | 4-Zylinder-Reihenmotor (Viertakt) |
| Bezeichnung:                                            | 4G93 | 4G63 | 4G64 | 6A12 | 6A13 | 6A13TT | 4D68 |
| Hubraum:                                                | 1834 cm³ | 1997 cm³ | 2351 cm³ | 1999 cm³ | 2497 cm³ | 2497 cm³ | 1998 cm³ |
| Bohrung × Hub:                                          | 81 × 89 mm | 85 × 88 mm | 86,5 × 100 mm | 78,4 × 69 mm | 81 × 80,8 mm | 81 × 80,8 mm | 82,7 × 93 mm |
| Max. Leistung bei 1/min:                                | 110 kW (150 PS) bei 6500 | 100 kW (136 PS) bei 6000 | 110 kW (150 PS) bei 5500 | 107 kW (145 PS) bei 6000 2 147 kW (200 PS) bei 7500 3 | 120 kW (163 PS) bei 5750 | 206 kW (280 PS) bei 5500 | 66 kW (90 PS) bei 4500 |
| Max. Drehmoment bei 1/min:                              | 179 Nm bei 5000 | 178 Nm bei 4500 | 225 Nm bei 3500 | 181 Nm bei 4500 2 200 Nm bei 6000 3 | 223 Nm bei 4500 | 363 Nm bei 4000 | 202 Nm bei 2500 |
| Verdichtung:                                            | 12:1 | 10:1 | 11,5:1 | 9,5:1 2 / 10,0:1 3 | 9,5:1 | 8,5:1 | 22,4:1 |
| Gemischaufbereitung:                                    | Direkteinspritzung (GDI) | Saugrohreinspritzung (MPI) | Direkteinspritzung (GDI) | Saugrohreinspritzung (MPI) | Saugrohreinspritzung (MPI) | Saugrohreinspritzung (MPI), 2 Turbolader, 2 Ladeluftkühler | Diesel-Einspritzpumpe, Turbolader, Ladeluftkühler |
| Ventilsteuerung:                                        | DOHC | SOHC | DOHC | SOHC 2 / DOHC 3 | SOHC | SOHC | OHC, Zahnriemen |
| Kühlung:                                                | Wasserkühlung | Wasserkühlung | Wasserkühlung | Wasserkühlung | Wasserkühlung | Wasserkühlung | Wasserkühlung |
| Getriebe:                                               | außer VR-4: Frontantrieb, 5-Gang Schaltgetriebe / 4-Gang Automatikgetriebe mit hydr. Drehmomentwandler, z. T. TipTronic nur VR-4: perm. Allradantrieb, 5-Gang Schaltgetriebe / 5-Gang Automatikgetriebe mit hydr. Drehmomentwandler, z. T. TipTronic | außer VR-4: Frontantrieb, 5-Gang Schaltgetriebe / 4-Gang Automatikgetriebe mit hydr. Drehmomentwandler, z. T. TipTronic nur VR-4: perm. Allradantrieb, 5-Gang Schaltgetriebe / 5-Gang Automatikgetriebe mit hydr. Drehmomentwandler, z. T. TipTronic | außer VR-4: Frontantrieb, 5-Gang Schaltgetriebe / 4-Gang Automatikgetriebe mit hydr. Drehmomentwandler, z. T. TipTronic nur VR-4: perm. Allradantrieb, 5-Gang Schaltgetriebe / 5-Gang Automatikgetriebe mit hydr. Drehmomentwandler, z. T. TipTronic | außer VR-4: Frontantrieb, 5-Gang Schaltgetriebe / 4-Gang Automatikgetriebe mit hydr. Drehmomentwandler, z. T. TipTronic nur VR-4: perm. Allradantrieb, 5-Gang Schaltgetriebe / 5-Gang Automatikgetriebe mit hydr. Drehmomentwandler, z. T. TipTronic | außer VR-4: Frontantrieb, 5-Gang Schaltgetriebe / 4-Gang Automatikgetriebe mit hydr. Drehmomentwandler, z. T. TipTronic nur VR-4: perm. Allradantrieb, 5-Gang Schaltgetriebe / 5-Gang Automatikgetriebe mit hydr. Drehmomentwandler, z. T. TipTronic | außer VR-4: Frontantrieb, 5-Gang Schaltgetriebe / 4-Gang Automatikgetriebe mit hydr. Drehmomentwandler, z. T. TipTronic nur VR-4: perm. Allradantrieb, 5-Gang Schaltgetriebe / 5-Gang Automatikgetriebe mit hydr. Drehmomentwandler, z. T. TipTronic | außer VR-4: Frontantrieb, 5-Gang Schaltgetriebe / 4-Gang Automatikgetriebe mit hydr. Drehmomentwandler, z. T. TipTronic nur VR-4: perm. Allradantrieb, 5-Gang Schaltgetriebe / 5-Gang Automatikgetriebe mit hydr. Drehmomentwandler, z. T. TipTronic |
| Radaufhängung vorn:                                     | Quer- und Längslenker unten, Dreiecklenker oben, Schraubenfedern | Quer- und Längslenker unten, Dreiecklenker oben, Schraubenfedern | Quer- und Längslenker unten, Dreiecklenker oben, Schraubenfedern | Quer- und Längslenker unten, Dreiecklenker oben, Schraubenfedern | Quer- und Längslenker unten, Dreiecklenker oben, Schraubenfedern | Quer- und Längslenker unten, Dreiecklenker oben, Schraubenfedern | Quer- und Längslenker unten, Dreiecklenker oben, Schraubenfedern |
| Radaufhängung hinten:                                   | Längs- und Doppelquerlenker unten, Dreiecklenker oben, Schraubenfedern | Längs- und Doppelquerlenker unten, Dreiecklenker oben, Schraubenfedern | Längs- und Doppelquerlenker unten, Dreiecklenker oben, Schraubenfedern | Längs- und Doppelquerlenker unten, Dreiecklenker oben, Schraubenfedern | Längs- und Doppelquerlenker unten, Dreiecklenker oben, Schraubenfedern | Längs- und Doppelquerlenker unten, Dreiecklenker oben, Schraubenfedern | Längs- und Doppelquerlenker unten, Dreiecklenker oben, Schraubenfedern |
| Bremsen:                                                | Scheibenbremsen rundum, Bremskraftverstärker, ABS, z. T. ESP/TCS | Scheibenbremsen rundum, Bremskraftverstärker, ABS, z. T. ESP/TCS | Scheibenbremsen rundum, Bremskraftverstärker, ABS, z. T. ESP/TCS | Scheibenbremsen rundum, Bremskraftverstärker, ABS, z. T. ESP/TCS | Scheibenbremsen rundum, Bremskraftverstärker, ABS, z. T. ESP/TCS | Scheibenbremsen rundum, Bremskraftverstärker, ABS, z. T. ESP/TCS | Scheibenbremsen rundum, Bremskraftverstärker, ABS, z. T. ESP/TCS |
| Lenkung:                                                | Zahnstangenlenkung, servounterstützt | Zahnstangenlenkung, servounterstützt | Zahnstangenlenkung, servounterstützt | Zahnstangenlenkung, servounterstützt | Zahnstangenlenkung, servounterstützt | Zahnstangenlenkung, servounterstützt | Zahnstangenlenkung, servounterstützt |
| Karosserie:                                             | Stahlblech, selbsttragend | Stahlblech, selbsttragend | Stahlblech, selbsttragend | Stahlblech, selbsttragend | Stahlblech, selbsttragend | Stahlblech, selbsttragend | Stahlblech, selbsttragend |
| Spurweite vorn/hinten:                                  | 1510/1505 mm | 1510/1505 mm | 1510/1505 mm | 1510/1505 mm | 1510/1505 mm | 1510/1505 mm | 1510/1505 mm |
| Radstand:                                               | 2635 mm | 2635 mm | 2635 mm | 2635 mm | 2635 mm | 2635 mm | 2635 mm |
| Abmessungen:                                            | 4630–4680 × 1740 × 1420–1500 mm | 4630–4680 × 1740 × 1420–1500 mm | 4630–4680 × 1740 × 1420–1500 mm | 4630–4680 × 1740 × 1420–1500 mm | 4630–4680 × 1740 × 1420–1500 mm | 4630–4680 × 1740 × 1420–1500 mm | 4630–4680 × 1740 × 1420–1500 mm |
| Leergewicht:                                            | 1240–1310 kg | 1240–1310 kg | 1295 kg | 1290–1450 kg | 1290–1450 kg | 1480–1530 kg | 1300–1350 kg |
| Höchstgeschwindigkeit:                                  | ca. 215 km/h | 210 km/h | 215 km/h | 215 km/h | 225 km/h | 260 km/h | 180 km/h |
| 0–100 km/h:                                             | 9 s | 9,7 s | 9,1 | 9 s | 8,2 s | 5,3 s | 12,8 s |
| Verbrauch (Liter/100 Kilometer, ECE-Norm Stadtverkehr): | ca. 9,0 S | 11,4 S | 8,1 S | 11,3 S | 13,0 S | ca. 15 S | ca. 8,0 D |
| Anmerkungen:                                            | 1 Nur für USA 2 Nur für Japan 3 Nur für Hong Kong | 1 Nur für USA 2 Nur für Japan 3 Nur für Hong Kong | 1 Nur für USA 2 Nur für Japan 3 Nur für Hong Kong | 1 Nur für USA 2 Nur für Japan 3 Nur für Hong Kong | 1 Nur für USA 2 Nur für Japan 3 Nur für Hong Kong | 1 Nur für USA 2 Nur für Japan 3 Nur für Hong Kong | 1 Nur für USA 2 Nur für Japan 3 Nur für Hong Kong |

## Galant (2004–2012)
In den USA wurde ab Sommer 2004 ein neues Modell des Galant angeboten. Es gab ihn nur noch mit Stufenheck und wahlweise mit einem 2,4 Liter großen Vierzylinder (4G69) mit 119 kW (162 PS) oder einem V6 (6G75) mit 3,8 Litern Hubraum und 171 kW (233 PS).
2007 wurde der Galant Ralliart eingeführt, bei dem eine leistungsoptimierte Version des 3,8-Liter V6 verbaut wurde. Der Motor leistete hier nun 192 kW (261 PS) und hatte ein maximales Drehmoment von 350 Nm.
Im Herbst 2008 erhielt der Galant ein Facelift. Zu erkennen ist dies an dem nicht mehr durch einen Steg samt Logo unterbrochenen Kühlergrill.
Der Mitsubishi Endeavor sowie der Mitsubishi Eclipse der vierten Generation basieren auf derselben Mitsubishi PS-Plattform wie die neunte Generation des Galant, die im Rahmen von Mitsubishis Project America entwickelt wurde.
In Australien wurde ein ähnliches Modell als Mitsubishi 380 von 2005 bis 2008 angeboten.
In Taiwan war ein leicht abgewandeltes Modell als Mitsubishi New Grunder auf dem Markt. Dieses Modell wurde für die Volksrepublik China bei Soueast ab 2006 als Mitsubishi Galant gebaut.
In Japan wurde die Modellreihe 2008 aufgegeben. Stattdessen wurde der Mitsubishi Lancer unter der Bezeichnung Galant Fortis angeboten. In Europa war auch dieses Modell nicht lieferbar.

2012 wurde die Baureihe ersatzlos eingestellt. Ein 2007 vorgestelltes Konzeptfahrzeug mit dem Namen Concept ZT, das einen möglichen Ausblick auf die nächste Generation des Galant geben sollte, wurde nicht zur Serienreife gebracht.

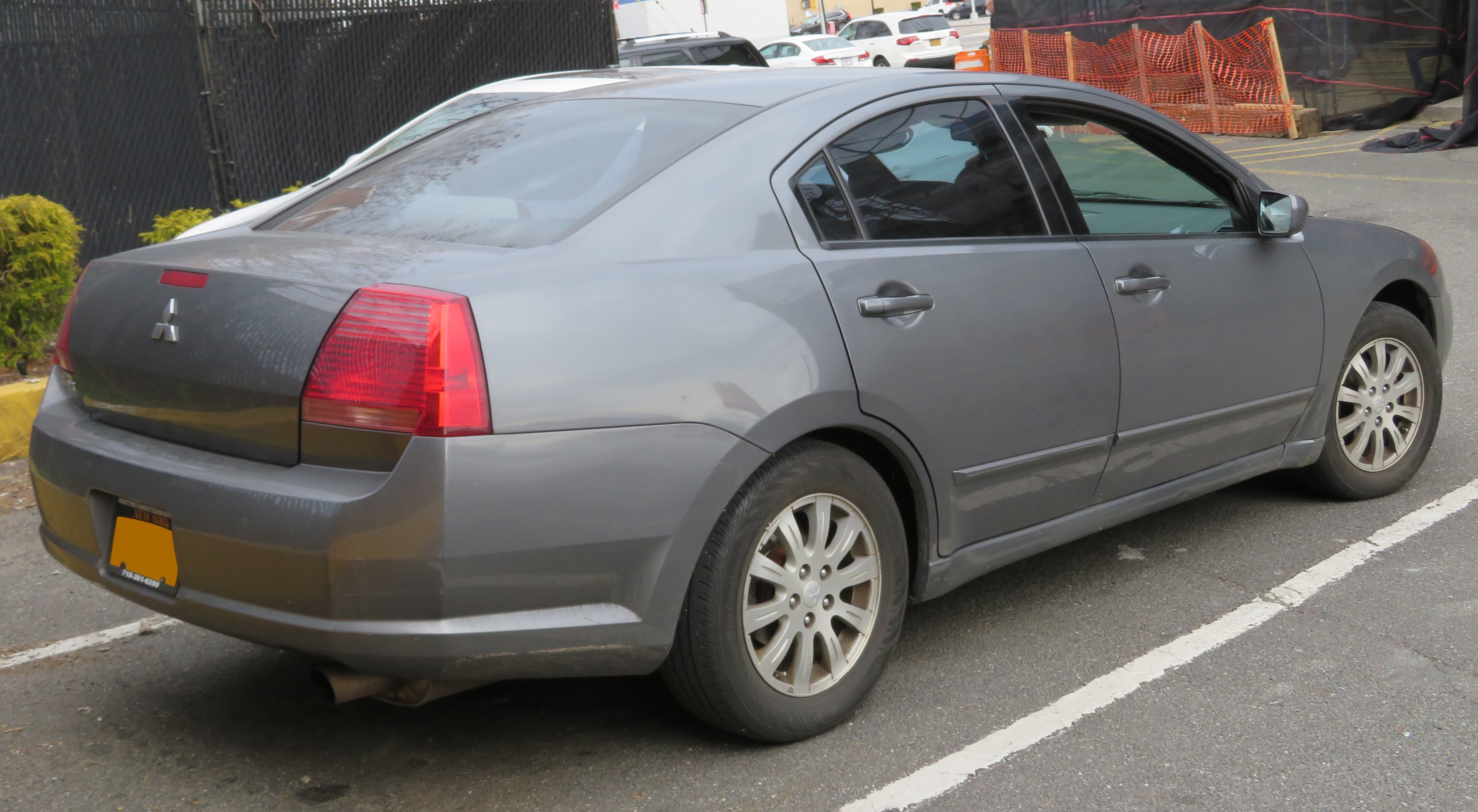
Heckansicht
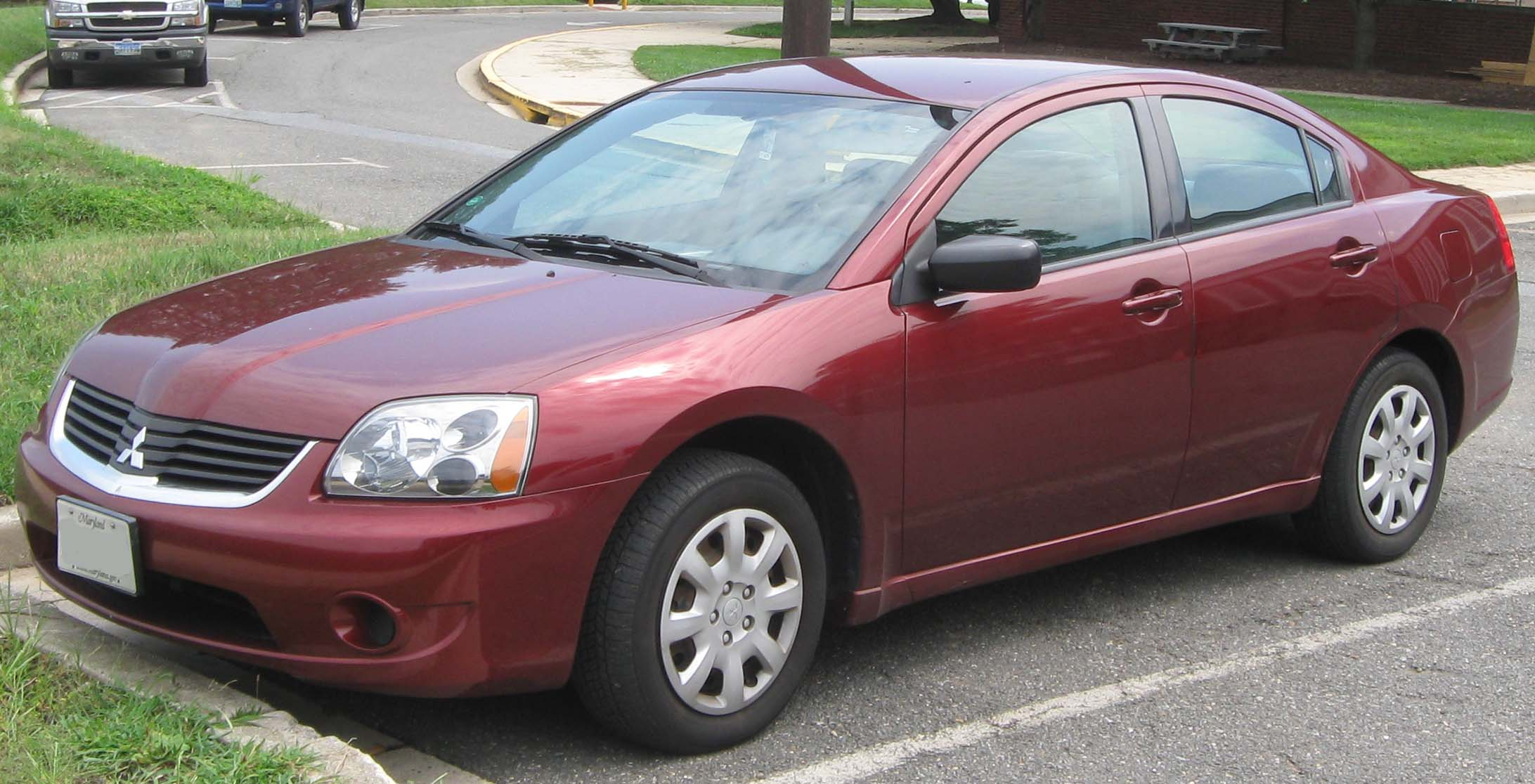
Mitsubishi Galant (2007–2008)
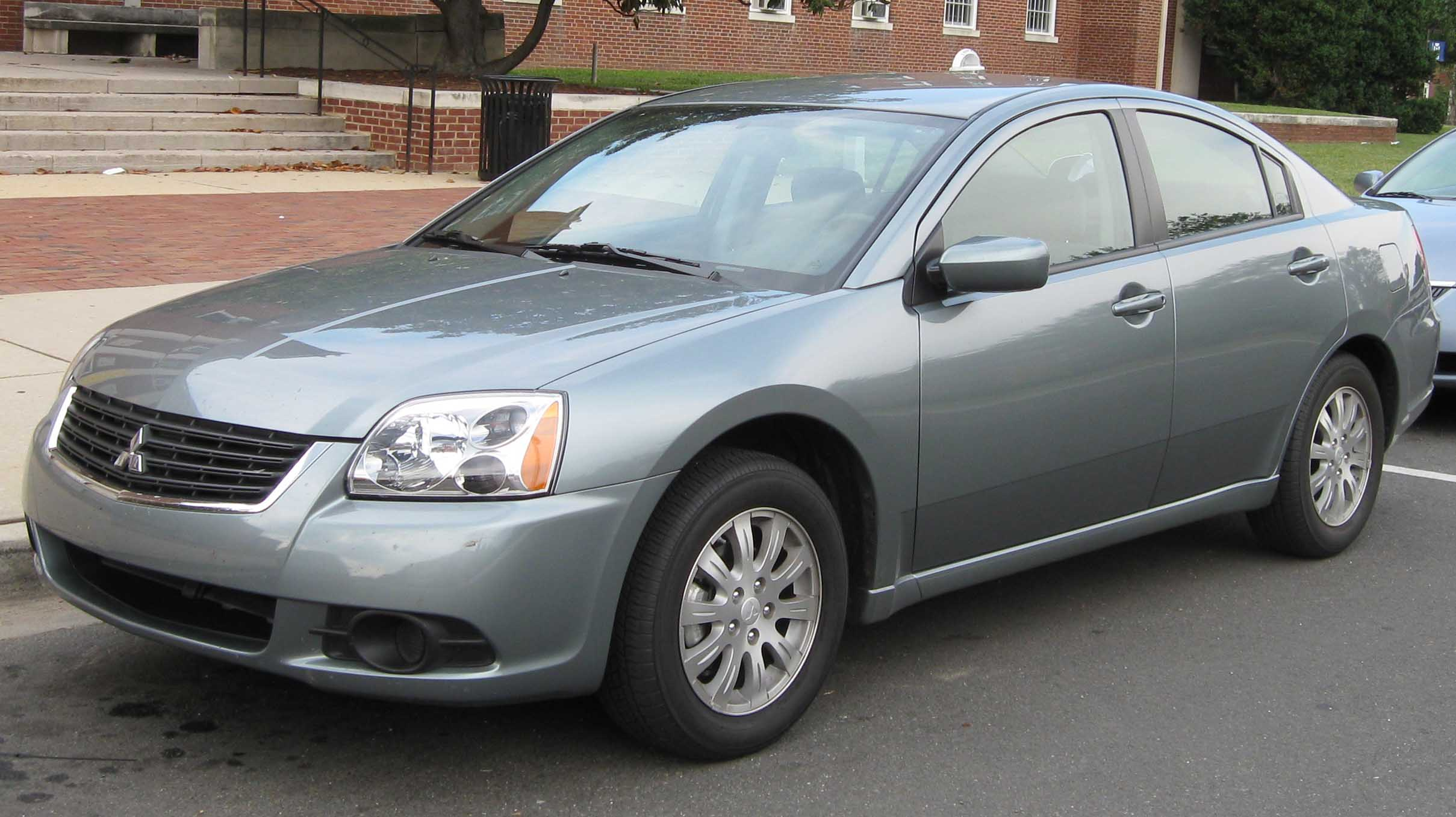
Galant (2009–2012)
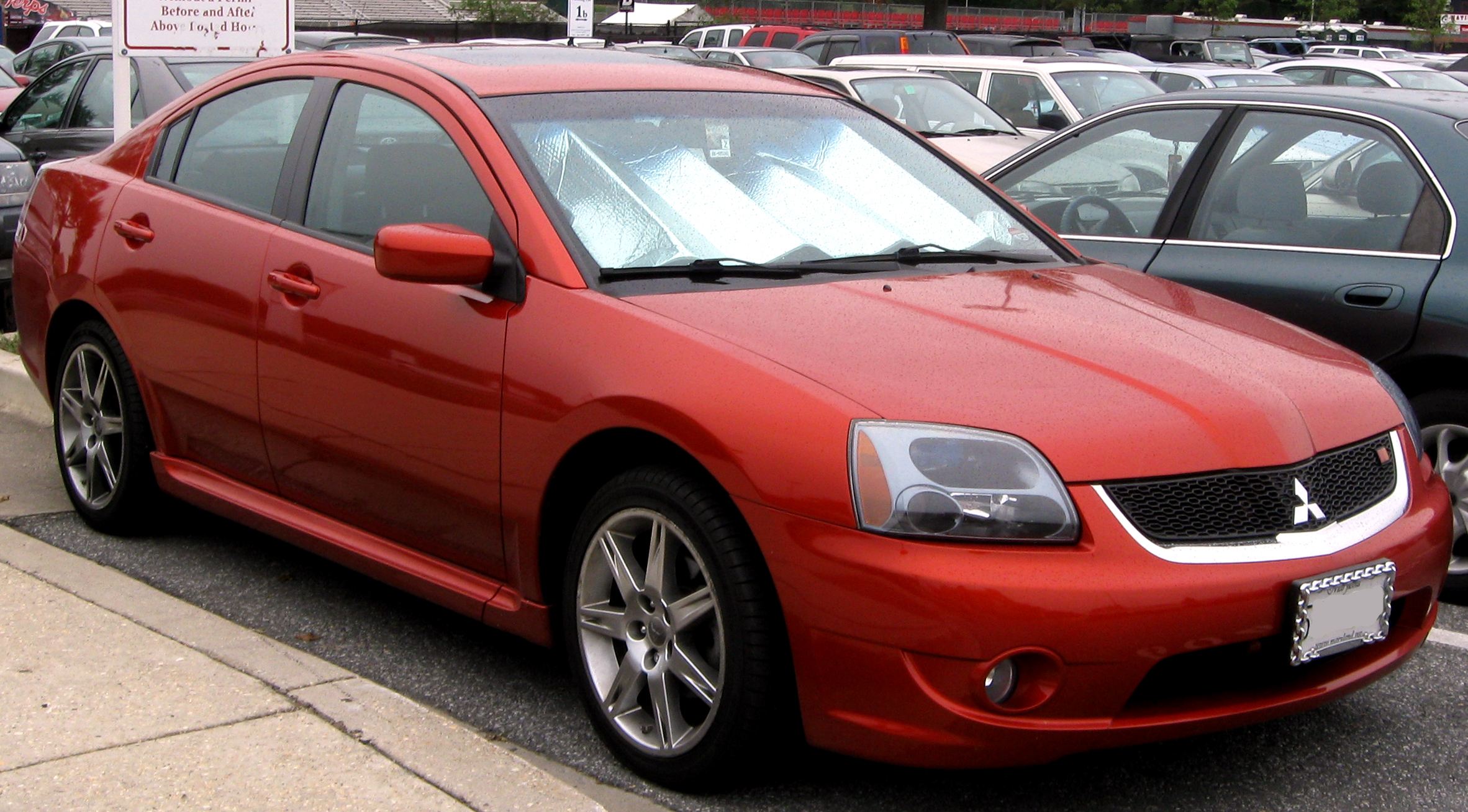
Galant Ralliart

| Technische Daten Mitsubishi Galant (2006) |                                                                        |                                                                        |                                                                        |
| Mitsubishi Galant                         | 2.0 GDI Japan                                                          | 2.4 USA                                                                | 3.8 USA                                                                |
| Motor:                                    | 4-Zylinder-Reihenmotor (Viertakt)                                      | 4-Zylinder-Reihenmotor (Viertakt)                                      | 6-Zylinder-V-Motor (Viertakt)                                          |
| Bezeichnung:                              | 4G94GDI                                                                | 4G69                                                                   | 6G75                                                                   |
| Hubraum:                                  | 1999 cm³                                                               | 2378 cm³                                                               | 3828 cm³                                                               |
| Bohrung × Hub:                            | 81,5 × 95,8 mm                                                         | 87 × 100 mm                                                            | 95 × 90 mm                                                             |
| Leistung bei 1/min:                       | 107 kW (145 PS) bei 5700                                               | 119 kW (162 PS) bei 5500                                               | 171 kW (233 PS) bei 5250                                               |
| Max. Drehmoment bei 1/min:                | 191 Nm bei 3750                                                        | 213 Nm bei 4000                                                        | 339 Nm bei 4000                                                        |
| Verdichtung:                              | 11:1                                                                   | 9,5:1                                                                  | 10:1                                                                   |
| Gemischaufbereitung:                      | Elektronische Einspritzung                                             | Elektronische Einspritzung                                             | Elektronische Einspritzung                                             |
| Ventilsteuerung:                          | DOHC, Antrieb über Zahnriemen                                          | OHC, Antrieb über Zahnriemen                                           | OHC, Antrieb über Zahnriemen                                           |
| Kühlung:                                  | Wasserkühlung                                                          | Wasserkühlung                                                          | Wasserkühlung                                                          |
| Getriebe:                                 | 4-Stufen-Automatik Frontantrieb                                        | 4-Stufen-Automatik Frontantrieb                                        | 4-Stufen-Automatik Frontantrieb                                        |
| Radaufhängung vorn:                       | Obere Querlenker, Längs- und Querlenker, Schraubenfedern               | Obere Querlenker, Längs- und Querlenker, Schraubenfedern               | Obere Querlenker, Längs- und Querlenker, Schraubenfedern               |
| Radaufhängung hinten:                     | Längslenker, doppelte Querlenker, obere Dreiecklenker, Schraubenfedern | Längslenker, doppelte Querlenker, obere Dreiecklenker, Schraubenfedern | Längslenker, doppelte Querlenker, obere Dreiecklenker, Schraubenfedern |
| Bremsen:                                  | Scheibenbremsen rundum, Servo, ABS                                     | Scheibenbremsen rundum, Servo, ABS                                     | Scheibenbremsen rundum, Servo, ABS                                     |
| Lenkung:                                  | Zahnstangenlenkung, Servo                                              | Zahnstangenlenkung, Servo                                              | Zahnstangenlenkung, Servo                                              |
| Karosserie:                               | Stahlblech, selbsttragend                                              | Stahlblech, selbsttragend                                              | Stahlblech, selbsttragend                                              |
| Spurweite vorn/hinten:                    | 1510/1505 mm                                                           | 1570/1570 mm                                                           | 1570/1570 mm                                                           |
| Radstand:                                 | 2635 mm                                                                | 2750 mm                                                                | 2750 mm                                                                |
| Abmessungen:                              | 4660 × 1740 × 1420 mm                                                  | 4840 × 1840 × 1470 mm                                                  | 4840 × 1840 × 1470 mm                                                  |
| Leergewicht:                              | 1290 kg                                                                | 1520 kg                                                                | 1615 kg                                                                |
| Höchstgeschwindigkeit:                    | 180 km/h                                                               | ca. 210 km/h                                                           | ca. 230 km/h                                                           |
| 0–100 km/h:                               | n. a.                                                                  | n. a.                                                                  | n. a.                                                                  |
| Verbrauch (L/100 km):                     | 7–10 S                                                                 | 10,2 S                                                                 | 12,4 S                                                                 |